# Waves Vienna

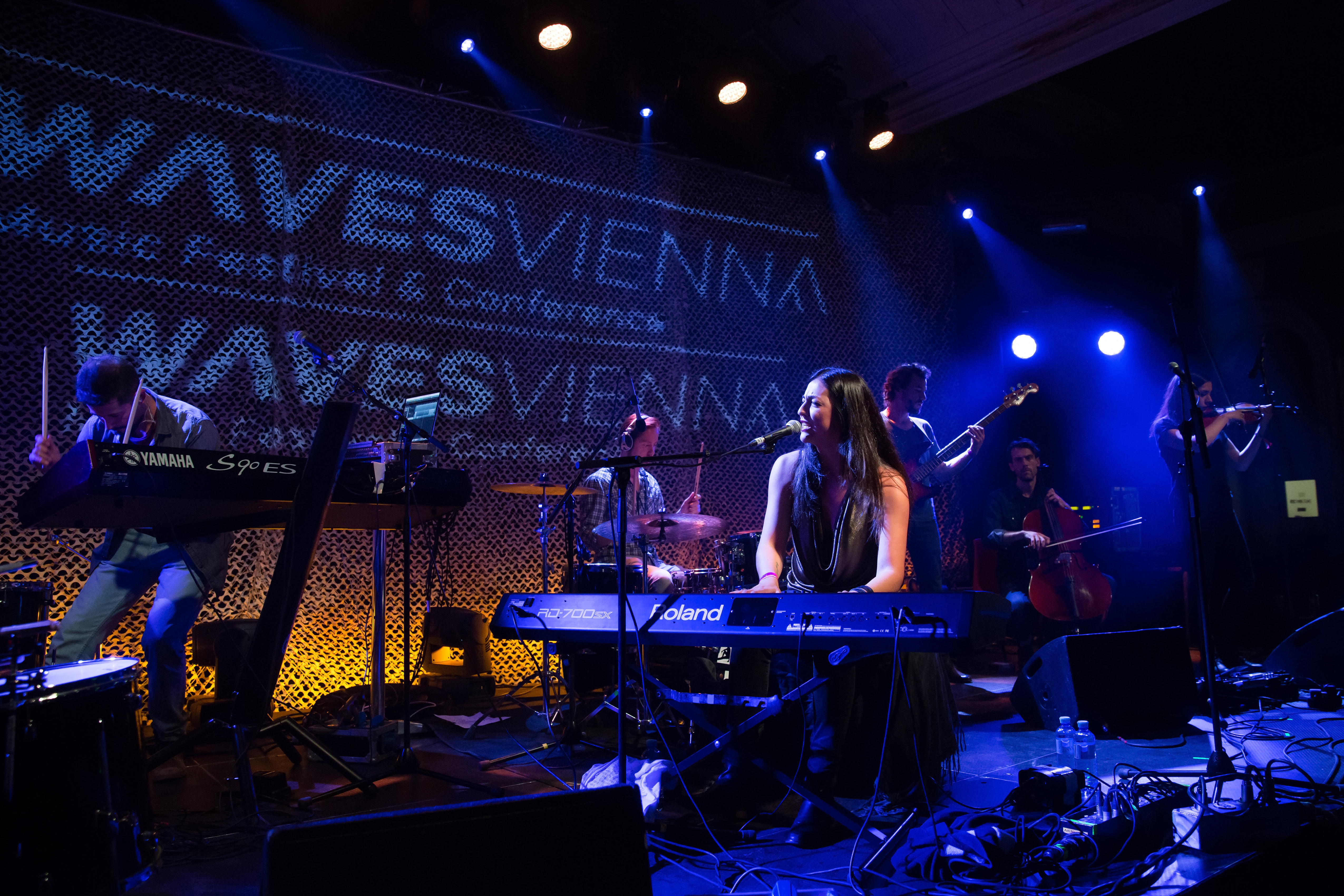
Clara Blume (2015)

Das Waves Vienna – Music Festival & Conference, zwischenzeitlich auch Waves Central Europe, ist ein seit 2011 jährlich in Wien und von 2013 bis 2015 parallel auch in Bratislava stattfindendes Musikfestival für Popmusik österreichischer und internationaler Musiker und Bands vornehmlich aus Bereichen der Alternative- und Independent-Musik.

## Konzept

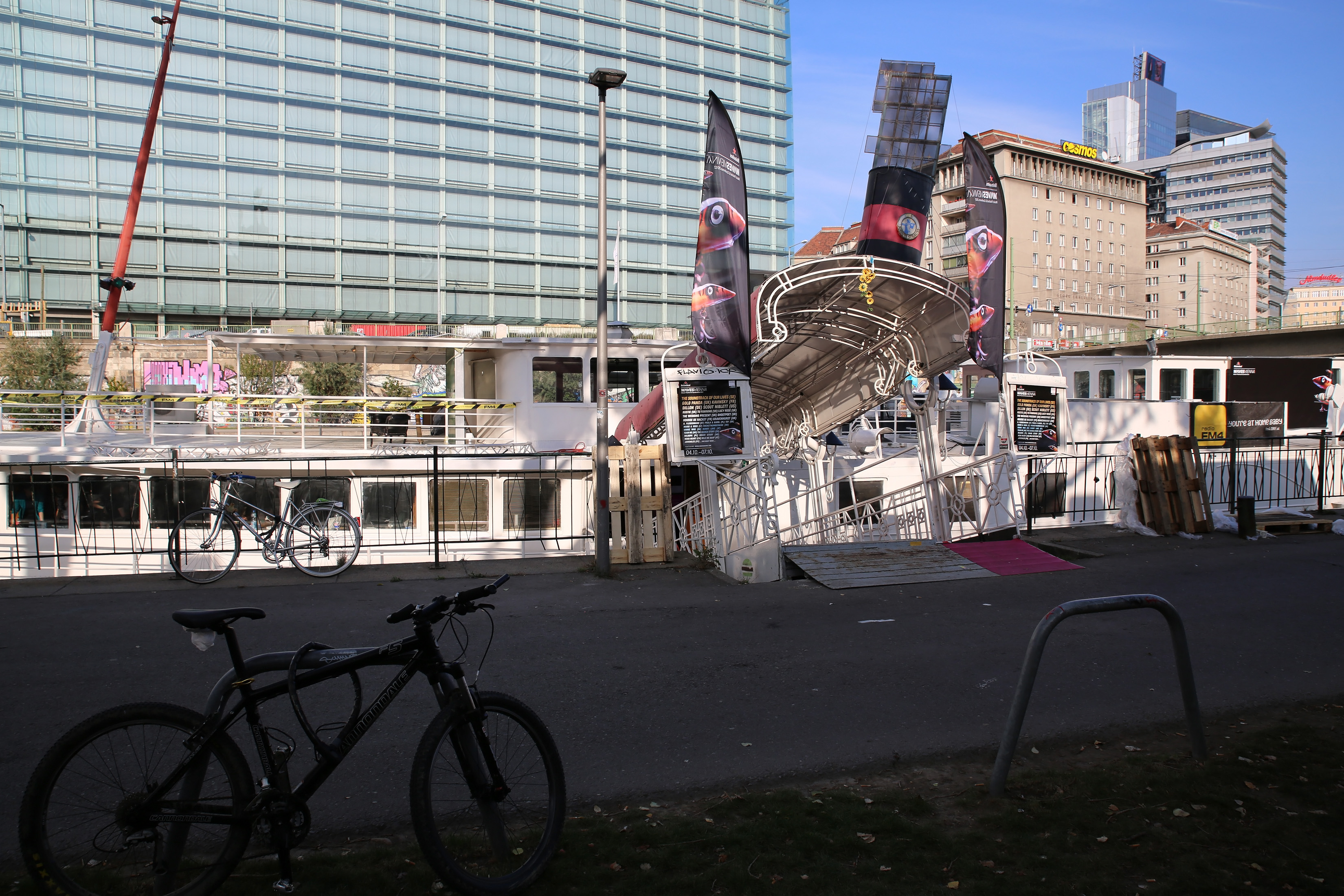
Festivalzentrale 2012 auf dem Clubschiff

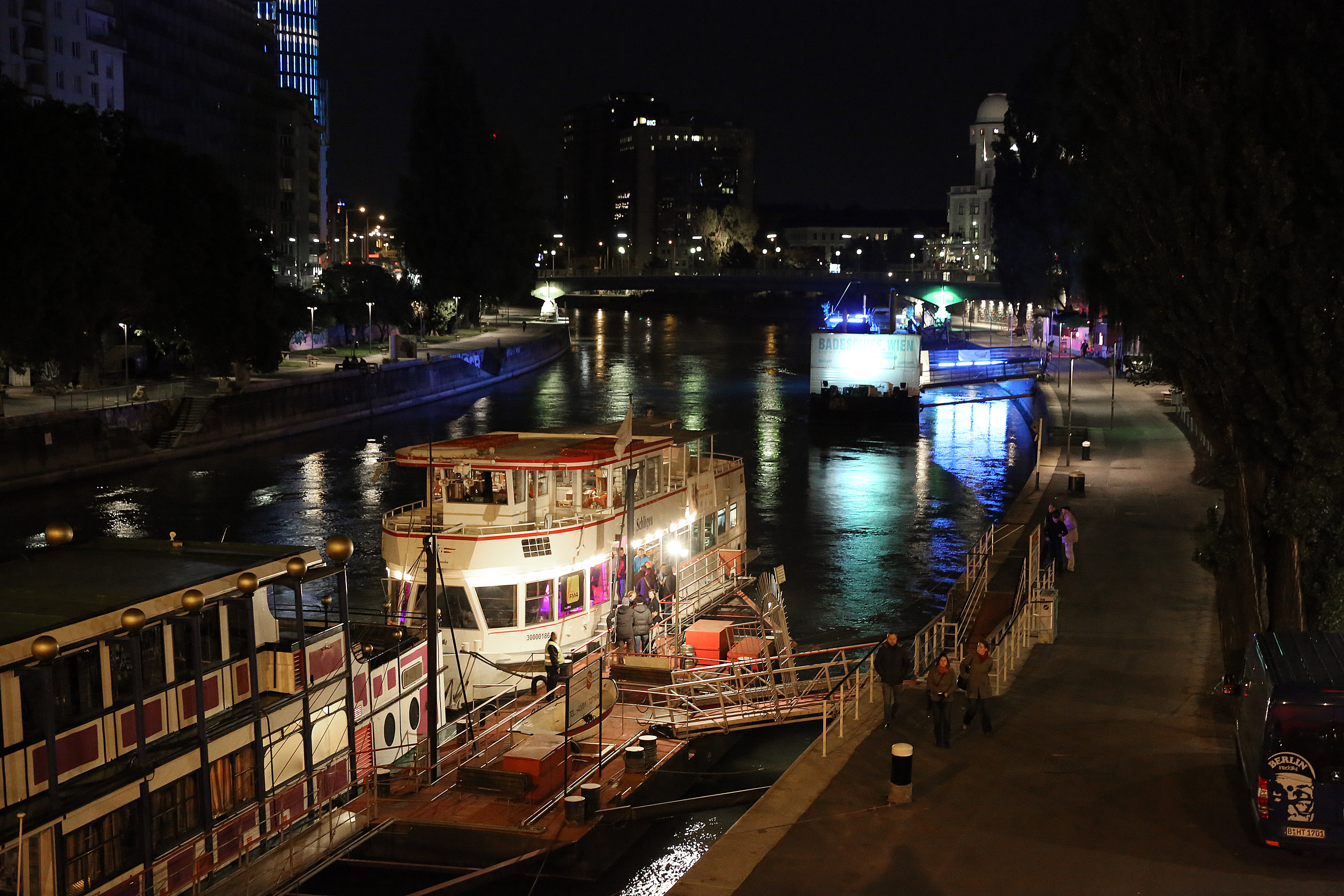
MS Schlögen und Badeschiff 2013

Das Waves ist als Club- und Showcase-Festival konzipiert. Als Showcase-Festival soll es insbesondere noch wenig bzw. eher regional bekannten Bands und Musikern die Möglichkeit bieten, ein größeres Publikum zu erreichen und über Genre- bzw. die jeweiligen Landesgrenzen hinaus bekannt zu werden. Parallel zu den Konzerten finden im Rahmen der Waves Vienna Music Conference Vorträge, Diskussionen und Workshops statt. Einen Schwerpunkt im Programm sowohl der Konzerte wie auch der Konferenz bildet unter dem Motto „East meets West“ die Einladung osteuropäischer Musikschaffender.
Von 2013 bis 2015 wurde gleichzeitig mit Waves Vienna in der rund 55 km östlich von Wien gelegenen Hauptstadt der Slowakei Waves Bratislava veranstaltet. 2013 fand auch das erste Waves Vienna Filmfest statt.
Veranstalter des Festivals war 2011 das Medienhaus Monopol, das unter anderem auch das Kultur- und Musikmagazin The Gap herausgibt. Seit 2012 zeichnet die Comrades GmbH für das Festival verantwortlich. Medienpartner ist der Radiosender FM4.

### Bühnen
Die Konzerte des Waves Vienna fanden bis 2015 in verschiedenen Lokalen und anderen Räumlichkeiten im Zentrum Wiens statt. In den ersten Jahren von 2011 bis 2013 lagen die Auftrittsorte am und in der näheren Umgebung des Donaukanals vor allem im 2. Bezirk, darunter im Frachtraum des Badeschiffs (2011–2013), das 2011 auch als Organisationszentrale und Treffpunkt diente, unweit davon auf dem Clubschiff (2011–2013) und auf der MS Schlögen (2012, 2013), in den Musikclubs Flex (2011–2014), Fluc (2011–2013) und Pratersauna (2011–2013), sowie auf Bühnen in Odeon (2012, 2013), Café Dogenhof (2011–2013), Projektraum Viktor Bucher (2011, 2013) und Charlie P's Pub (2013). Im Eröffnungsjahr wurde auch eine Bühne in einem Festzelt im Wiener Prater genutzt, was wegen Anrainerbeschwerden über die Lautstärke nicht wiederholt werden konnte. Von 2012 bis 2015 umkreiste an den Festival-Abenden eine Straßenbahnzug der Wiener Linien mit DJs und Musikern aus der elektronischen Musik als Heineken-Music Train bzw. Rave Tram auf den Geleisen der Ringlinie die Innere Stadt und der Red-Bull-Brandwagen war als mobile Bühne Teil des Programms.
2014 und 2015 wurden die Auftrittsorte vom 2. in Richtung des 1. Bezirks und um den Karlsplatz verlagert. Bespielt werden etwa Bühnen im Haus der Musik, im elysium in der Schönlaterngasse (2014), im Xpedit Lager und im Heuer am Karlsplatz sowie als die größten Veranstaltungsorte des Festivals der Jazzclub Porgy & Bess und das brut (2014). Zum sechsten Festival im Jahr 2016 wurden die Auftrittsorte in den 9. Wiener Gemeindebezirk Alsergrund verlegt. Das Festivalzentrum sowie mehrere Bühnen befinden sich im Kulturzentrum WUK und in der Umgebung finden Konzerte im ehemaligen Amtshaus Alsergrund, im Wilhelm-Exner-Saal des früheren k.k. Gewerbeförderungsamtes, im Schubert Theater sowie den Lokalen Café Weimar und Clash statt.

## XA – Export Award
Seit 2017 wird im Rahmen des Waves Vienna Festivals der „XA – Export Award“ verliehen. Von den etwa sieben Kandidaten wird die Performances des Liveauftritts gewertet. Die bisherigen Gewinner sind:
- 2017: Cari Cari
- 2018: Dives
- 2019: Anger
- 2020: Oska
- 2021: Florence Arman
- 2022: Farce[2]

## Waves Vienna 2011

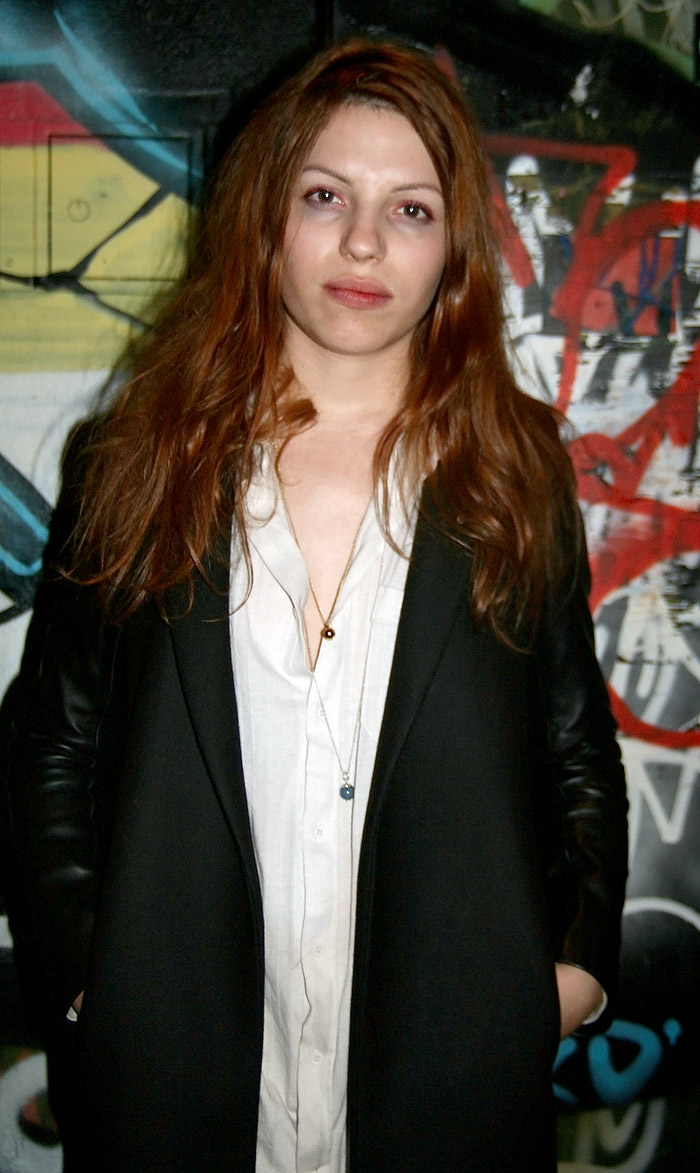
Soap & Skin (2011)

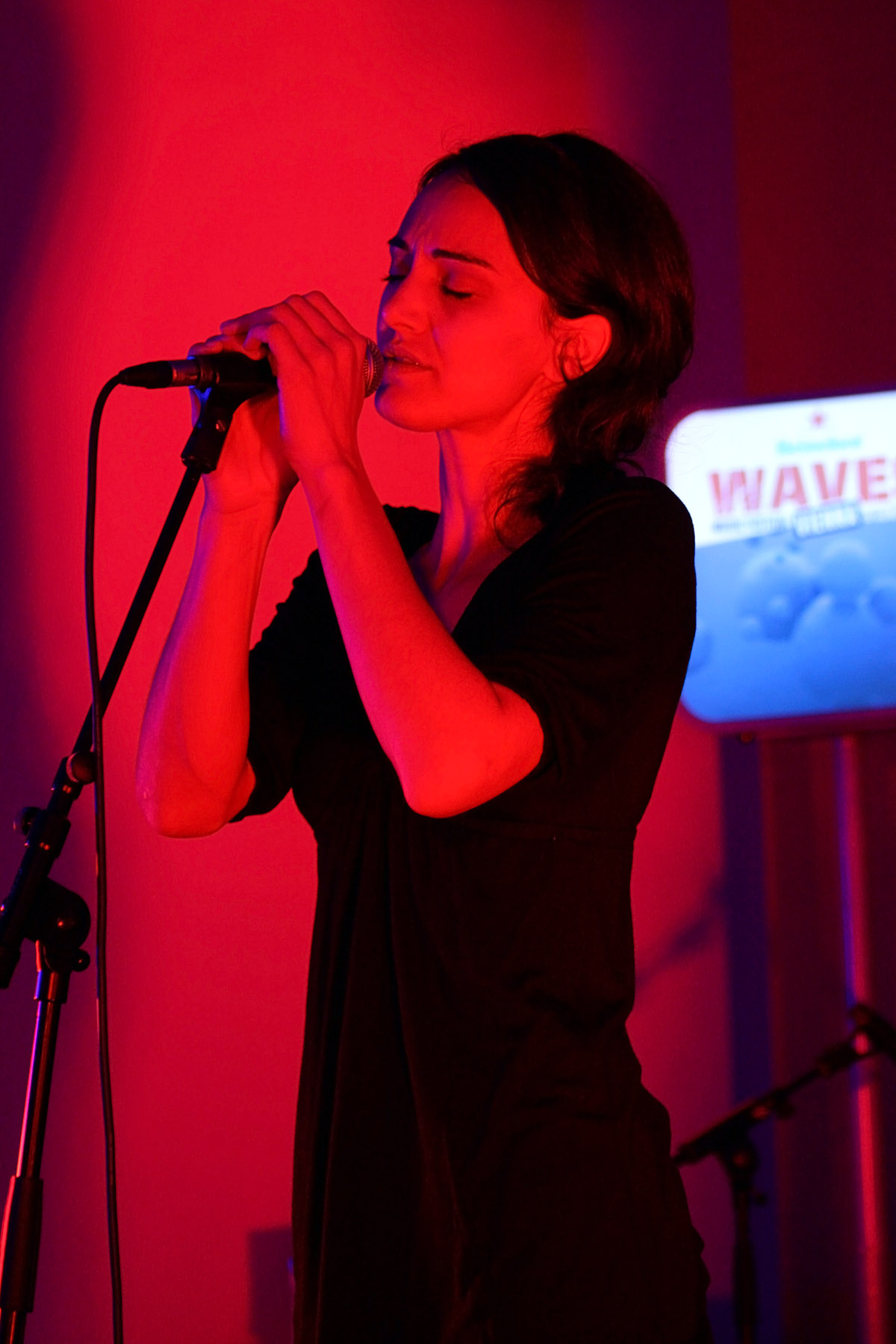
SAEDI (Projektraum Viktor Bucher 2011)

Erstmals fand das Festival von 28. September bis 2. Oktober 2011 statt. Schwerpunkte widmeten sich, gemäß dem Ansatz „East meets West“, der musikalischen Szene Osteuropas, speziell der Slowakei, wie auch in Kooperation mit „Canadian Blast“ kanadischen Bands. Neben österreichischen Musikern kamen Bands etwa aus Dänemark, Deutschland, Großbritannien, Island und den USA.
Acts
Eröffnet wurde das Festival mit einem Konzert von Soap & Skin (AT) im Stadtsaal. Ebenfalls am ersten Abend traten die Musikerin Erika M. Anderson (US), kurz EMA, und die britische Band Gang of Four auf. Auf dem Programm standen bei insgesamt rund 80 Konzerten unter anderem Auftritte von: Agent Cooper (AT), Allen Alexis (AT), Andrew Hung (GB), Andrew Weatherall (GB, abgesagt), Brasstronaut (CA), Bilderbuch (AT), Black Shampoo (AT), British Sea Power (GB), Cherry Sunkist (AT), Clara Luzia (AT), D.I.M. (DE), Destroy, Munich (AT), Die Eternias (AT), Dikta (IS), DJ Phono (DE), Emily Barker (US), Ewert and the Two Dragons (EE), Figurines (DK), Film (GR), Haight-Ashbury (GB), Ian Fisher (US), Instrumenti (LV), Is Tropical (GB), Jacek Sienkiewicz (PL), Jamie Woon (GB), Jana Vébrová (CZ), Jellybeat (AT), Ken Hayakawa (AT), Kenton Slash Demon (DK), Killed by 9V Batteries (AT), Kreatiivmootor (EE), Kyst (PL), Little Scream (CA), Longital (SK), M185 (AT), Ogris Debris (AT), Peterlicker (AT), Petrol (RS), Photek (GB), Plastic Swans (SK), Resorts (CA), Retro Stefson (IS), Rubik (FI), SAEDI (AT), School is Cool (BE), Sheila She Loves You (CH), Sin Fang (IS), Slap In The Bass (HU), Svavar Knútur (IS), Sweet Sweet Moon (AT), Tempelhof (CZ), The Beth Edges (AT), The Duke Spirit (GB), The Uniques (SK), Totally Enormous Extinct Dinosaurs (GB, abgesagt), Touchy Mob (DE), When Saints Go Machine (DK), WhoMadeWho (DK), Wolfram (AT), Woody Alien (PL), Zola Jesus (US)

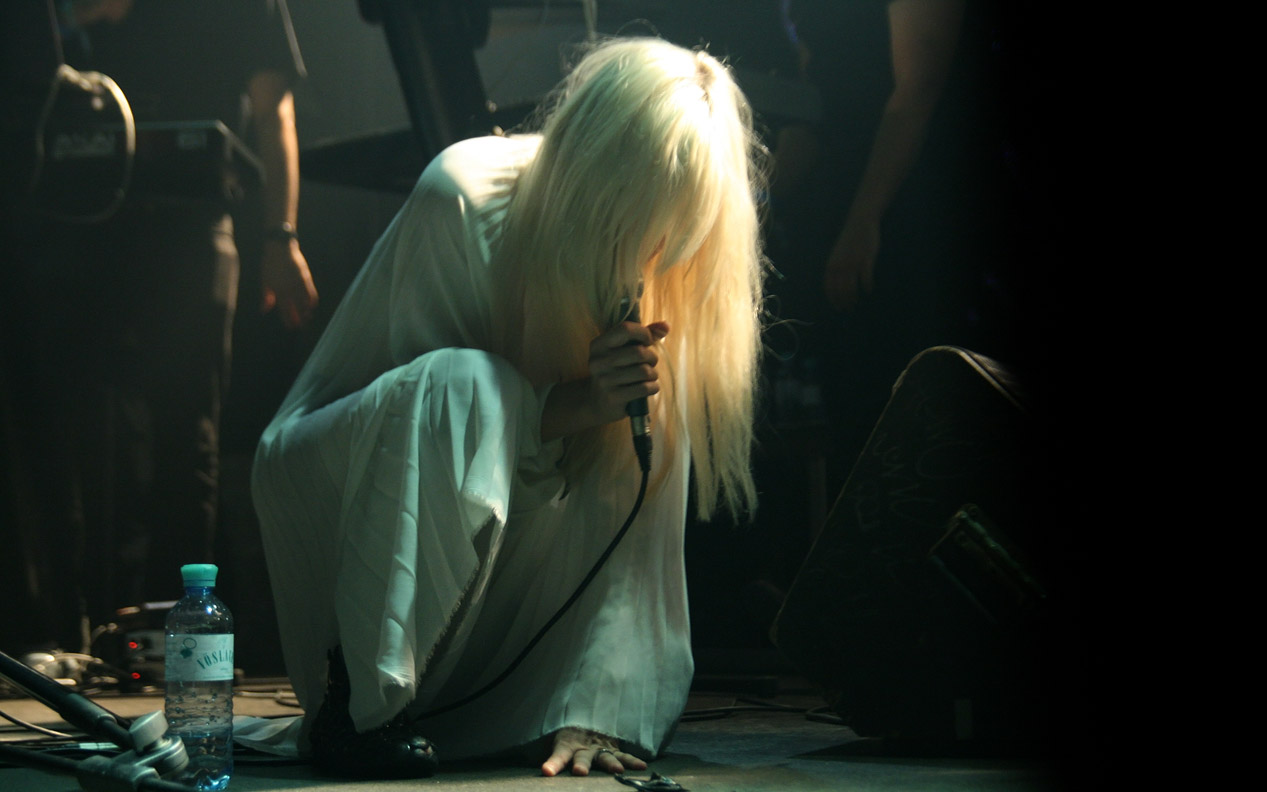
Zola Jesus (Flex 2011)
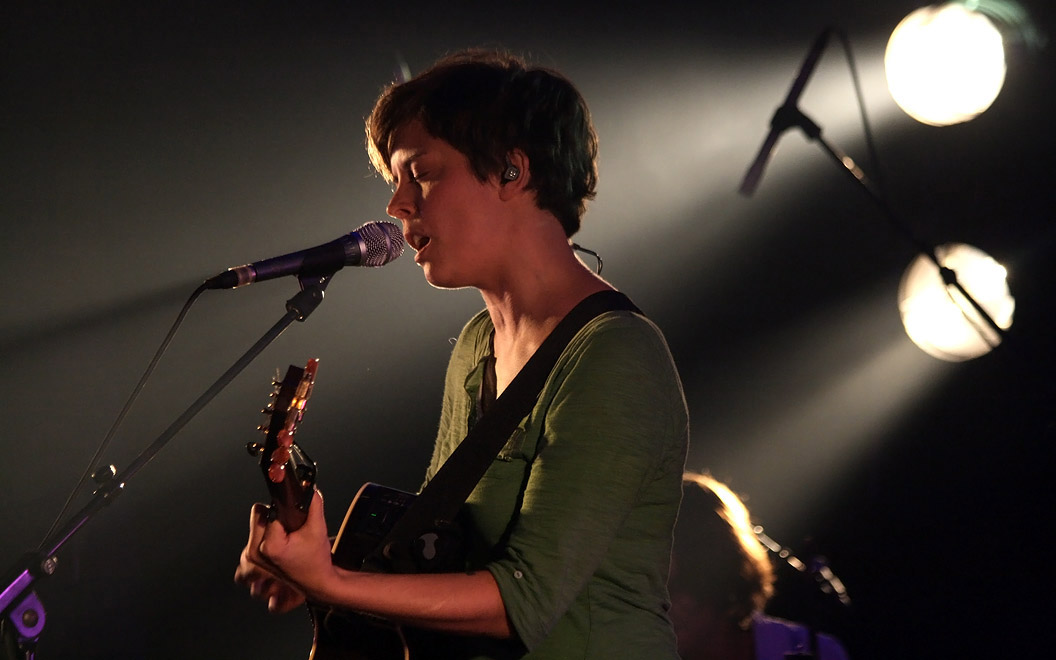
Clara Luzia (Zelt im Prater 2011)
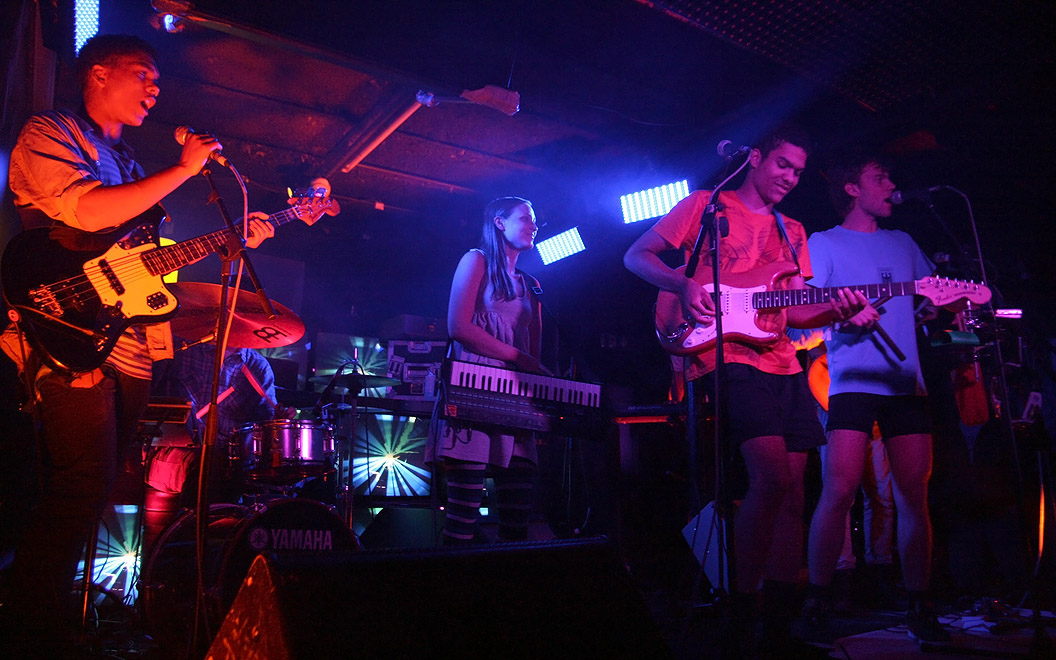
Retro Stefson (Badeschiff 2011)
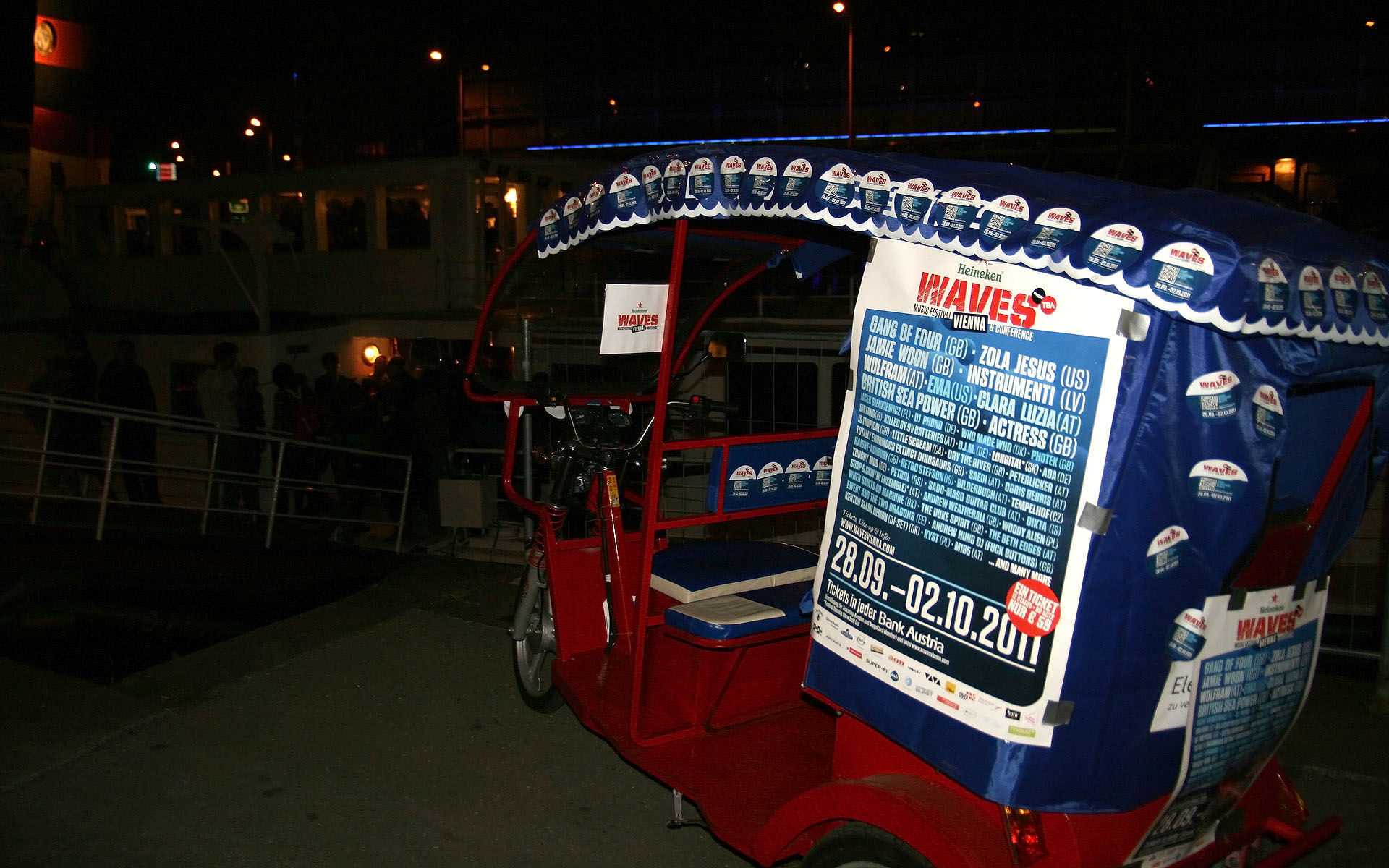
Waves Vienna 2011

## Waves Vienna 2012

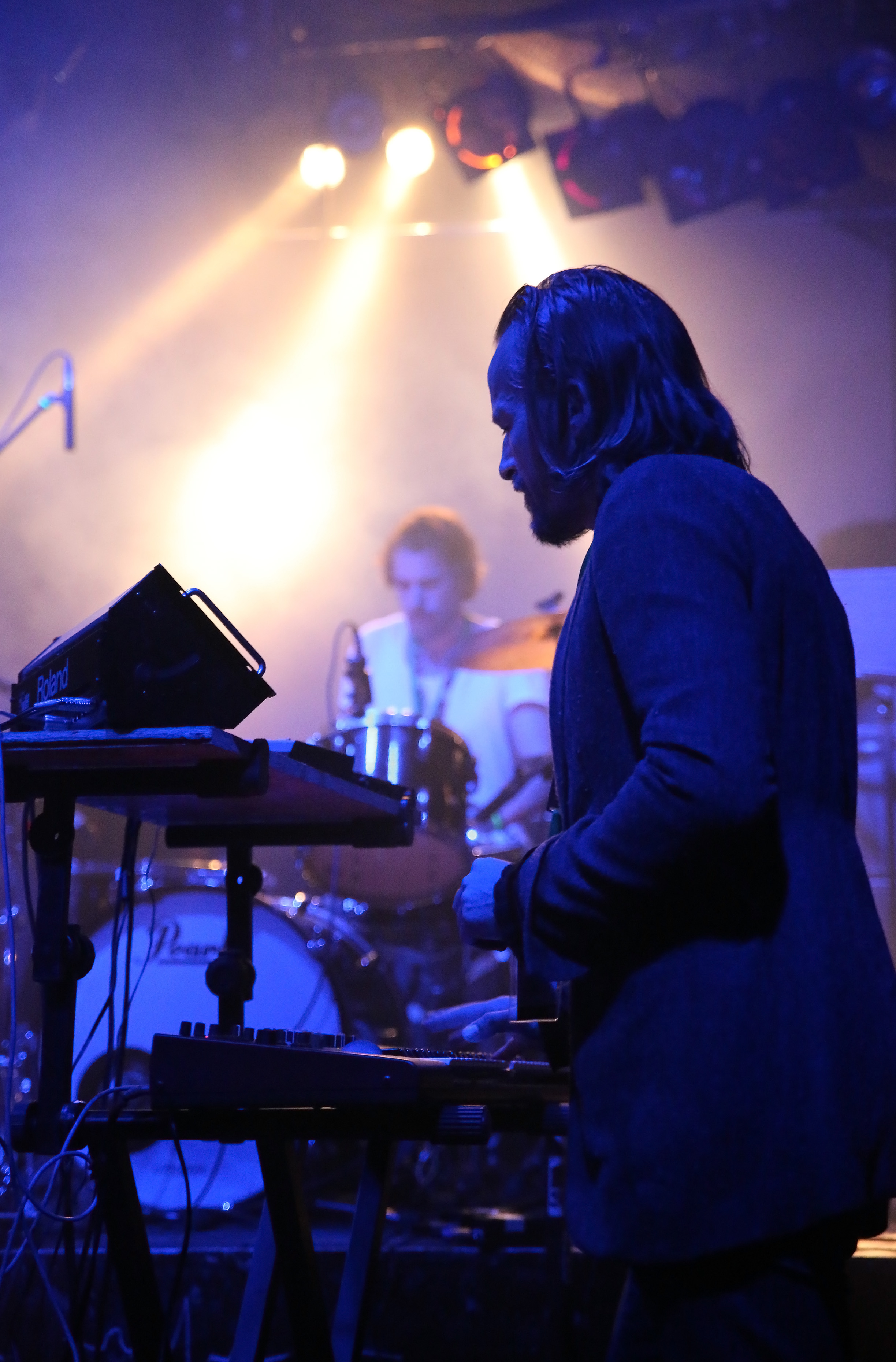
Rocketnumbernine (Fluc 2012)

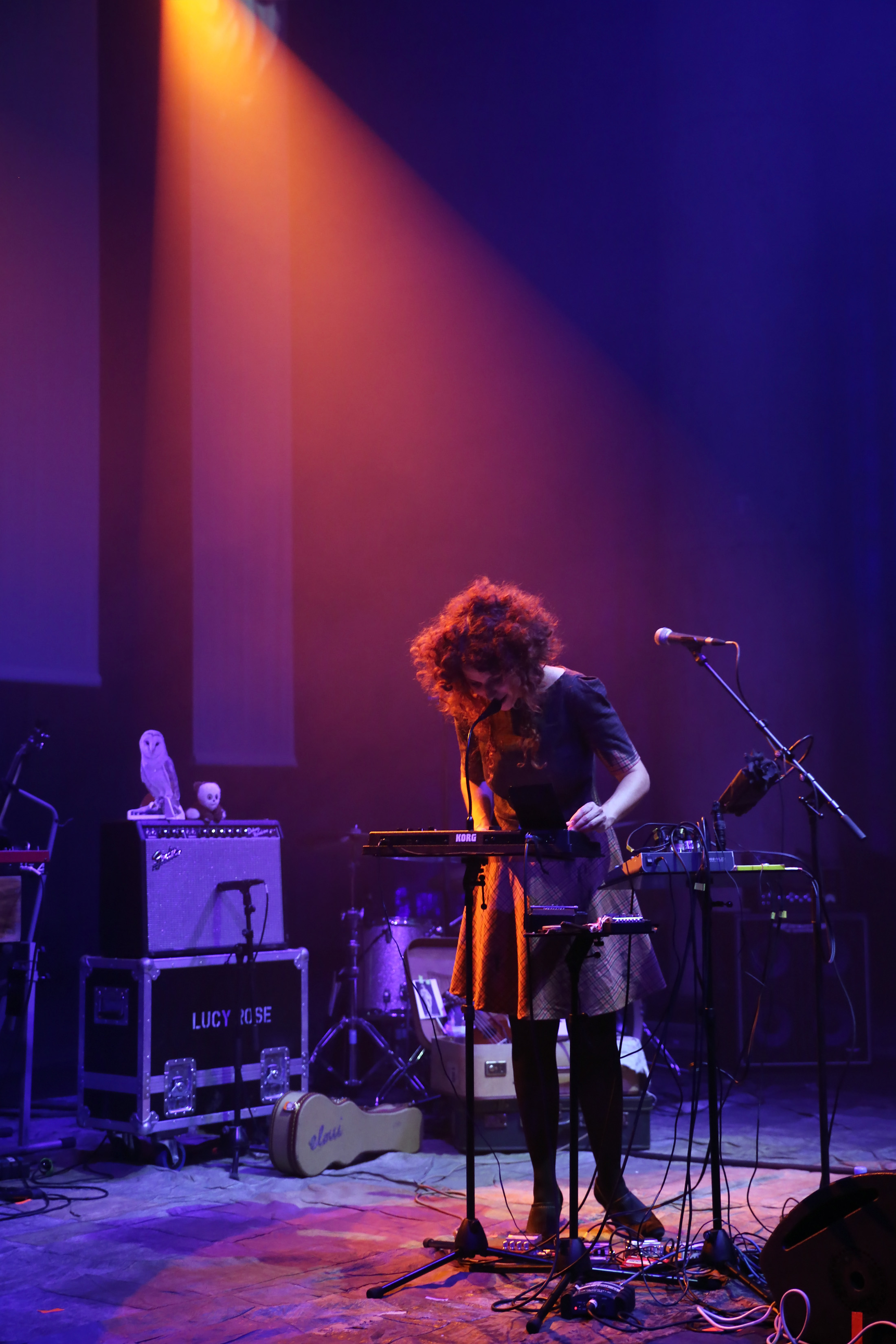
Eloui (Fluc 2012)

Die zweite Ausgabe des Waves Vienna fand von 4. bis 7. Oktober 2012 statt. Länderschwerpunkte lagen im Programm dieses Jahres bei Musikern Polens und Frankreichs. Auf zwölf Bühnen waren rund 90 Konzerte und zahlreiche DJ-Sets zu besuchen. Die Eröffnung des Festivals fand im Gartenbaukino statt, wo der Dokumentarfilm Shut Up and Play the Hits über LCD Soundsystem gezeigt wurde.
Acts
1984 (F), Absynthe Minded (BE), Addison Groove (UK), Anna Aaron (CH), Aeromaschine (RO), Agent Side Grinder (S), And The Golden Choir (DE), The Bianca Story (CH), Birgit Bidder (S), Bloom (SK), Botibol (F), Bottled In England (DK), Didi Bruckmayr & Mussurunga (AT), Bunny Lake (AT), Sera Cahoone (US), Charlie Straight (Band) (CZ), Colt Silvers (F), Concrete Knives (F), Dena (BG), Dillon (BR/DE), Dorn (AT), Dust Covered Carpet (AT), DZA (Musiker) (RU), Electric Suicide Club (F), Eloui (AT), Esteban’s (AT), Fenster (DE), B. Fleischmann (AT), Friedrich & Ludwig (AT), Frostfelt (FO), Ghostpoet (UK), Gold Panda (UK), Got Blue Balls (SK), Gravenhurst (UK), Hal Flavin (UK), Honig (DE), HVOB (AT), Inborn (LU), Juveniles (F), Kamp! (PL), Kavinsky (F), Kidcat Lo-fi (AT), Björn Kleinheinz (S), Konea Ra-Phekt-Luma.Launisch (AT), Luise Pop (AT), Mario & Vidis (LT), Me and My Drummer (DE), Mieux (F), mile me deaf (AT), Milk+ (AT), Miloopa (PL), MKID (AT), Mopedrock!! (AT), La Mort De Darius (F), Mujuice (RU), Murmansk (FI), Neodisco (AT), Nive Nielsen & The Deer Children (DK), Nova Heart (CN), Novika and Lex (PL), Orka + Budam (FO), Öszibarack (PL), Pantha du Prince (DE), Violetta Parisini (AT), Paula i Karol (PL), The Pharmacy (US), Plus Guest (F), Poétique Électronique (DE), Mike Polinary (PL), Professor Leopard (CZ), Rangleklods (DK), Rats on Rafts (NL), The Raw Men Empire (IL), Rocketnumbernine (UK), Lucy Rose (UK), Rue Royale (UK), Rustie (UK), Sakaris (FO), Sea & Air (DE), Sex Jams (AT), SLG (PL), The Soundtrack of Our Lives (S), Stereoface (AT), Stranded Horse (F), Einar Stray (NO), The Suicide Of Western Culture (ES), Sun Glitters (LU), Swearing At Motorists (US), Talking To Turtles (DE), Team Me (NO), Thomalla (DE) & Martin Riegelnegg (AT), A Thousand Fuegos (AT), Too Tangled (BE), Toy (UK), Tu Fawning (US), Twilite (PL), UMA (DE), Vierkanttretlager (DE), Vinnie Who (DK), The Wave Pictures (UK), The Wedding Present (UK), Wolfram (AT), Wrongkong (DE/CND) und Zebra Dots (HR).

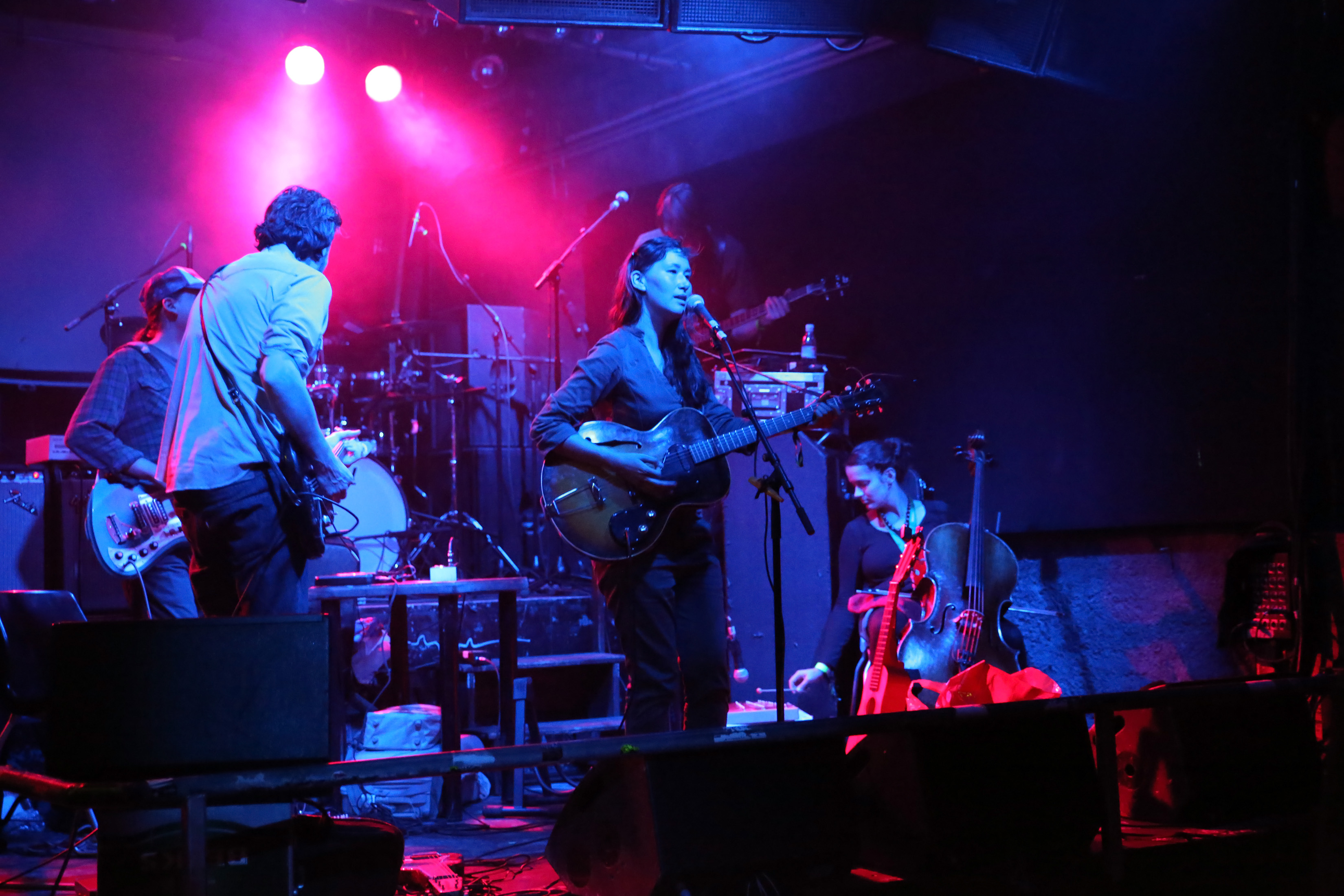
Nive Nielsen and The Deer Children (Fluc 2012)
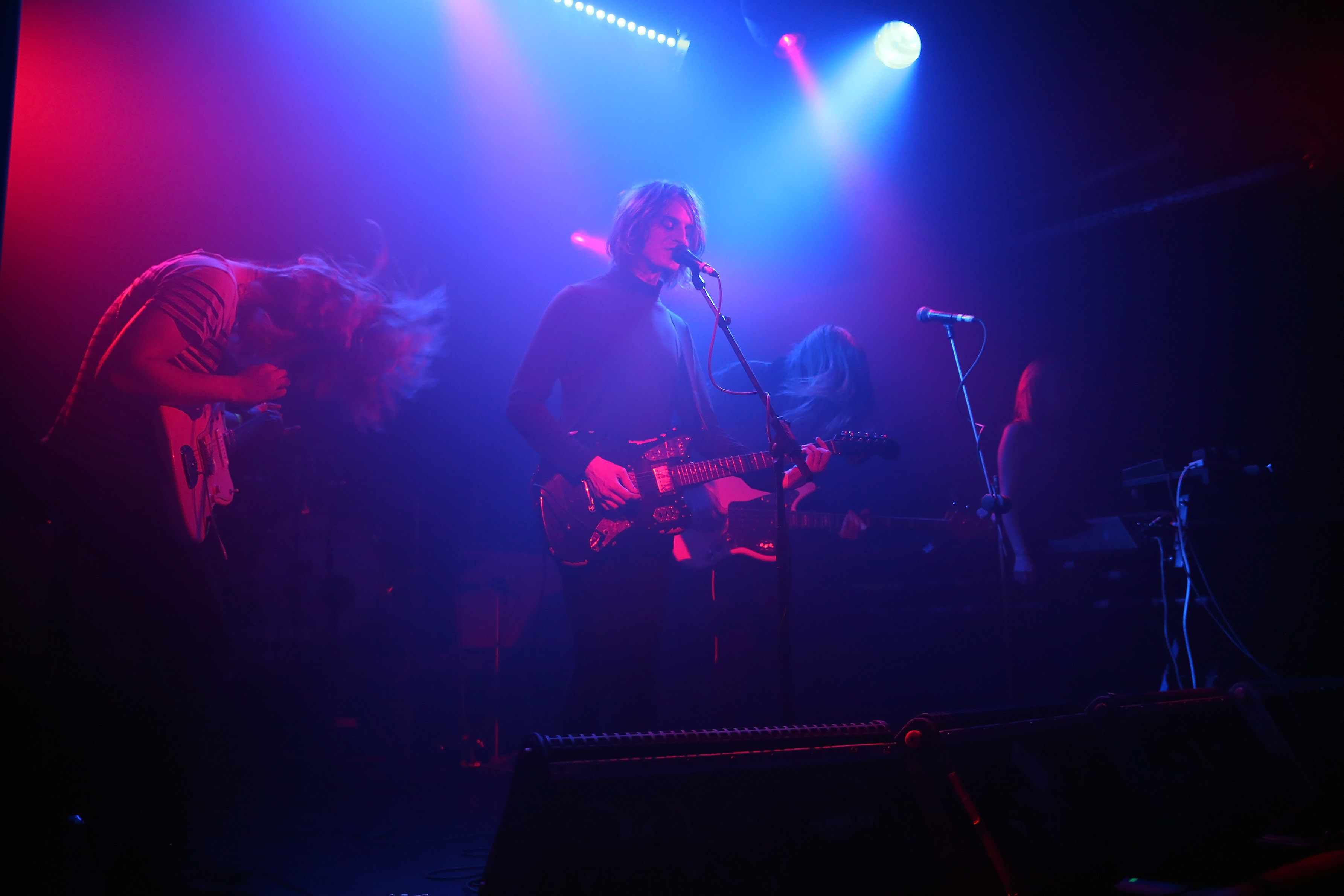
Toy (Flex 2012)
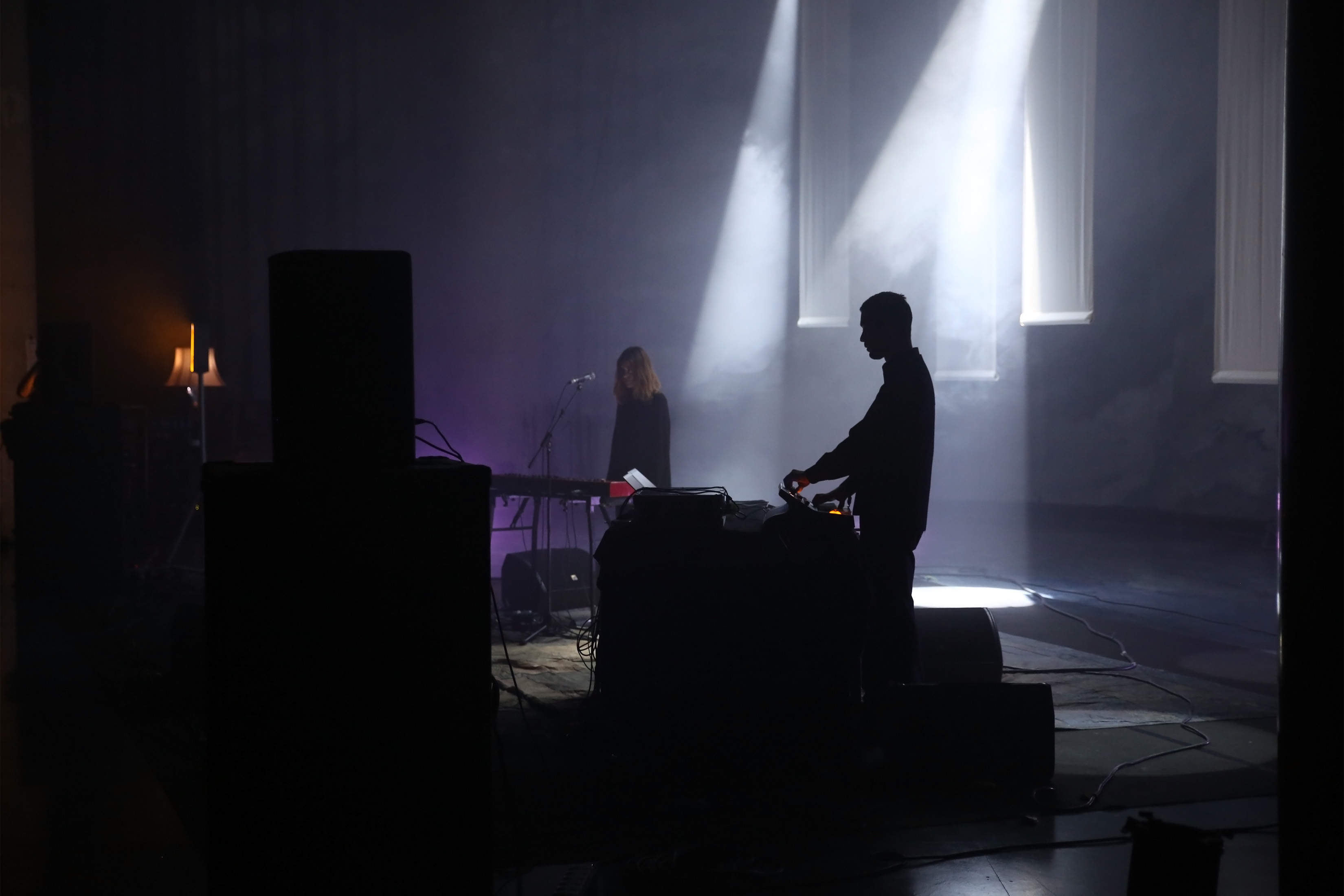
Dillon (Odeon 2012)
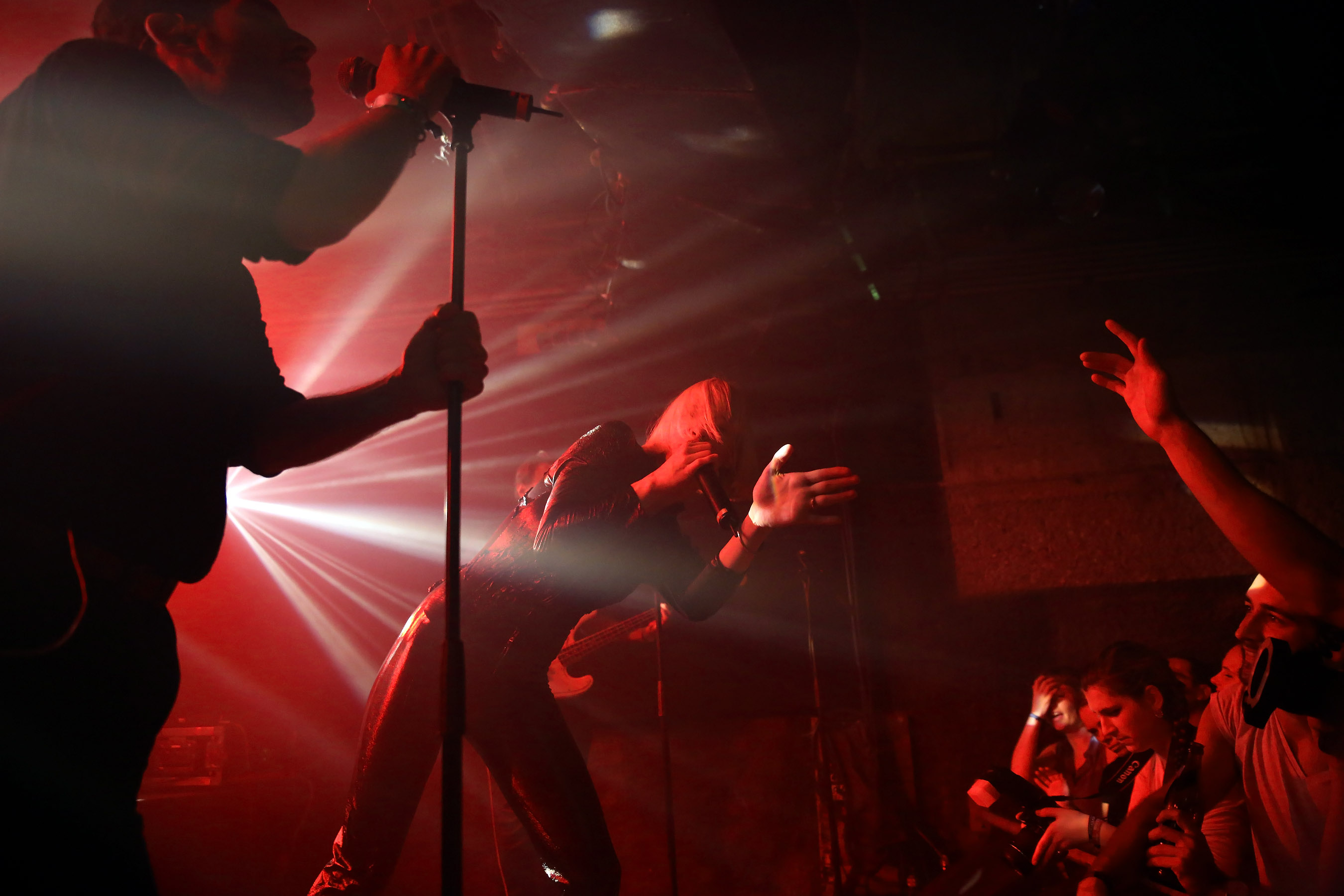
Bunny Lake (Odeon 2012)
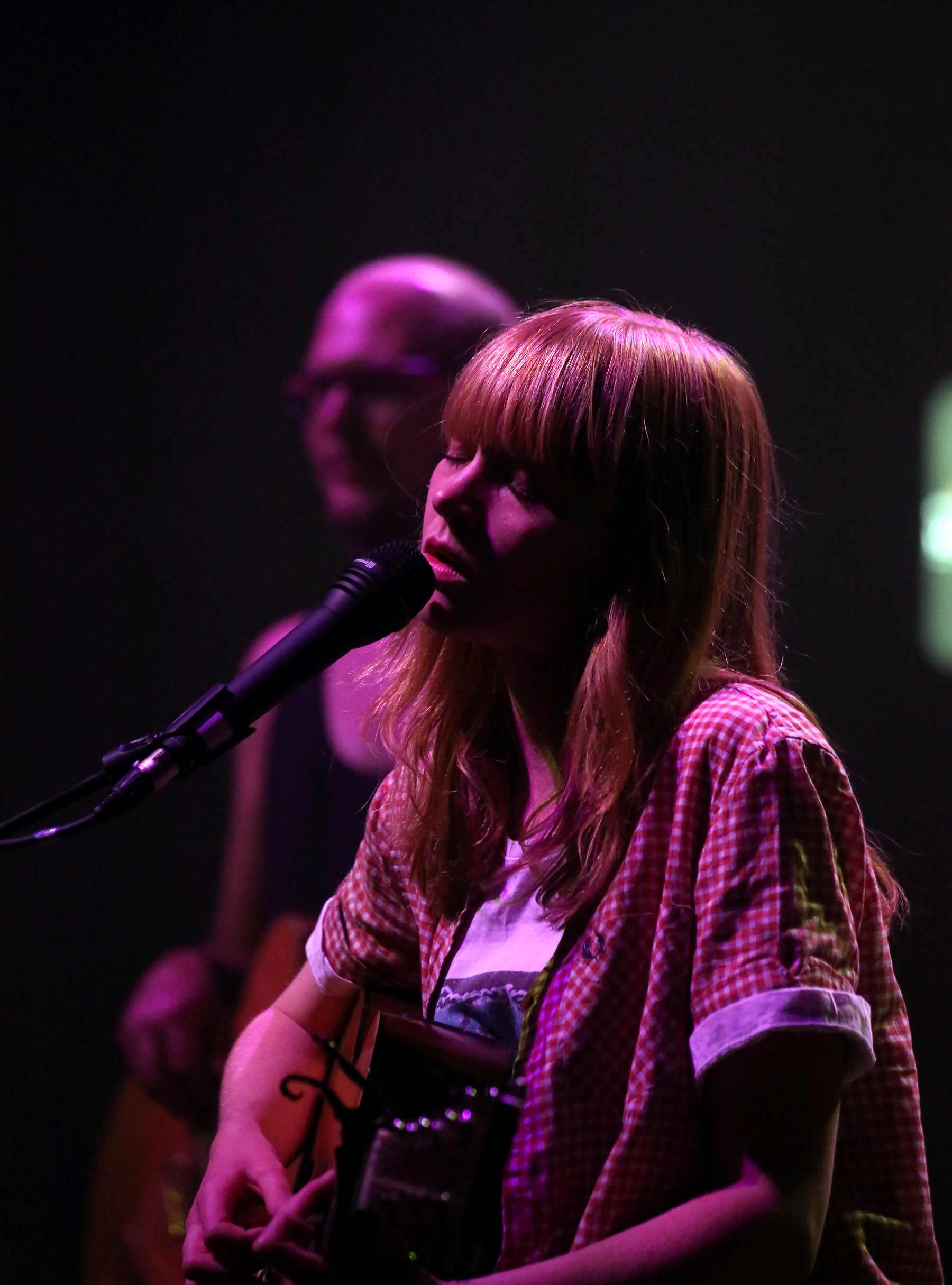
Lucy Rose (Odeon 2012)

## Waves Vienna 2013

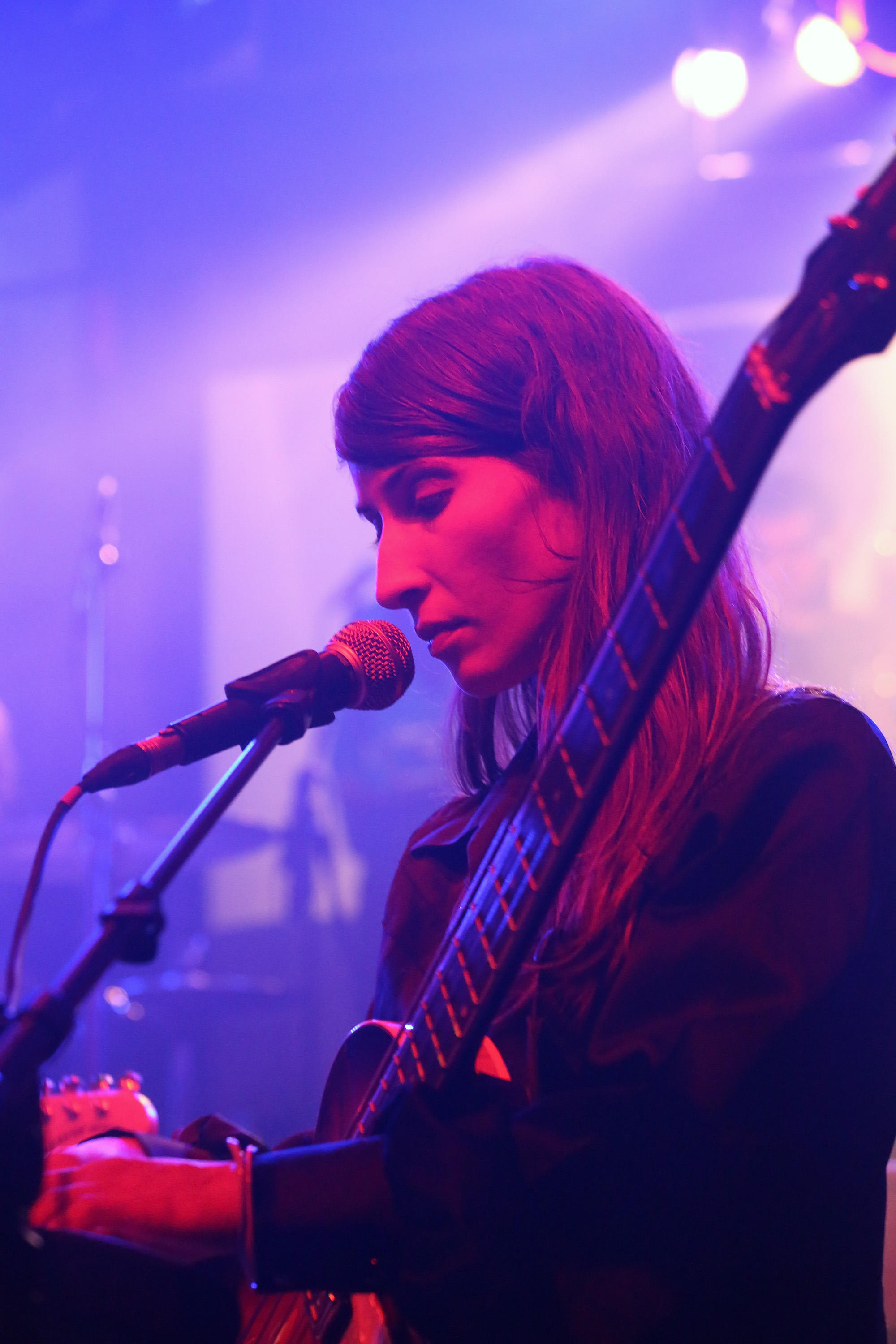
Velojet (Fluc 2013)

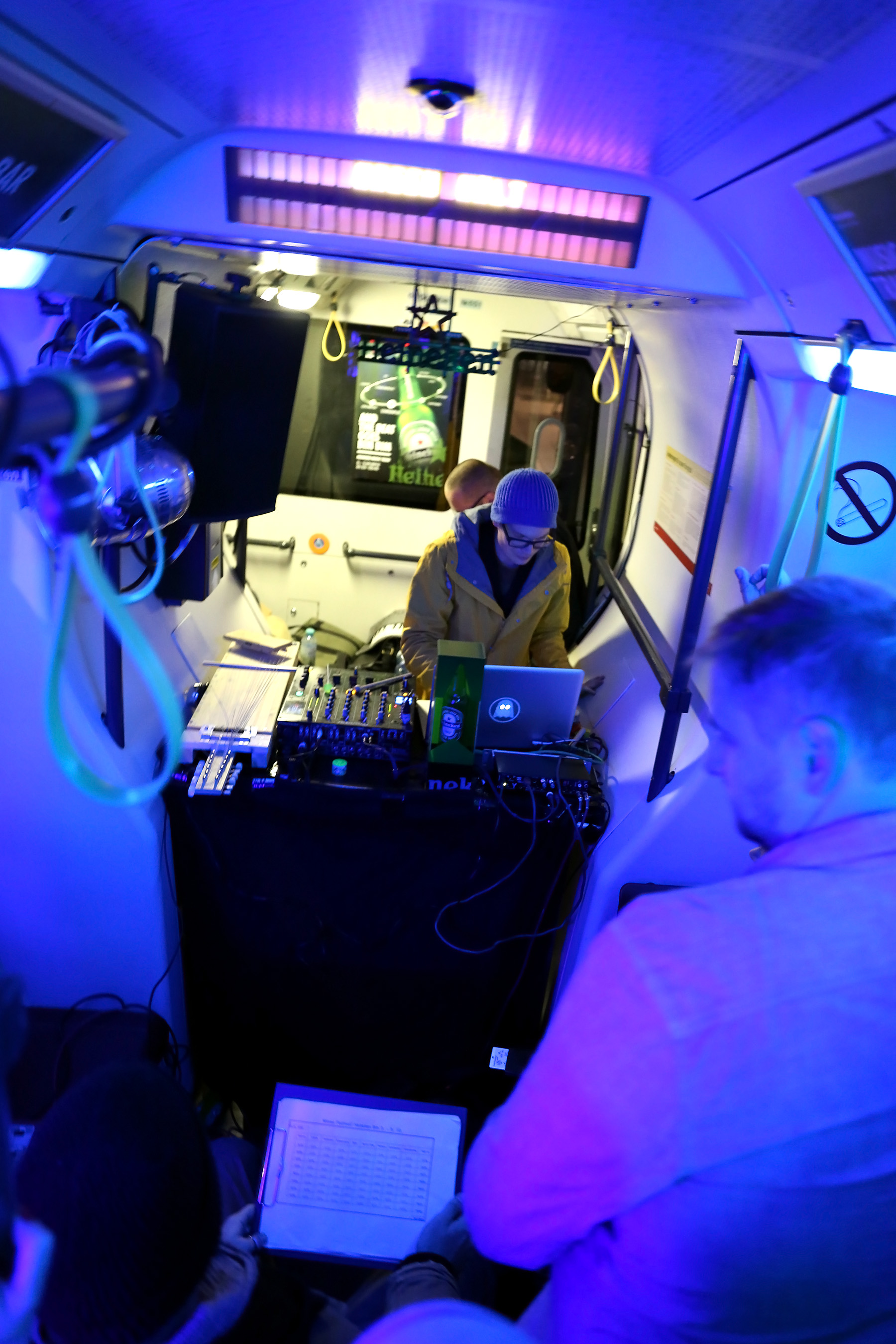
Ritornell (Music Train 2013)

Das dritte Waves Vienna fand von 3. bis 6. Oktober 2013 statt. Die beiden Fokus-Länder waren Slowenien und Belgien vertreten. Erstmals wurde parallel zum Wiener Festival das eintägige Waves Bratislava in der rund 55 km östlich von Wien gelegenen Hauptstadt der Slowakei durchgeführt. Dabei wurden am Samstag, dem 5. Oktober sieben Bühnen bzw. Clubs (Ateliér Babylon, Gorila.sk Urban Space, KC Dunaj, Nu Spirit Club, Poľský Inštitút Bratislava, Stará Tržnica und V-klub) bespielt. Ebenfalls neu war das Waves Vienna Filmfest mit der Vorführung von fünf Filmen im Top Kino.
Acts
A.G. Trio (AT), Amatorski (BE), Kari Amirian (PL), Anika (DE), Artur8 (PL), Ash My Love (AT), Attwenger (AT), Au Revoir Simone (US), The Beth Edges (AT), Birth of Joy (NL), Blckshp (PL), Marla Blumenblatt (DE), BRNS (BE), Didi Bruckmayr & The M-Fx (AT), Calais (AT), Charli XCX (UK), Cid Rim (AT), The Clonious (AT), Cold Mailman (NO), Coldair (PL), Coma Stereo (SI), Compuphonic (BE), Cousins (CA), Crunch 22 (IL), CSS (BR), Dans Dans (BE), Thomas David (AT), Deadnote Danse (AT), Dream Koala (FR), Lenka Dusilova (CZ), Electric Soft Parade (UK), The End Band (AT), Ernesty International (AT), Exclusive (DE), Nathan Fake (UK), Farewell Dear Ghost (AT), Fijuka (AT), Filou (AT), Float Fall (BE), Flying Horseman (BE), Fuckhead (AT), The GFs (CZ), Ghost Capsules (AT), Girls in Hawaii (BE), Go! Go! Gorillo (AT), Ian Green (SI), Grimus (RO), Headbirds (ES), Hella Comet (AT), Hurricane Dean (DE), Frida Hyvönen (SE), I-Wolf & The Chainreactions (AT), Iceage (DK), illute (DE), It’s Everyone Else (SI), Janefondas (AT), Japanther (US), Alise Joste (LV), Julian und der Fux (AT), Kabul Dreams (AF), Kate Boy (SE), Kieslowski (CZ), Kill Kenny (SI), Kingsfoil (US), Martin Klein (AT), Aidan Knight (CA), Kreisky (AT), Kristoffer and the Harbour Heads (SE), Krystal Klear (UK), Yuri Landman Ensemble (NL), Leure (AU), Lovely Quinces (HR), M185 (AT), Magic Arm (UK), Majestic Mood (AT), Milk Drinkers (SI), Mmoths (IE), Monophona (LU), Moogle (AT), Mozes & The Firstborn (NL), múm (IS), My Heart Belongs To Cecilia Winter (CH), Napravi Mi Dete (SI), New Wave Syria (SI), Nowhere Train (AT), Nutrasweet (AT), Ola Horhe (RS), Oscar and the Wolf (BE), Pink Studio (HR), Punda Omar (AT), The Reboot Joy Confession (AT), The Ringo Jets (TR), Ned Rise (AT), Ritornell (AT), Say Yes Dog (LU), Sex On The Beach (AT), Skream (UK), Slut (DE), Sohn (UK/AT), Soldout (BE), The Toronto Drug Bust (SI), The Touch (SE), Touristen Tempo (AT), Trains Of Thoughts (Timo Novotny, AT), Uciel (AT), Velojet (AT), Velvet Two Stripes (CH), Mika Vember (AT), Vortex Rex (AT), Wandl (AT), We Walk Walks (AT), Werefox (SI), the who the what the yeah (AT), Woodcut (AT), YAST (SE), Zanshin (AT)

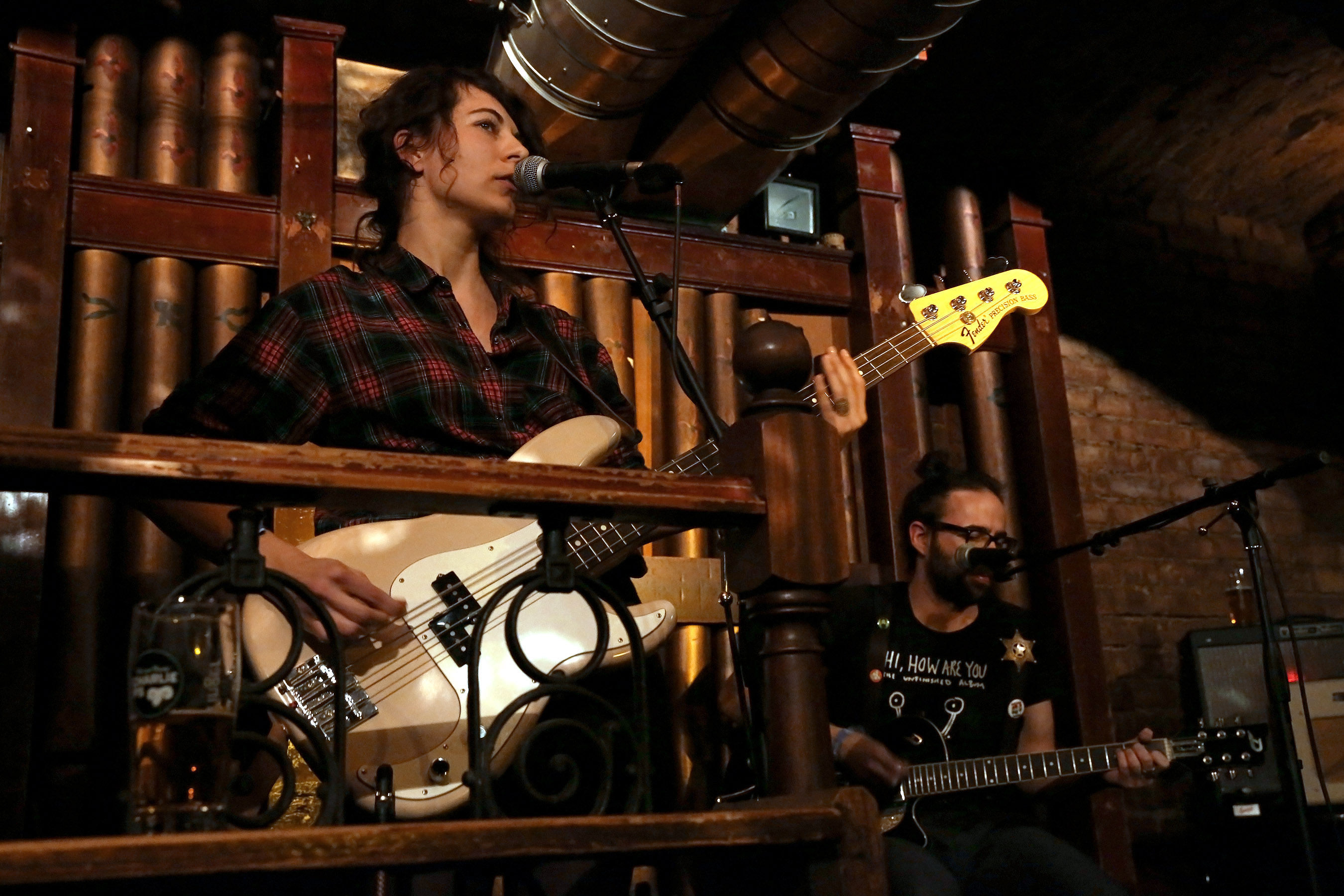
Ash My Love (Charlie P's 2013)
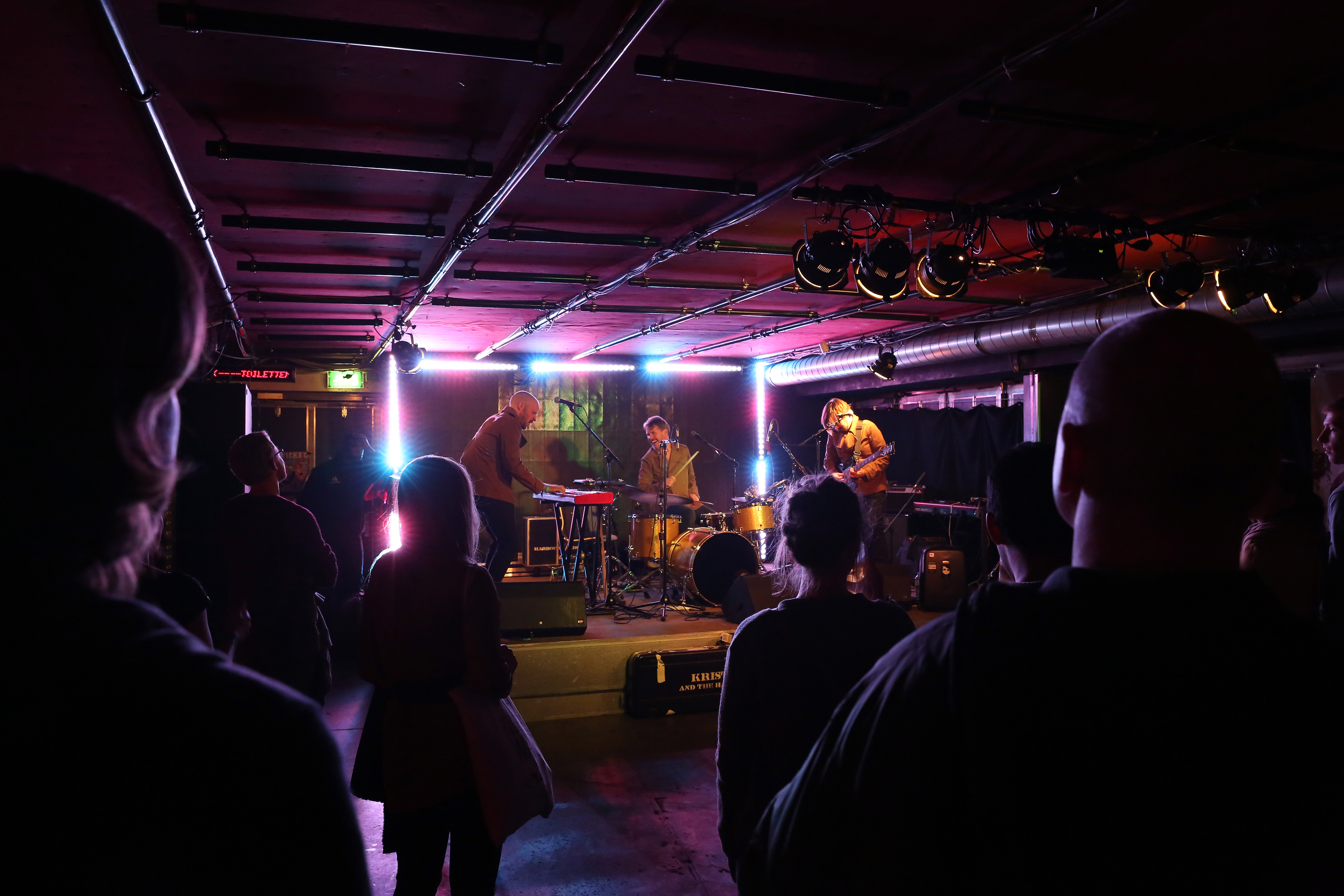
Kristoffer and the Harbour Heads (Flex Café 2013)
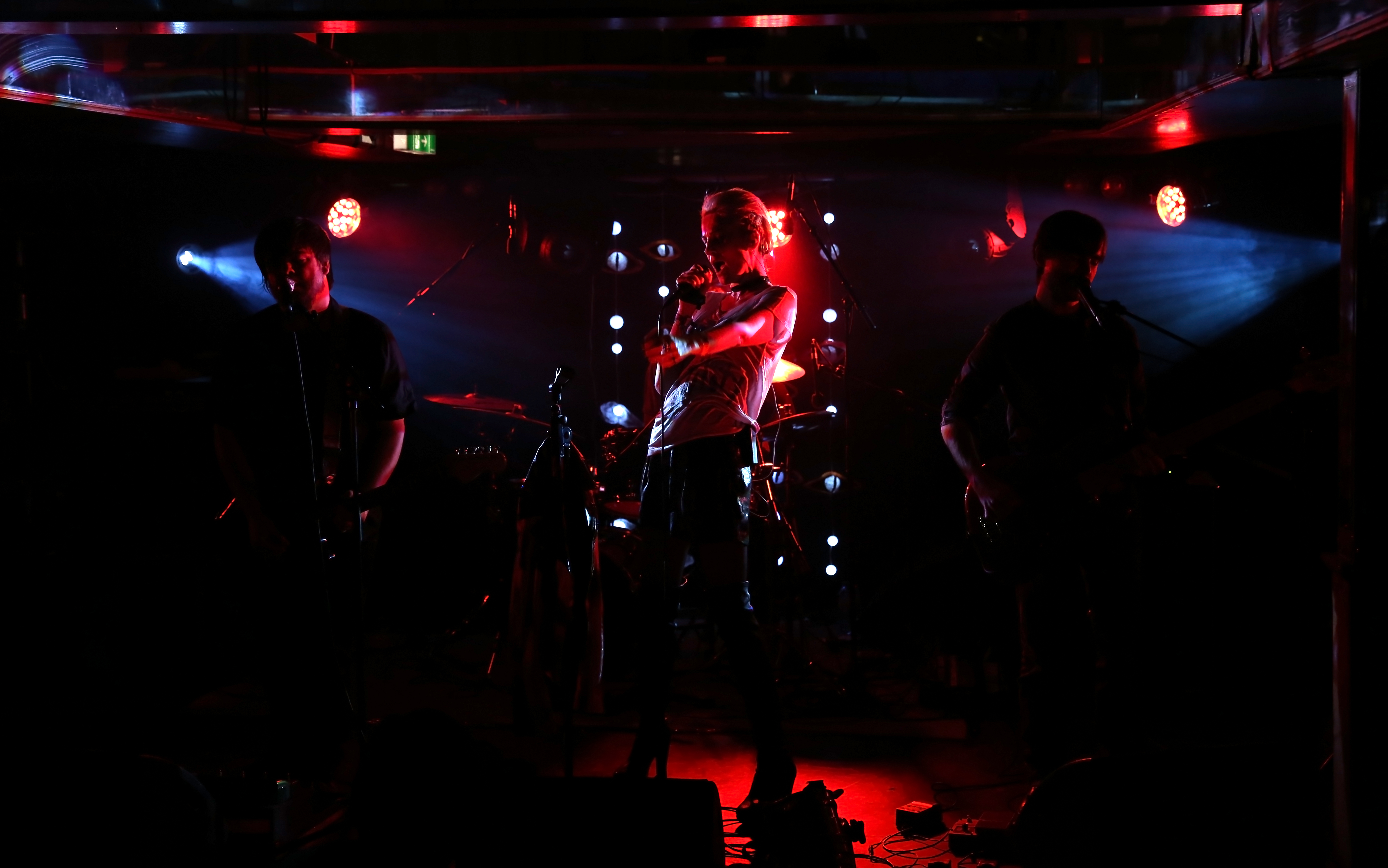
WEREFOX (Clubschiff 2013)
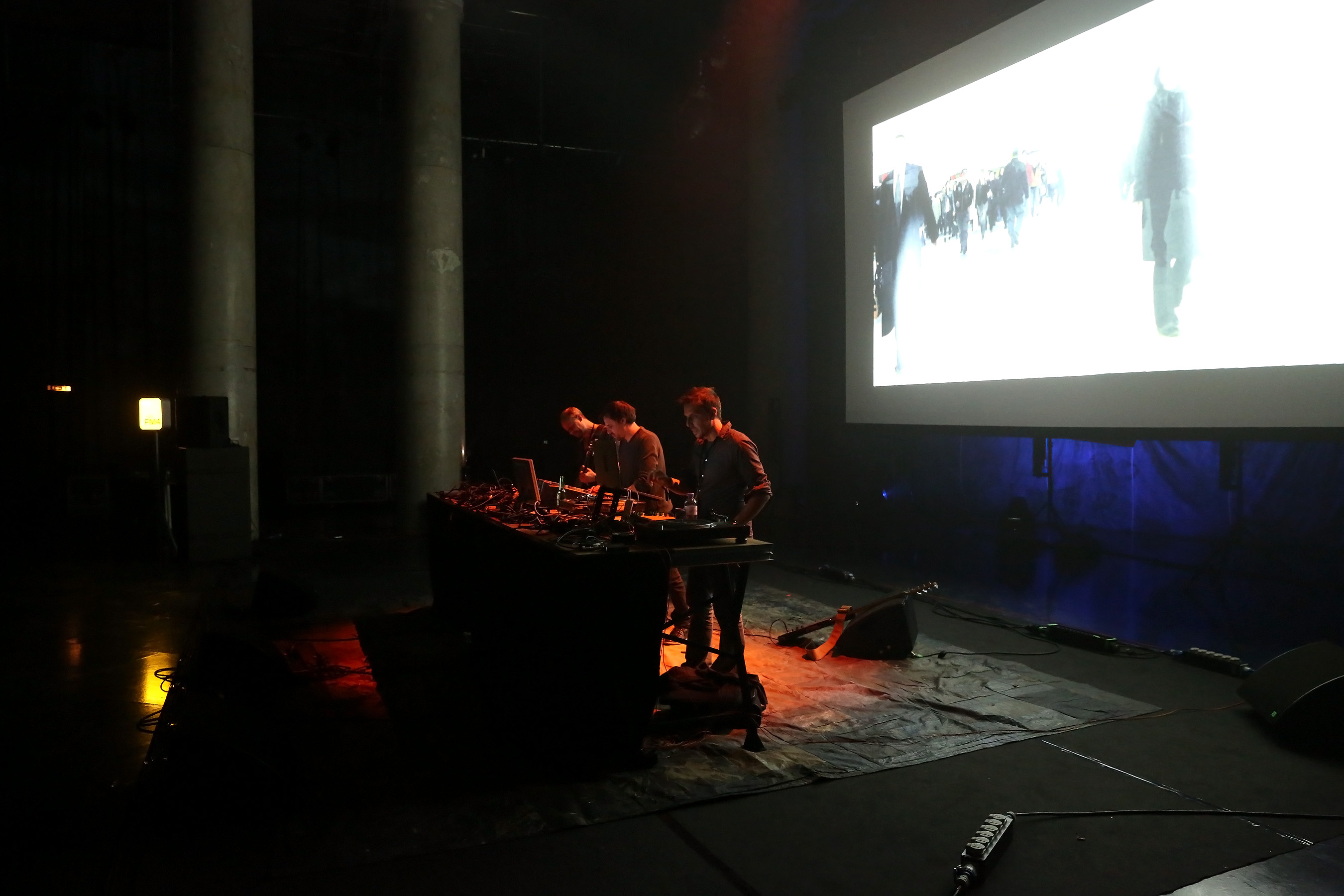
Trains of Thoughts (Odeon 2013)

### Waves Bratislava
Acts
Puding Pani Elvisovej (SK), Lavagance (SK), BRNS (BE), Ghost Capsules (UK/AT)
Bad Karma Boy (SK), Swan Bride (SK), Para (SK), Walter Sschnitzelsson (SK), Purist (SK), Kasioboy (SK), Triple Sun (SK), Herzog Herzog (SK), Keosz (SK), The Global Optimistic (SK), Foolk (SK), Jimmy Pé (SK), Fat Kit (SK), Stroon & Stix (SK), Trustme (SK), Say Yes Dog (LX), A.G. Trio (AT), B-Complex (SK), Mike Polarny (PL), Pjoni (SK), Ink Midget (SK), Damolh 33 (SK), Toni Granko (SK), Katarzia (SK), Dynamo Team (SK), Demovnica FM: KLADY KĽUDU (SK), The Ills (SK), Got Blue Balls (SK), Tomáš Sloboda (SK), Vec & Valihora (SK), Crunch 22 (IL), Birth of Joy (NL), Preßburger Klezmer Band (SK), Diego (SK), Talkshow (SK), Nvmeri (SK), Mmoths (IE), Ear Drum Kru (SK), Feelme (SK), Fallgrapp (SK), Coldair (PL)

### Waves Vienna Filmfest
Jesteś Bogiem (deutsch: Du bist Gott, Leszek Dawid, Polen 2012), Oh Yeah, She performs! (Mirjam Unger, A 2012), Schlagerstar (Marco Antoniazzi und Gregor Stadlober, A 2013), Welcome To The Machine (Andreas Steinkogler, A/D 2012), Where the Wild Things Are (Spike Jonze, US 2009)

## Waves Vienna 2014

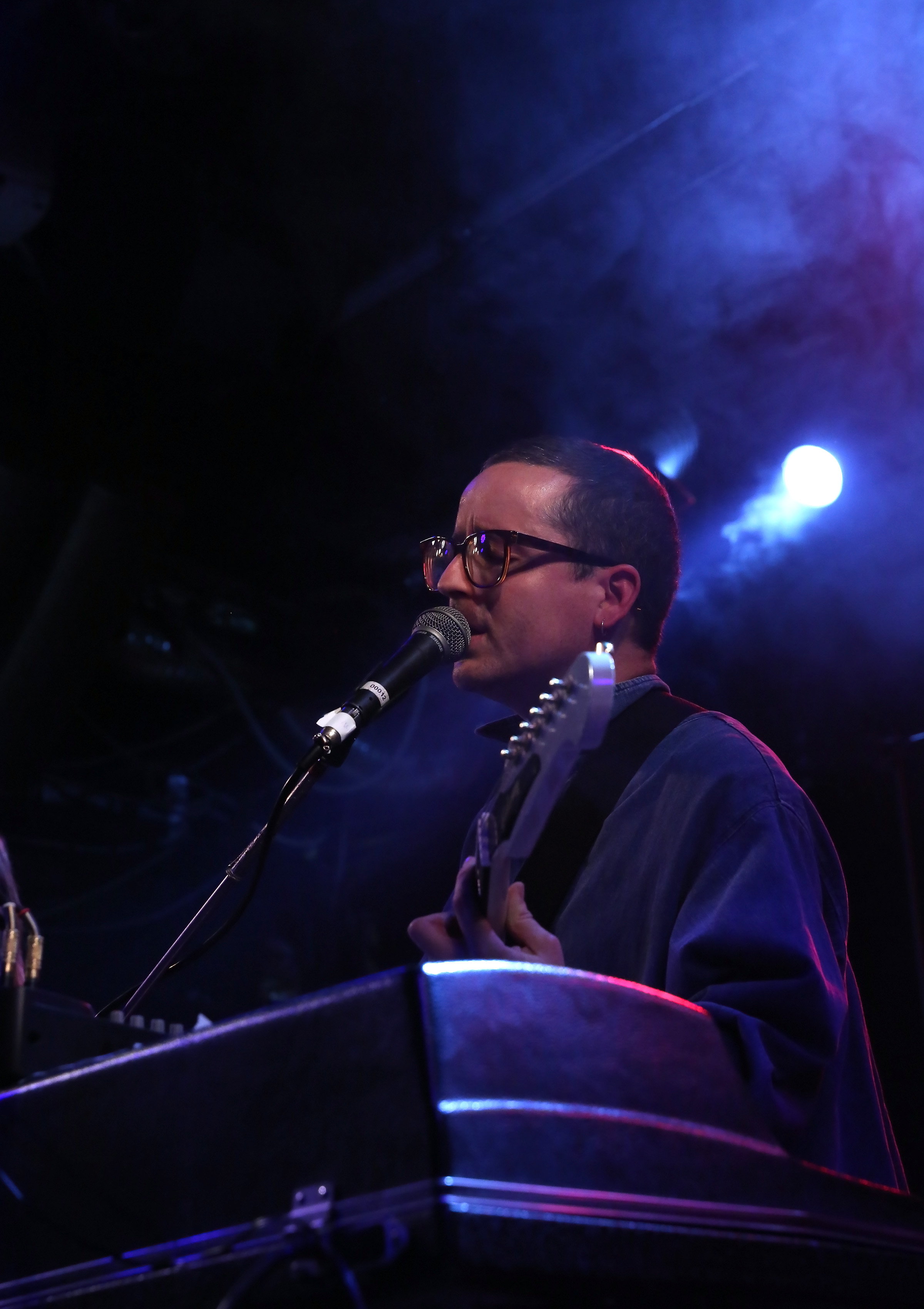
Alexis Taylor (Flex 2014)

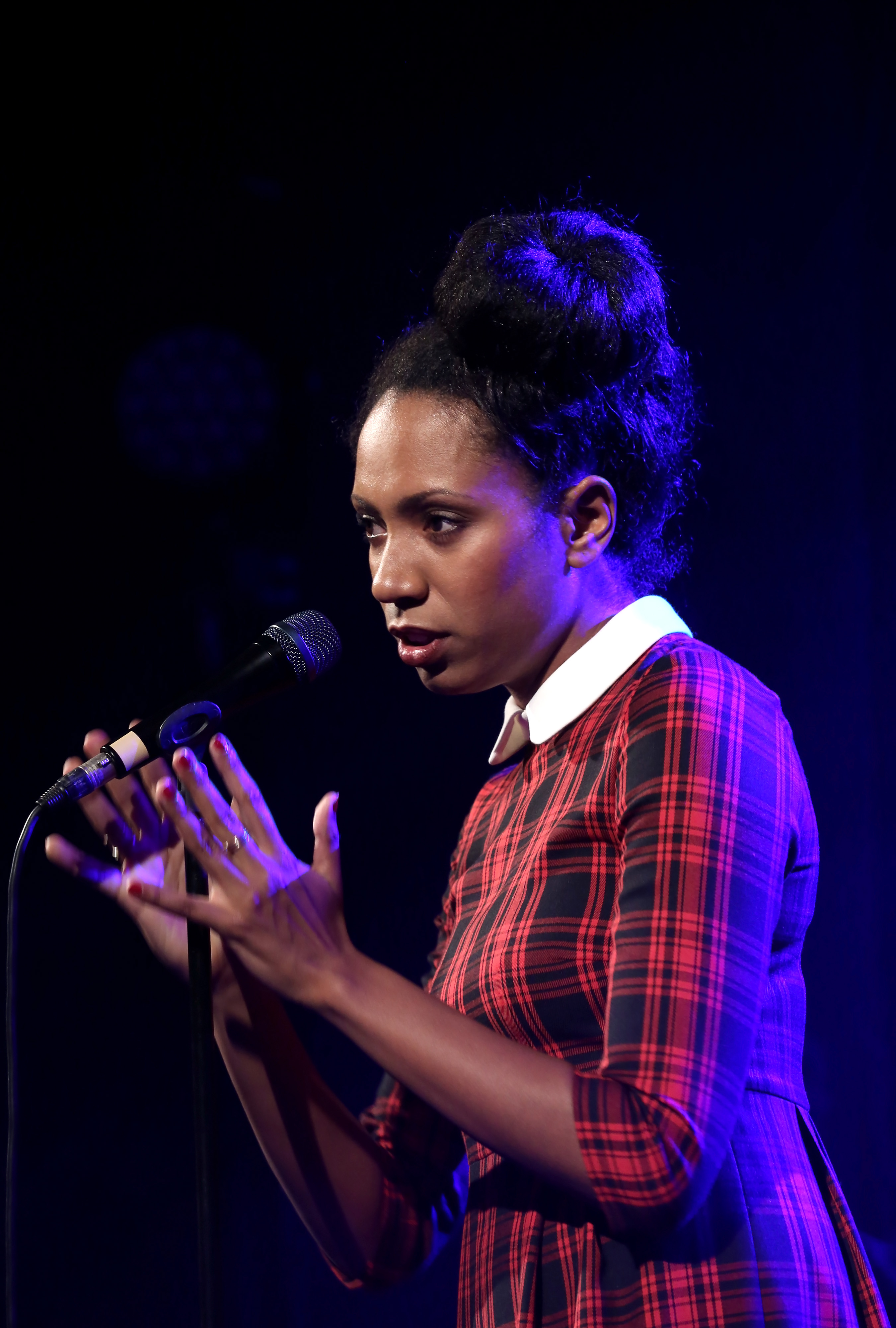
Y’akoto (Porgy&Bess 2014)

Eröffnet mit einem Konzert des Australiers Scott Matthew im Konzerthaus fand das Festival 2014 von 2. bis 5. Oktober auf zehn Wiener Bühnen statt, wobei sich die Auftrittsorte, anders als in den Vorjahren, wo sie vor allem im Gebiet um den Donaukanal und im 2. Bezirk lagen, vor allem im 1. Bezirk und um den Karlsplatz befanden. Der Länderschwerpunkt gemäß dem Motto „East meets West“ war Musikern aus Kroatien und den Niederlanden gewidmet. Das Waves Vienna Filmfest zeigte im zweiten Jahr seines Bestehens von 29. September bis 1. Oktober in vier Kinos (Schikaneder Kino, Top Kino, Gartenbaukino und Filmcasino) zehn Filme. Zum zweiten Mal war das Festival auch in Bratislava zu Gast, wo von 3. bis 5. Oktober die Klubs und Institutionen Mestské divadlo P.O.H., KC Dunaj, Nu Spirit Club, Rádio_FM Stage@V-klub, Ateliér Babylon, Gorila.sk Urban Space, Polish Institute Bratislava, Klub Dole und Urban House beteiligt waren.
Acts
A Basement in Bloom (AT), A Tale Of Golden Keys (DE), Abby Lee Tee (AT), Adisdead (AT), Aka Tell (AT), Alcoholic Faith Mission (DK), Alexa Feser (DE), Alexis Taylor (Hot Chip) (UK), Ana Curcin (RS), Andaka (AT), Anything Maria (FR), Atlanter (NO), Bad Weed (AT), Ballet School (DE), Blaenavon (UK), Carl Et Les Hommes-Boites (BE), Carnival Youth (LV), Charity Children (DE), Cheaters (NL), Cheveu (FR), Chili and the Whalekillers (IS), Chris Emray (AT), Crazy Bitch In A Cave (AT), Dave Tarrida (UK), David Douglas (NL), DAWA (AT), Die Nerven (DE), Disco Demons (AT), Electric Lady (CZ), Electrosexual (DE), Everything Is Made in China (RU), Fairlight Club DJs (AT), Fesch (AT), Fino (AT), First Aid Kit (SE), FM4 DJs (AT), Freud (AT), Future:Art (AT), Fvlcrvm (SK), Garden City Movement (IL), Get Your Gun (DK), Giantree (AT), Girl Band (IE), Go Go Berlin (DK), Golden Parazyth (LT), Gospel Dating Service (AT), Houpací Konê (CZ), Hunter & The Bear (UK), Intergalactic Lovers (BE), Irena Zilic (HR), Isaiah (IL), Jaakko Eino Kalevi (FI), Jennie Abrahamson (SE), Jet Flower (DK), Jimmy And The Goofballs (AT), Jimmy Pé (SK), Johann Sebastian Bass (AT), Johannes Benz (CZ), Jonathan (HR), Julia Marcell (PL), Kensington (NL), Kids N Cats (AT), Kommando Elefant (AT), Koreless (UK), Kwabs (UK), Leitstrahl & Friends (DJ Set) (AT), Léyya (AT), Local Suicide (DJ Set) (DE), Lydmor (DK), Manu Delago Handmade (AT), Maur Due & Lichter (AT), Maximilian Meindl (DJ) (AT), Mieko Suzuki (DJ Set) (DE), Mieze Medusa & Tenderboy (AT), Mirel Wagner (FI), Mlat (HR), Mo Kenney (CA), Modell Doo (AT), Mount Kimbie (DJ Set) (UK), My House in Spain (AT), Neonstream (AT), Nihils (AT), Nikki Louder (SI), No Head On My Shoulders feat. Ceren Oran (AT), Noah Kin (FI), Nutrasweet (DJ) (AT), Oknai (SI), Palindrome (AT), Pilot Jr. (AT), Pional (ES), Pomrad (BE), Prasselbande (AT), Propella (AT), PUNCKE (HR), Rakede (DE), Redinho (UK), Repetitor (RS), Repint (AT), Ruth Koleva (BG), Schafe & Wölfe (DE), Schmieds Puls (AT), Scott Matthew (AU), Snoww Crystal (AT), Soda Fabric (IL), Sopot (BA), Spaceman Spiff (DE), Still Parade (DE), Tamar Antler (IL), Tante Elze (SK), Tenfold Rabbit (EE), The Animen (CH), The Boys You Know (AT), The Hidden Cameras (CA), The Pixels (RO), The Town Heroes (CA), Thees Uhlmann & Band (DE), Toulouse Lautrec (RO), Us Lights (US), Villalog (AT), Vlasta Popic (HR), Vvhile (RS), Walter Schnitzelsson (SK), We Invented Paris (CH), Your Gay Thoughts (SI), Y’akoto (DE), Zapaska (UA)

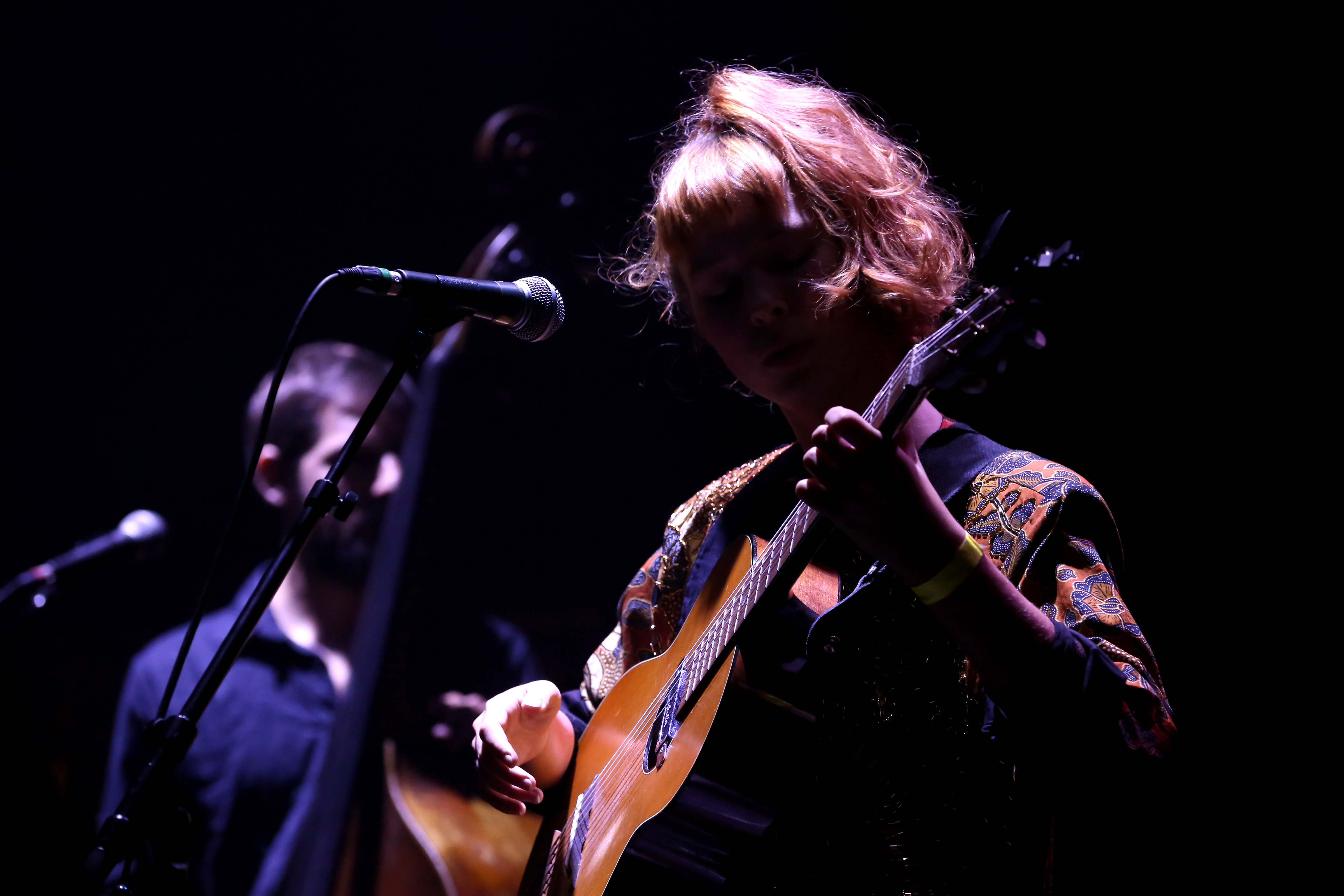
Schmieds Puls (brut)
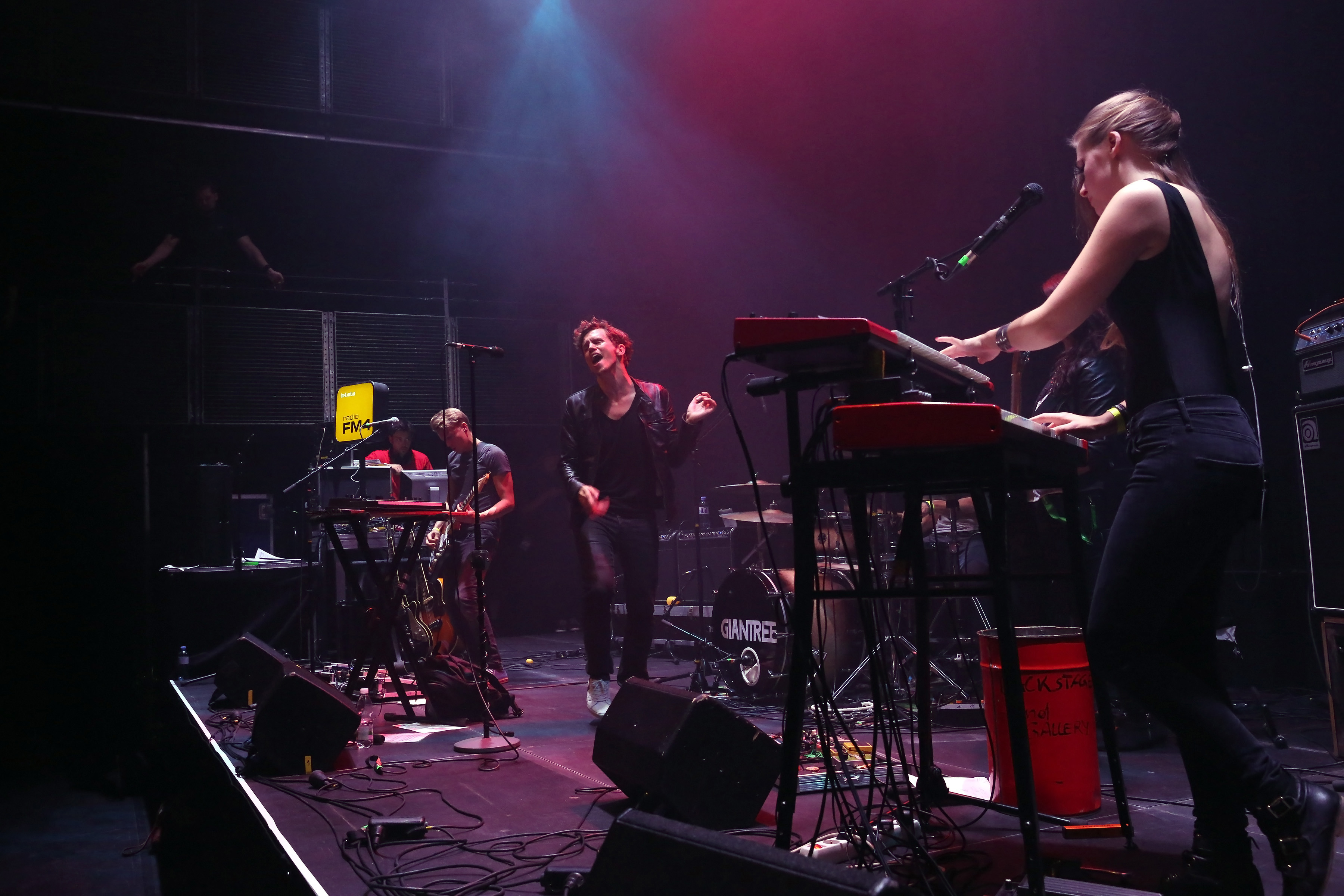
Giantree (brut)
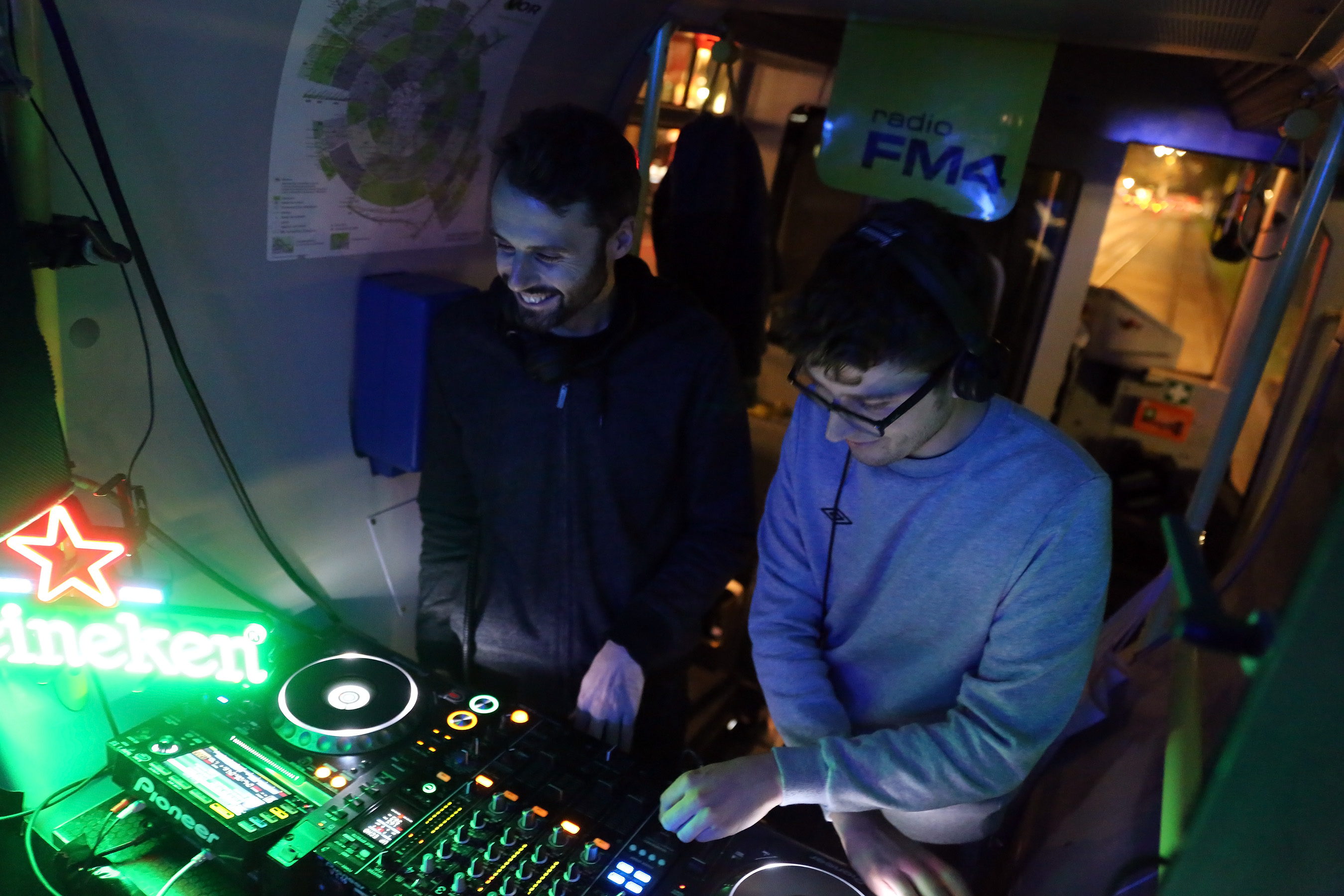
Disco Demons (Rave Train)
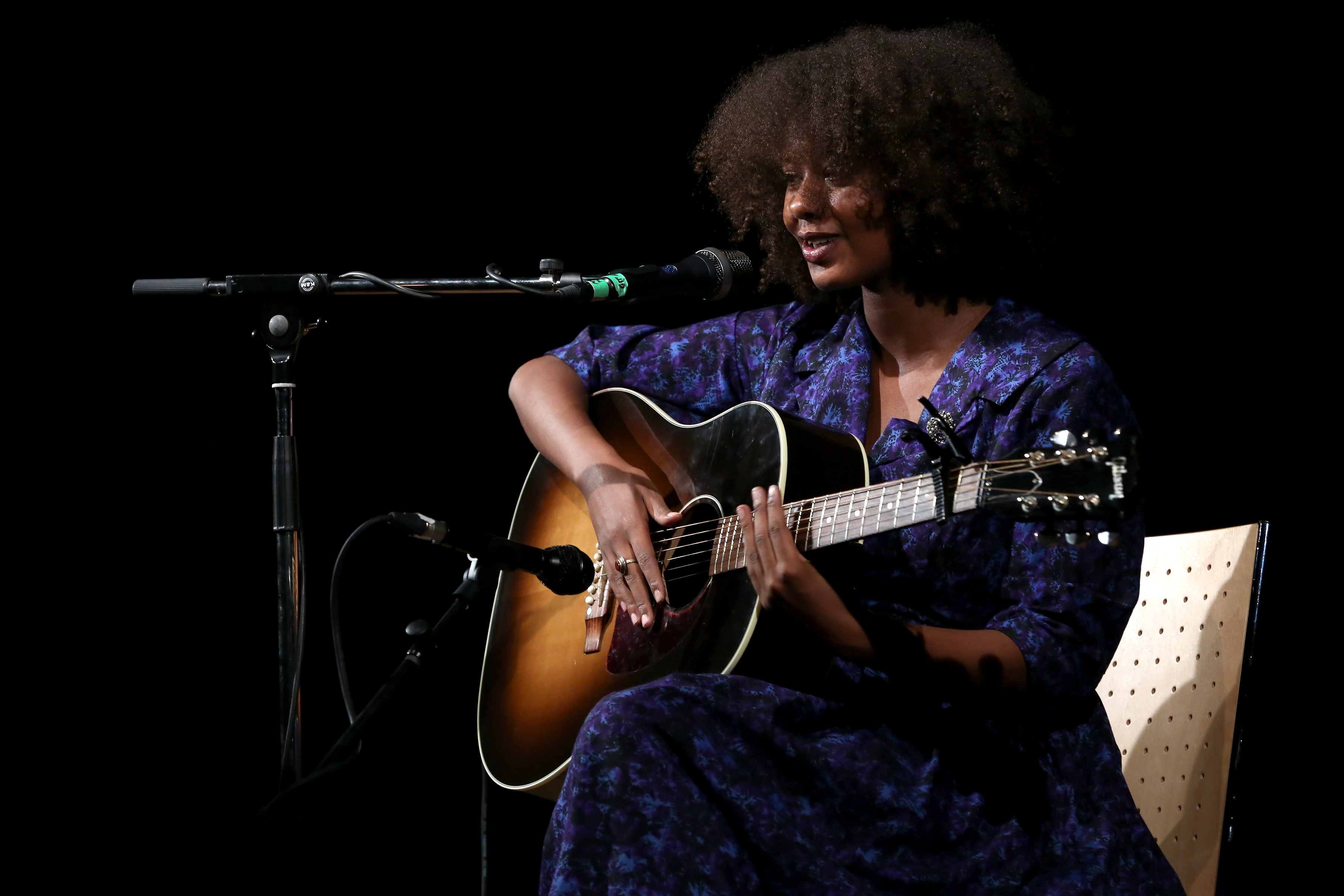
Mirel Wagner (Haus der Musik)

### Waves Bratislava
Acts
Abusus (SK), Aches (SK), Adalbert (SK), Alamo Race Track (NL), AMO & Band (SK), Anton Maskeliade (RU), Autumnist (SK), Binery (SK), Blaenavon (UK), Carnival Youth (LV), Cepasa (UA), Chloe Martini (PL), Claviq (CZ), Davor Live (HR), Dephzac (SK), DJ Asthma Attack (NL), DVA (CZ), Elections In The Deaftown (SK), Eleven Days of Katrina (SK), Erotic Market (FR), Fat Kit (SK), Ficture (SK), Flirtini (PL), Foolk (SK), Fresh Out Of The Bus (SK), FVLCRVM (SK), Garden City Movement (IL), Genius Locci (SK), GERGAZ: jablkonosic & GLGN (SK), Girl Band (IE), Gonsofus (RU/SK), Got Blue Balls (SK), Guerilla Speakerz (NL), Haf & Škrupo DJ-Set (SK), Herzog Herzog (SK), Inso (SK), Isobutane (SK), Jaakko Eino Kalevi (FI), Jan Boleslav Kladivo (SK), Jimmy Pé (SK), JoyCut (IT), Julien Mier (NL), Kevi Anavi (SK), Knalpot (NL), Korben Dallas (SK), Lavagance (SK), Lil Ironies (PL), Longital (SK), Lovely Quinces (HR), Luno (CZ), Manon Meurt (CZ), Manu Delago Handmade (AT), Martina Javor & Band (SK), Millhouse (SK), Milos (SK), Mooshak (SK), Nylon Jail (CZ), Pomrad (BE), Purist (SK), Rafael Aragon (FR), Rawfare (SK|NL), Repetitor (RS), Route 8 (HU), Sandozz & The Pillows (SK), Schmieds Puls (AT), Sekuoia (DK), Sensoreal (SK), Sixtus Preiss (AT), Škvíry&Spoje (SK), Sun Glitters (LU), Sunrise Hangar (SK), Talkshow (SK), Tante Elze (SK), Tasun (SK), Taymir (NL), Teapot (SK), The Ills (SK), The Lovely Pimps (SK), The New Spring (DK), The Pearl Harts (UK), Tichonov (CZ), Triana Park (LV), Vlasta Popić (HR), Walter Schnitzelsson (SK), Wandl (AT), We Came From Wolves (UK), Woluux (UK / SK), Yanko Král (SK), Youcoco (SK), Zapaska (UA), Zlokot (SK)

### Waves Vienna Filmfest
Animals (Marçal Forés, ES 2012), Sexy Beast (Jonathan Glazer, UK/ES 2000), Birth (Jonathan Glazer, US 2004), Final Cut – Ladies and Gentlemen! (György Pálfi, HU 2012), Punk’s not Dead (Vladimir Blazevski, MK 2011), Svengali (John Hardwick, UK 2014), The Blue Wave (Zeynep Dadak, Merve Kayan, TR/DE/NL/GR 2013), Under the Skin (Jonathan Glazer, UK 2013), Violent (Andrew Huculiak, NO/CA 2013), Zivan makes a Punk Festival (Ognjen Glavonic, RS 2013)

## Waves Central Europe 2015

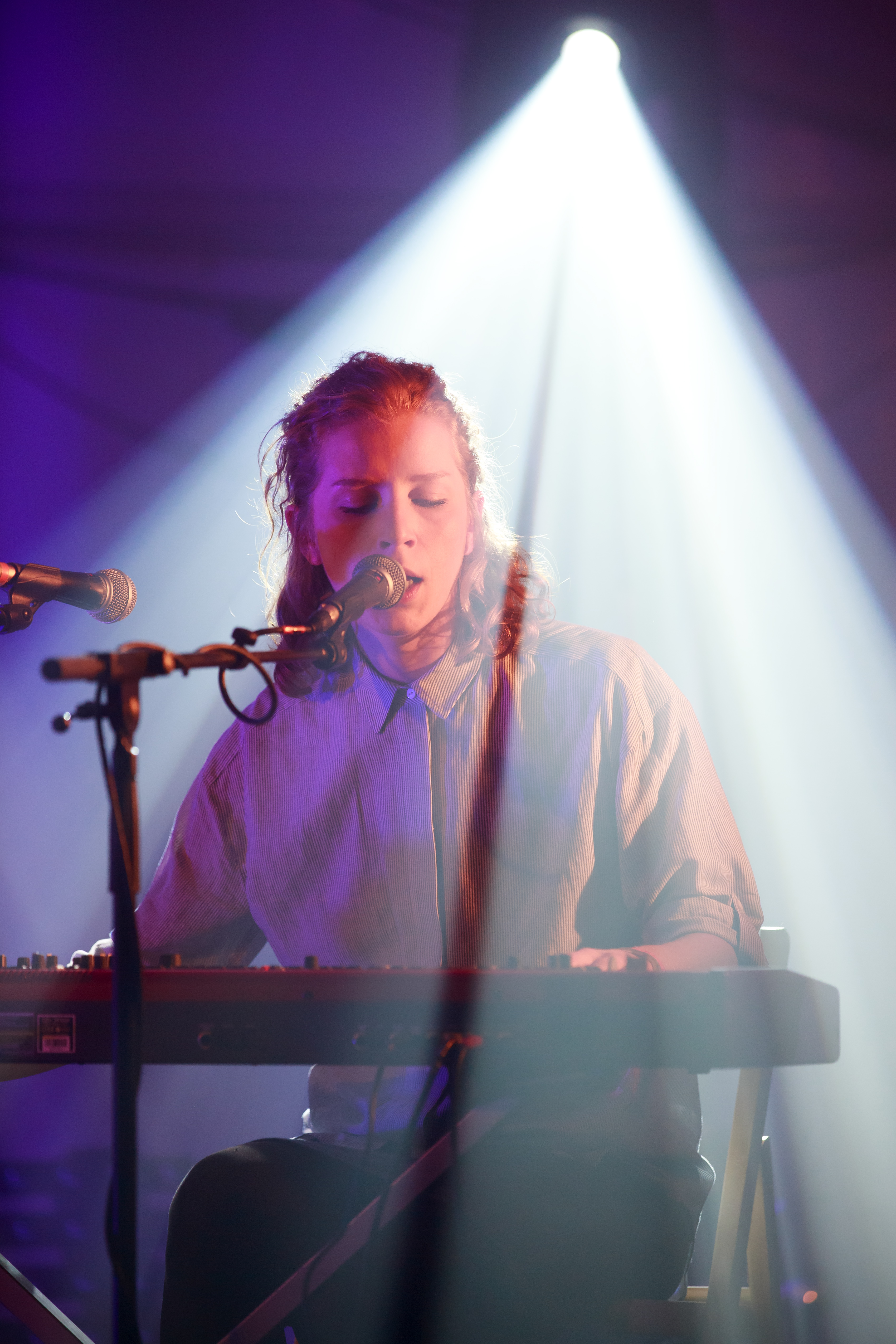
Alina Orlova (Eislaufverein 2015)

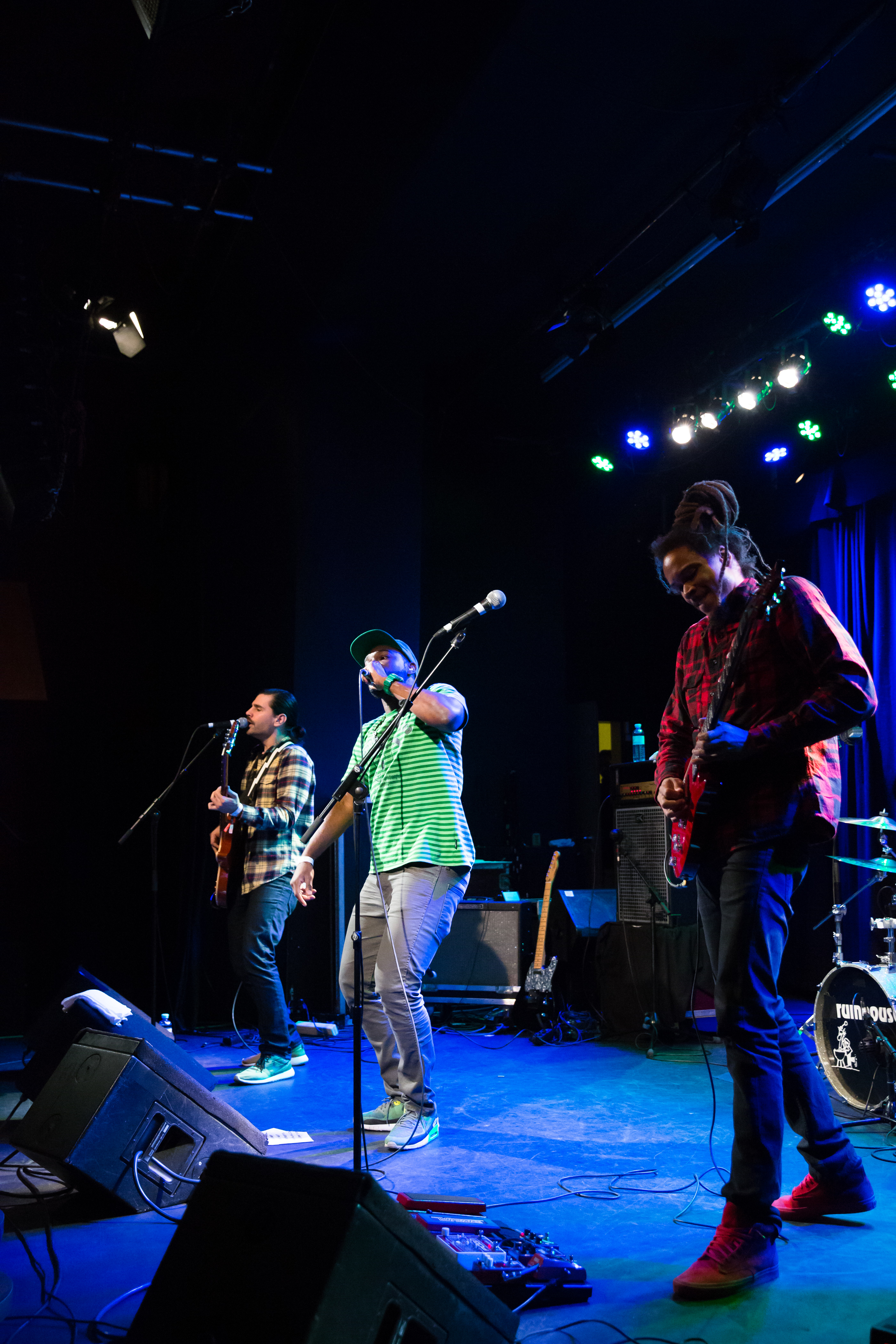
RDGLDGRN (Porgy&Bess 2015)

### Waves Vienna
Das Festival 2015 fand von 30. September bis 4. Oktober statt. Die Auftritts- und Veranstaltungsorte befanden sich, wie im Vorjahr, im östlichen Teil des 1. Bezirks zwischen Donaukanal und Karlsplatz. Der Länderschwerpunkt gemäß dem Motto „East meets West“ war Musikern aus den baltischen Staaten Estland, Lettland und Litauen gewidmet. Im Rahmen des Waves Vienna Filmfests wurden im Stadtkino im Künstlerhaus und im Theater KiP (Souterrain des Café Prückel) fünf Filme gezeigt. Neu im Programm des Waves Vienna war die Lese-Reihe Literatur VIE 2015 (Andreas Dorau & Dirk Stermann, Cornelia Travnicek, Jonas Engelmann, Maria Hofer, Martin Atkins, Stefanie Sargnagel).
Acts
1314 (RU), Abby Lee Tee (AT), Adi (IL), Akjela (AT), Alina Orlova (LT), Alise Joste (LV), All Strings Detached (SI), Anja Chiara (AT), Ankathie Koi (AT), Ant Antic (AT), Anton Maskeliade (RU), Astrid North (DE), Austra (CA), Austrian Apparel (AT), Avec (AT), Blaž & Simon (SI), Cardiochaos (AT), Cepasa (UA), Chikiss (RU), Clara Blume (AT), Coasts (UK), Colours of Bubbles (LT), Colostrum (AT), Dagamba (LV), Dani Dorchin (IL), Darkstar (Band) (UK), Ebony Bones (UK), Elsa Tootsie & The Mini Band (AT), Elephants from Neptune (EE), Emma Longard (DE), Fallgrapp (SK), Femme En Fourrure (FI), Foolish Green (MK), Filament (Mimu Merz/Lukas Lauermann, AT), Gasmac Gilmore (AT), Golden Kanine (SE), Golden Parazyth (LT), Granada (AT), Hearts Hearts (AT), Hey Elbow (SE), Hisser (FI), Holden Caulfield (CZ), Honne (UK), Hren (AT), Inner Tongue (AT), James Gruntz (CH), Jamie Lawson (UK), Jesper Munk (DE), Joy Wellboy (BE), JoyCut (IT), June (MK), Jurgis Did (LT), Kane West DJ-Set (UK), Kero Kero Bonito (UK), Keston Cobblers' Club (UK), Koala Voice (SI), Konea Ra (AT), Laika Suns (LV), Lake Malawi (CZ), Le Corps Mince de Françoise (FI), Lea Santee (AT), Lehnen (AT), Leon Somov & Jazzu (LT), LFNT (IL), Le Toy (AT), Lian (AT), Like Elephants (AT), Little Boots (UK), Ludovik Material (SI), Lúisa (DE), Luke Black (RS), Lylit (DE), Maïa Barouh (JP), Mari Kalkun (EE), Maximilian Meindl DJ-Set (AT), Micucu (EE), Mike Skinner DJ-Set (UK), Mother’s Cake (AT), Mr. Myster (LV), Mynth (AT), Namby Pamby Boy (AT), Naked Woods (HU), Neuschnee (AT), Never Sol (CZ), Nicole Jaey (AT), Nvmeri (SK), Nutrasweet DJ-Set (AT), Odd Hugo (EE), Oddisee & Good Company (US), Other Noises (RU), Pablo Nouvelle (CH), Paper Beat Scissors (CA), Philco Fiction (NO), Pins (UK), Pola-Riot (AT), Portha (AT), Purist (SK), Purple Souls (AT), Quiet Company (US), Rebeka (PL), RDGLDGRN (US), Robb (AT), Rykarda Parasol (US), Sabina (IL), Sarah and Julian (US), Schmusechor (AT), Sekuoia (DK), Siv Jakobsen (NO), Sizarr (DE), Sun Tailor (IL), The Chikitas (CH), The Hearing (FI), The Unused Word (AT), Todd Doridgo (UK), Toju Kae (AT), Torpus & the Art Directors (DE), Trees of Maine (HR), Uciel DJ-Set (AT), Videos (CZ), Warm Graves (DE), We Walk Walls (AT), Wooden Ambulance (RS), Würffel (EE), Xxanaxx (PL), Young Rebel Set (UK), Zentralheizung of Death des Todes (DE), Zrnì (CZ)

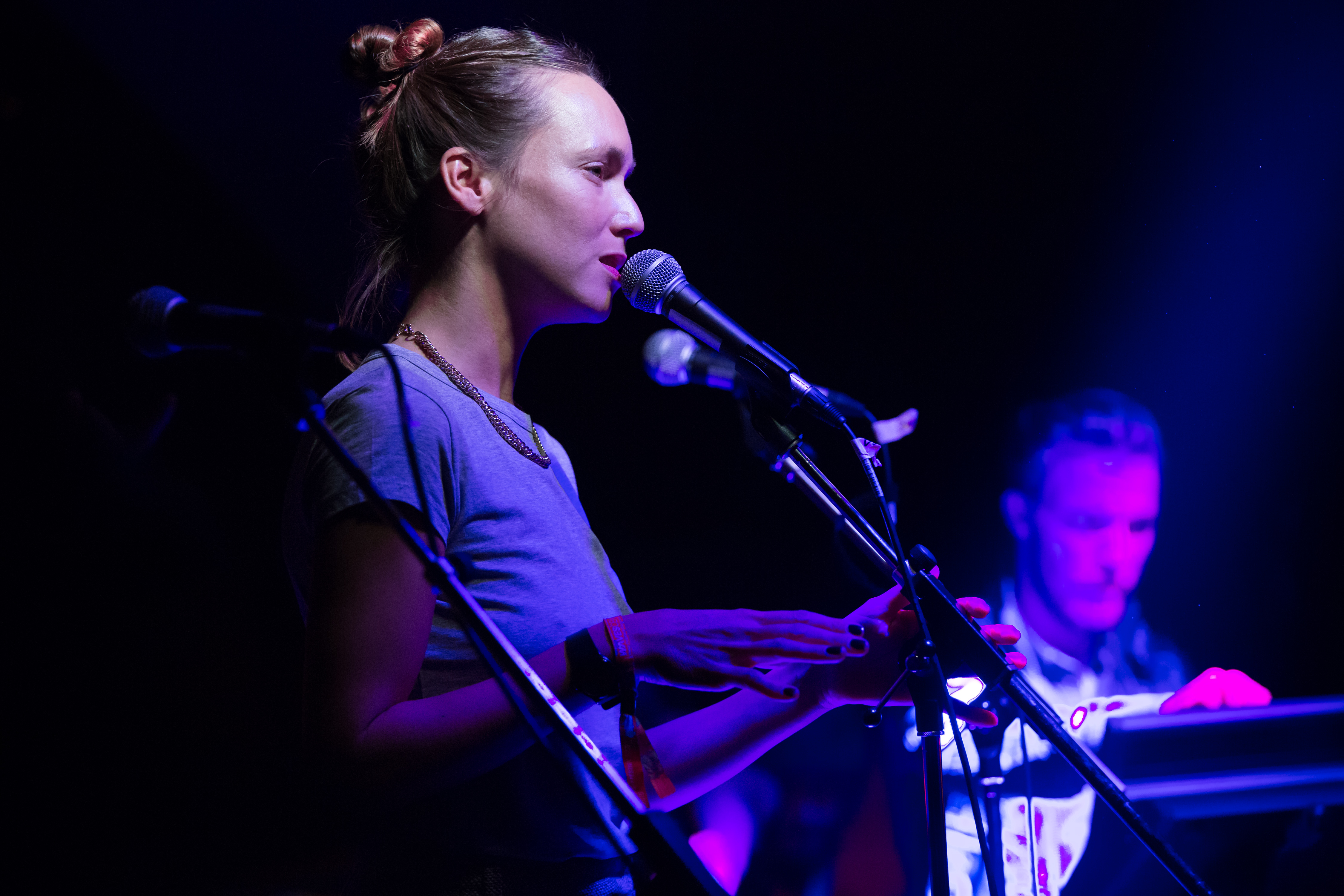
Konea Ra (Künstlerhaus-Basement)
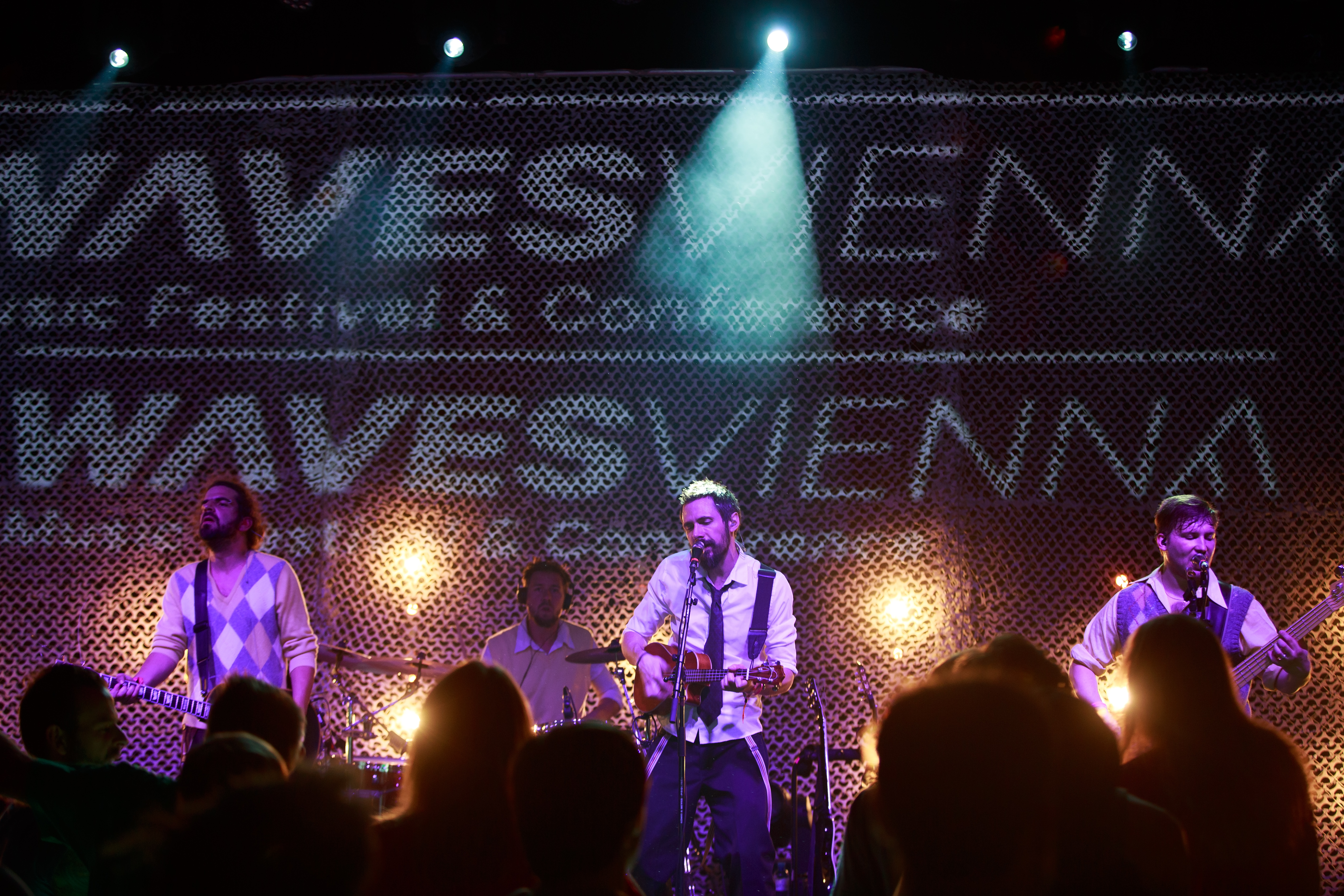
Gasmac Gilmore (Festivalzentrum Alte Post)
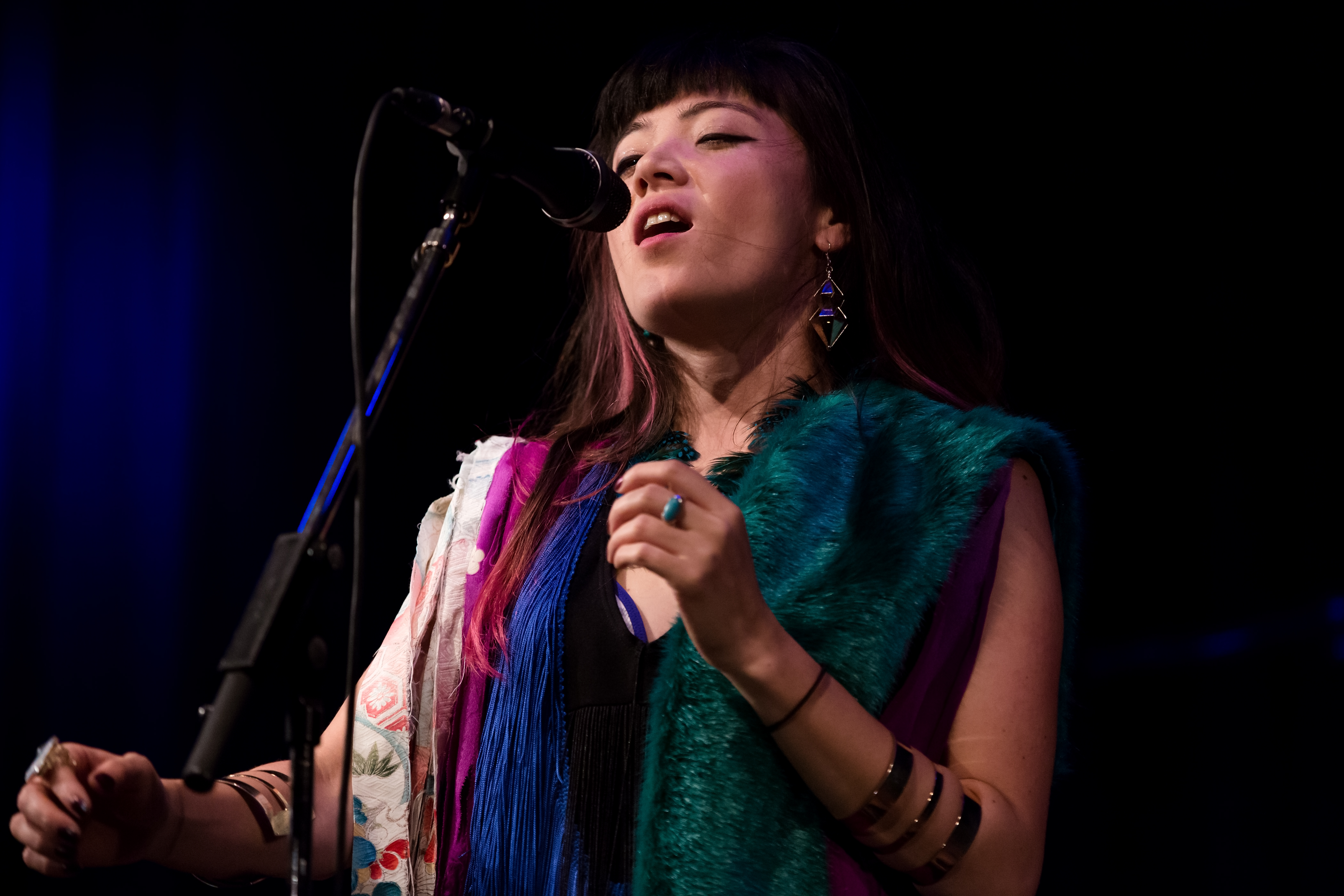
Maïa Barouh (Haus der Musik)
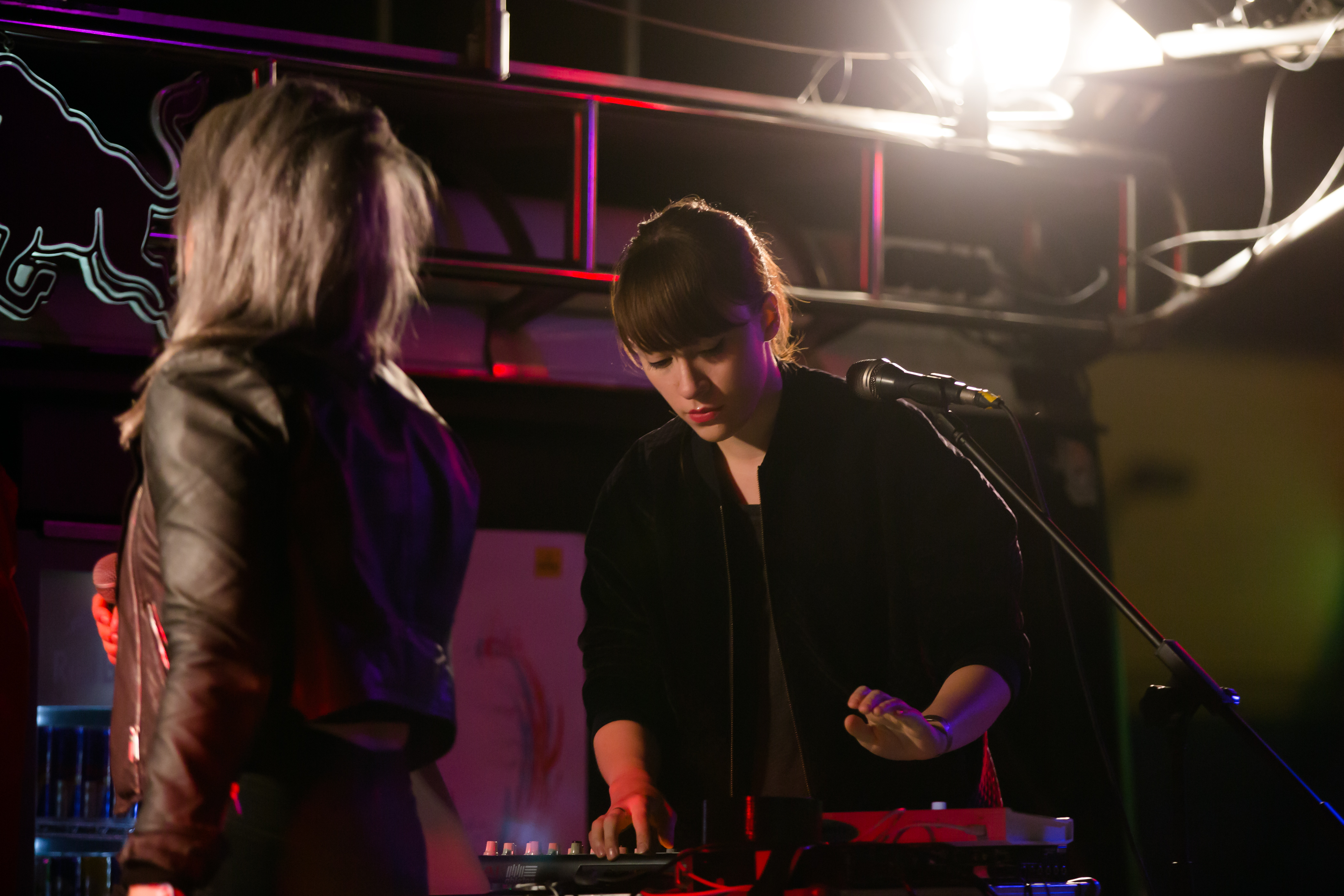
Le Corps Mince de Françoise (Eislaufverein)

### Waves Vienna Filmfest
Chucks (Gerhard Ertl/Sabine Hiebler, AT 2015), Elektro Moskva (Dominik Spritzendorfer, Elena Tikhonova, AT 2013), Hip Hop In The Holy Land (Mike Skinner, UK 2015), Machine Soul (Tero Vuorinen, FI 2015), What Difference Does It Make? A Film About Making Music (Ralf Schmerberg, US 2014)

### Waves Bratislava
In Bratislava waren vom 2. bis 4. Oktober eine Reihe von Bühnen und Clubs im Stadtzentrum beteiligt (Stará Tržnica/Old Market Hall, MDPOH, KC Dunaj, Klub Dole, Nu Spirit Club, V-klub, Atelier Babylon, Polish Institute Bratislava, Gorila.sk Urban Space, Urban House).
Acts
Abnormal (SK), Adam Marcciani (SK), Adi (IL), Alex Kelman (RU), Alina Orlova (LT), Alise Joste (LV), All Strings Detached (SI), Bad Karma Boy (SK), Bassline Manager, Blaž & Simon (SI), Bobsan (SK), Bokka (PL), Boska (NO), Buy Her Sugar (SK), Colostrum (AT), Colours of Bubbles (LT), Cosovel (PL), Da-No (SK), DAGAMBA (LV), Dani Dorchin (IL), DJ Mooshak (SK), Dope Calypso (HU), Dynamo TEAM (SK), Džunya G, Elephants From Neptune (EE), Ella Ronen (IL), Endy Yden (PL), Fallgrapp (SK), Femme En Fourrure (FI), Fismoll (PL), Foolish Green (MK), Frequency (SK), Fresh Out Of The Bus (SK), FVLCRVM (SK), Gambo (SK), Gasmac Gilmore (AT), Godblesscomputers (IT), Golden Parazyth (LT), Haarps (RU), Hisser (FI), Howling Owl (NL), Ingrid Lukas (EE), Inso (SK), Ivan & The Parazol (HU), Jimmy Pé (SK), Jonathan (HR), Joy Wellboy (BE), Jurgis Did (LT), Karaoke Tundra (SK), Karma Art (AT), Karol Mikloš (SK), Katarzia (SK), Kinsfolk (SK), Koala Voice (SI), Kyklos Galaktikos (CZ), La3no Kubano (SK), Laika Suns (LV), Lavagance (SK), LCMDF (FI), Lea Santee (AT), Leon Somov & Jazzu (LT), Leyya (AT), LFNT (IL), Ludovik Material (SI), Makrohang (HU), Mari Kalkun (EE), Martina Javor (SK), Matwe Drappenmadchenfeller (SK), Micucu (EE), Mike Skinner DJ-Set (UK), Minkz (SK), Mr. Myster (LV), Mulholland Blue (CZ), Mynth (AT), Name Does Not Matter (CZ), Näo (FR), Never Sol (CZ), Nicole Jaey (AT), Nina Pixel (SK), Nisiru (SK), Nvmeri (SK), Odd Hugo (EE), Ohm Square (CZ), Olivier Heim (PL), Pablo Nouvelle (CH), Peal (SK), Pins (UK), Polemic (SK), Polkov (AT), Puding Pani Elvisovej (SK), Purist DJs (SK), Quiet Company (US), Rykarda Parasol (US), Samuel Hošek & Electric Sabina (SK), Saténové Ruky (SK), Schwarzprior (CZ), Shutcoo (SK), Siv Jakobsen (NO), Stratasoul (SK), Stroon (SK), Supa (SK), Swan Bride (SK), Talent Transport (SK), Talkshow DJs (SK), The Chikitas (CH), The Hearing (FI), Todd Dorigo (UK), Tomáš Sloboda DJ (SK), Tomino & Myslivec (CZ), Tono S. & Beyuz (SK), Toochkny DJ (SK), Torpus & the Art Directors (DE), Triana Park (LV), Triple Sun (SK), UMA (DE), Umreti Fit (HU), Vec & Škrupo (SK), Videos (CZ), VIYU (CZ), When 'Airy Met Fairy (LU), Whithe (SK), Würffel (EE), WWW (CZ), Xxanaxx (PL), Yanko Král (SK), Zanzinger (HU), Zverina (SK)

## Waves Vienna 2016

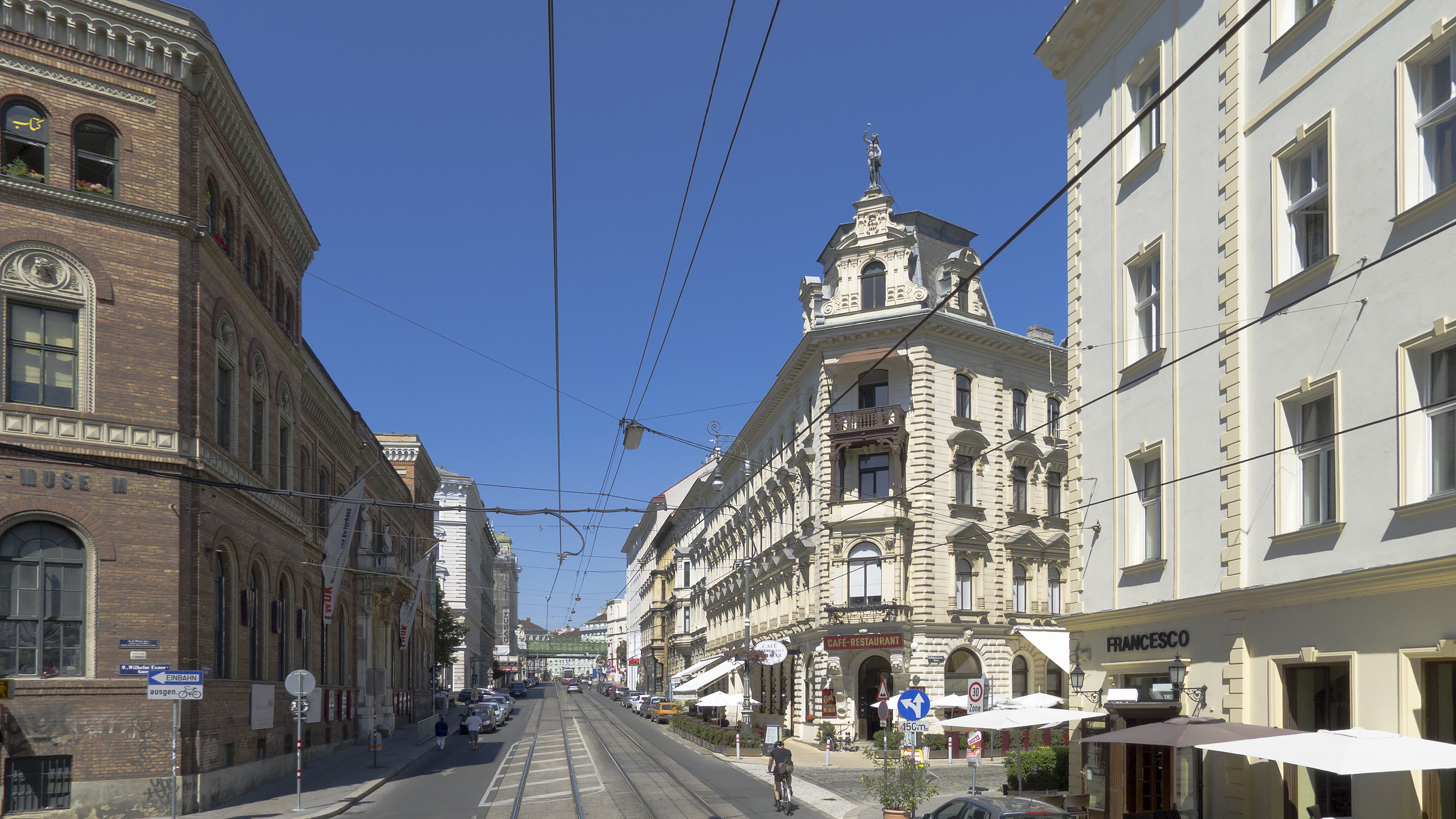
WUK (links) und Café Weimar (rechts)

Beim Waves-Festival 2016 (28. September bis 1. Oktober) gab es einige Änderungen zu den Vorjahren. Als Festivalzentrale diente das Kulturzentrum WUK in der Währinger Straße im 9. Wiener Gemeindebezirk Alsergrund. Die Konzerte fanden dort (Statt-Beisl |im WUK, Foyer, Halle) und in der näheren Umgebung im Amtshaus Alsergrund, im Wilhelm-Exner-Saal des früheren k.k. Gewerbeförderungsamtes (heute die HLMW9 Michelbeuern), im Schubert Theater und den Lokalen Café Weimar/Die Palme sowie Clash statt. Im WUK war auch die begleitende Konferenz unter dem Motto „Collaborate. Communicate. Connect.“ untergebracht; Vortragende und Gäste waren dabei unter anderem Scott Cohen/The Orchard, Conchita Wurst, Andras Berta/Sziget, Electric Indigo, Robert Glashüttner/FM4, Ineke Daans/PIAS, Lukas Hasitschka/Wanda, Marie Heimer/Spotify, Peter Hörburger/Spielboden, Trishes uva. Die Gastländer, denen während der Konferenz und im musikalischen Programm Schwerpunkte gewidmet waren, waren Deutschland und Israel. Im Vorfeld des sechsten Waves-Festivals trennten sich die Organisatoren, die Comrades GmbH, von den slowakischen Partnern, weshalb 2016 kein Waves-Bratislava stattfand.
Acts
A Life, A Song, A Cigarette (AT), Affe Maria (DE), Alex The Flipper (AT), Anne-Marie (UK), Anthony Mills und Clefco (SE/AT), Autonomics (US), Avec (AT), B.Visible (AT), Black Honey (UK), Black Lotus Experiment (AT), Blockflöte des Todes (DE), Buenoventura (AT), Cid Rim (AT), DJ Invincible (CH), DJ Moe (AT), DJ Ruff (NL), Eloui (CH/AT), Elsa Tootsie and the Mini Band (AT), Ephemerals (UK), Finley Quaye (UK), FLUT (AT), GelbGut (AT), Gemma Ray (UK), Girls Names (UK), Giuseppe Leonardi (AT), Glass Museum (BE), Golf (DE), Hannah Epperson (CA), Hans (AT), Haze'evot (IL), Hella Comet (AT), Holy Fuck (CA), HΔNNΔ (AT), Indigorado (NO/SE), Jardier (SI), Jarus & Jumbie (AT), Jay Cooper (AT/UK), Jimi Tenor (FI), Jonathan Bestley (UK), Juicy Gay (DE), Kafka Tamura (DE/UK), Karmakoma (SI), Kevin Etheridge (AT), Klaus Johann Grobe (CH), Klischée (CH), Kriget (SE), Langtunes (IR), Lausch (AT), Leitstrahl (DJ) (AT), LFNT (IL), Lola Marsh (IL), M.P. (AT), Matt Boroff (AT/DE/US), Matt Gresham (AU), Mavi Phoenix (AT), Milk+ (AT), Molly (Band) (AT), Molto Loud (KZ), Monophobe (AT), Monsterheart (AT), Mosch (AT), Mule & Man (CH), NOËP (EE), Norma Jean Martine (US), Oligarkh (RU), Ori (IL/DE), Parasol Caravan (AT), Pola Rise (PL), Powernerd (AT), Resisters (AT), Ritornell und Mimu (AT), Rival Kings (CH), Robb (AT/US), Sarah Ferri (BE), Satellites (US), Seraphim (AT), Smerz (DK), Soulitaire (AT), Stabil Elite (DE), Superpoze (FR), Svper (ES), The Canyon Observer (SI), The Crispies (AT), The Ills (SK), The Souls (CH), Totemo (IL), Vimes (DE), WÆLDER (AT/DE), Warhaus (BE), We Are Scientists (US)

## Waves Vienna 2017

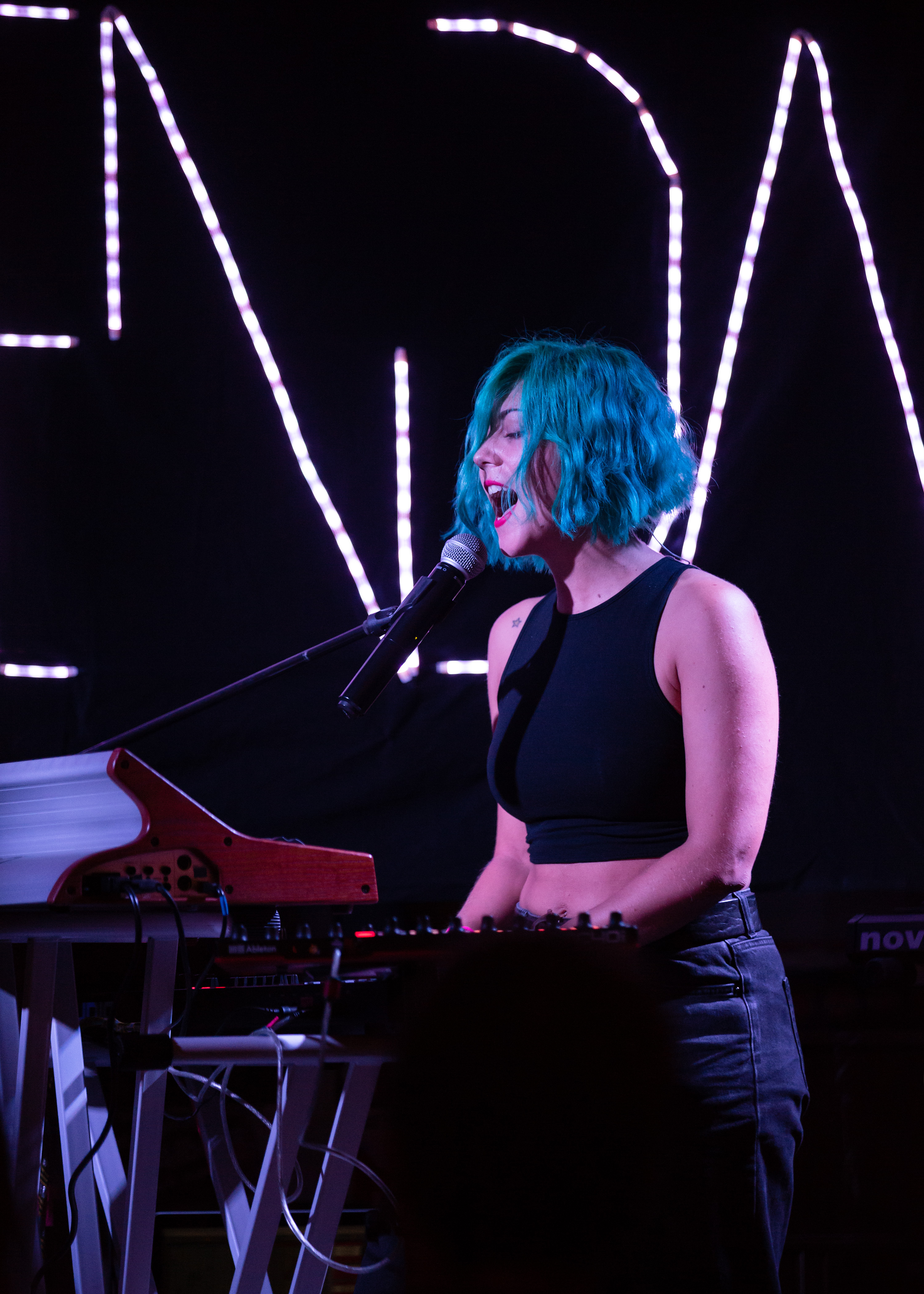
Pænda (Café Clash 2017)

Das Waves-Festival 2017 (28. September bis 1. Oktober) fand erneut großteils im WUK sowie an Orten in der näheren Umgebung statt, im Wilhelm-Exner-Saal, der Aula und dem Hof der HLMW9, dem Schubert Theater, dem Pfarrsaal bei der Canisiuskirche sowie den Lokalen Isaac’s und Clash. Das Partnerfestival Gamechanger war Gastgeber mehrerer Konzerte in der Canisiuskirche, die dabei zur „Gamechanger Church“ wurde. Die Konferenz zum Festival erfolgte in Kooperation mit Austrian Music Export (Music Information Center Austria). Gastländer dieses Jahres waren Italien und die Tschechische Republik.
Im Jahr 2017 wurde der erste, mit 2.500 € dotierte XA Export Award an die Band Cari Cari verliehen. Hinter diesem Preis steht eine Kooperation aus Austrian Music Export, Austro Mechana/SKE Fonds, FM4 und Waves Vienna, welche mithilfe von zehn Jurys aus zehn nominierten Bands den Gewinner kürt.
Acts
Aid Kid (CZ), Albert af Ekenstam (SE), Aliocha (CA), Almeeva (FR), Anger (AT), Annika (AT), Ant Antic (AT), Any Other (IT), April Red (TW), At Pavillon (AT), Azizi Gibson (DE), Babé Sila (HU), Back to Felicity (AT), (CZ), Be Charlotte (UK), Belau (HU), Birthh (IT), Bitten By (AT), Black Palms Orchestra (AT), Brunettes Shoot Blondes (UA), Cari Cari (AT), Chuckamuck (DE), Clap Your Hands Say Yeah (US), Client Liaison (AU), Coals (PL), Coco Hames (US), Cold Cold Nights (CZ), Cut Out Club (IL), Daniel Vezoja (SI), Denis The Night & The Panic Party (IT), Der traurige Gärtner (AT), Dope Calypso (HU), East of my Youth (IS), Ebow (AT), Edwin (AT), Emily Roberts (DE), Everdeen (DE), E^st (AU), Fai Baba (CH), Forest Swords (UK), Fortuna Ehrenfeld (DE), Frankie Animal (EE), Gaddafi Gals (DE), Ghost of You (CZ), Giungla (IT), Gospel Dating Service (AT), Hunger (Trio) (AT), Iamjj (DK), Ider (UK), It’s The Lipstick On Your Teeth (AT), I Wear* Experiment (EE), J. Bernardt (BE), Jugo Ürdens (AT), Jordan Klassen (CA), Joseph J. Jones (UK), Kalandra (NO), Kiol (IT), Klan (DE), Kommando Elefant (AT), КУКЛА (SI), Lea Santee (AT), Lilly Among Clouds (DE), Little Big Sea (AT), LischKapelle (DE), Louie Austen (AT), Lubomyr Melnyk (UA), Lynn Maring (CH), Das Lunsentrio (DE), Lulu Schmidt (AT), Magic Island (DE), Manon Meurt (CZ), Maria Thornton (AT), Milo Meskens (BE), Naked Cameo (AT), Never Sol (CZ), Nihils (AT), Nite Jewel (US), Oscar Jerome (UK), Pænda (AT), Persons From Porlock (SI), Peter Zirbs (AT), Polar Circles (CH), Ropoporose (FR), Schönbrunner Gloriettenstürmer (AT), Skip Skip Ben Ben (TW), Sluff (AT), Soia (AT), Sonia Calico (TW), Témé Tan (BE), Tents (AT), Tensalomi (AT), The Homesick (NL), The Pier (IT), Tolstoys (SK), Veronica Fusaro (CH), View (FI), Wandl (AT), Xavier Darcy (DE), Yungblud (UK), Zeal & Ardor (CH)

## Waves Vienna 2018
Das Waves-Festival 2018 (27.–29. September) fand erneut im WUK und in Räumlichkeiten der HLMW9 statt. Die Waves Vienna Music Conference beschäftigte sich unter anderem mit Themen wie Monetarisierung von Sync Rechten, Bedeutung von Musikblogs und Radio für junge Musiker oder Musik und Familie. Gastländer waren die Slowakei und Portugal. Der zweite XA Export Award mit 3.500 € ging an die österreichische Band Dives.
Acts
Alapastel (SK), Andrea Bučko (SK), Antonia Vai (HU), A Tale Of Golden Keys (DE), Attic Giant (AT), Bergfilm (DE), Blind Butcher (CH), Blond (DE), Bowrain (SI), Bulp (SK), Catastrophe & Cure (AT), Chad Valley (UK), Cléa Vincent (FR), Culk (AT), Dalia Ahmed (DJ), Dena (DE), Die Sauna (DE), Disco Nostra (DJ), Dives (AT), Drahthaus (AT), Dramas (AT), False Advertising (UK), Fran Palermo (HU), Futurski (SI), Gewalt (DE), Grandfather’s House (PT), Haiku Garden (SI), HÅN (IT), Holy Nothing (PT), Holy Now (SE), Ilgen-Nur (DE), Isama Zing (SK), Jamie Isaac (UK), Josh (AT), Jungstötter (DE), Kaiko (AT), Kids N Cats (AT), Kovacs (NL), La Jungle (BE), Lazer Viking (CZ), Leitstrahl (DJ), Len Sander (CH), Like Elephants (AT), Listen To Leena (AT), Love Good Fail (AT), Low Potion (AT), Lukas Lauermann (AT), Lysistrata (FR), Mascha (AT), Mickey (AT), Mile Me Deaf (AT), Mister Teaser (PT), Mörk (HU), Nabihah Iqbal (UK), Nélio (AT), Neneh Cherry (SE), Neuschnee (AT), Noah Kwaku (DE), Noiserv (PT), Odd Couple (DE), Pale Grey (BE), :Papercutz (PT), Papyllon (SK), Paramount Styles (US), Pauls Jets (AT), Plàsi (SE), Please Madame (AT), Pom Poko (NO), Pressyes (AT), Rodrigo Leão (PT), Safari (AT), Sage (FR), Says (SK), Schnellertollermeier (CH), Schönheitsfehler (AT), Sebastian Schlachter (DJ), Sfya (AT), Silberwolff (AT), Sir Tralala (AT), Slenderbodies (US), Stroon (SK), Surma (PT), Tamino (BE), Teepee (CZ), Ten Tonnes (UK), Teresa Rotschopf (AT), The Blind Suns (FR), The Go! Team (UK), The Miami Flu (PT), Theodor Shitstorm (DE), Theodore (GR), Thirsty Eyes (AT), Thom Artway (CZ), Trupa Trupa (PL), Tsar B (BE), Vaarwell (PT), Viech (AT), Vivin (AT), Warmduscher (UK), We Bless This Mess (PT), Wunderwelt (DE), WWWater (BE), Zak Abel (UK), Žen (HR)

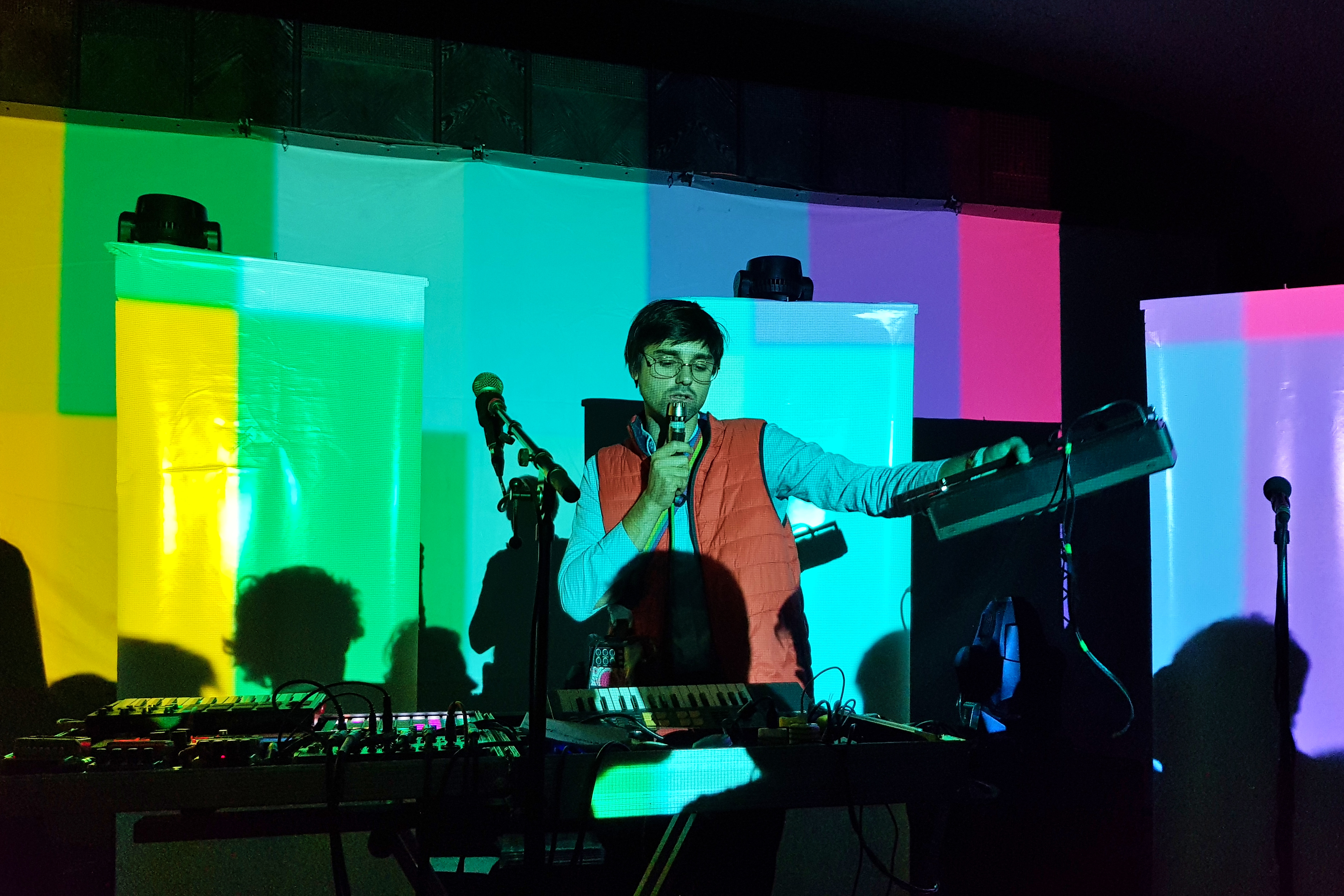
Mile Me Deaf
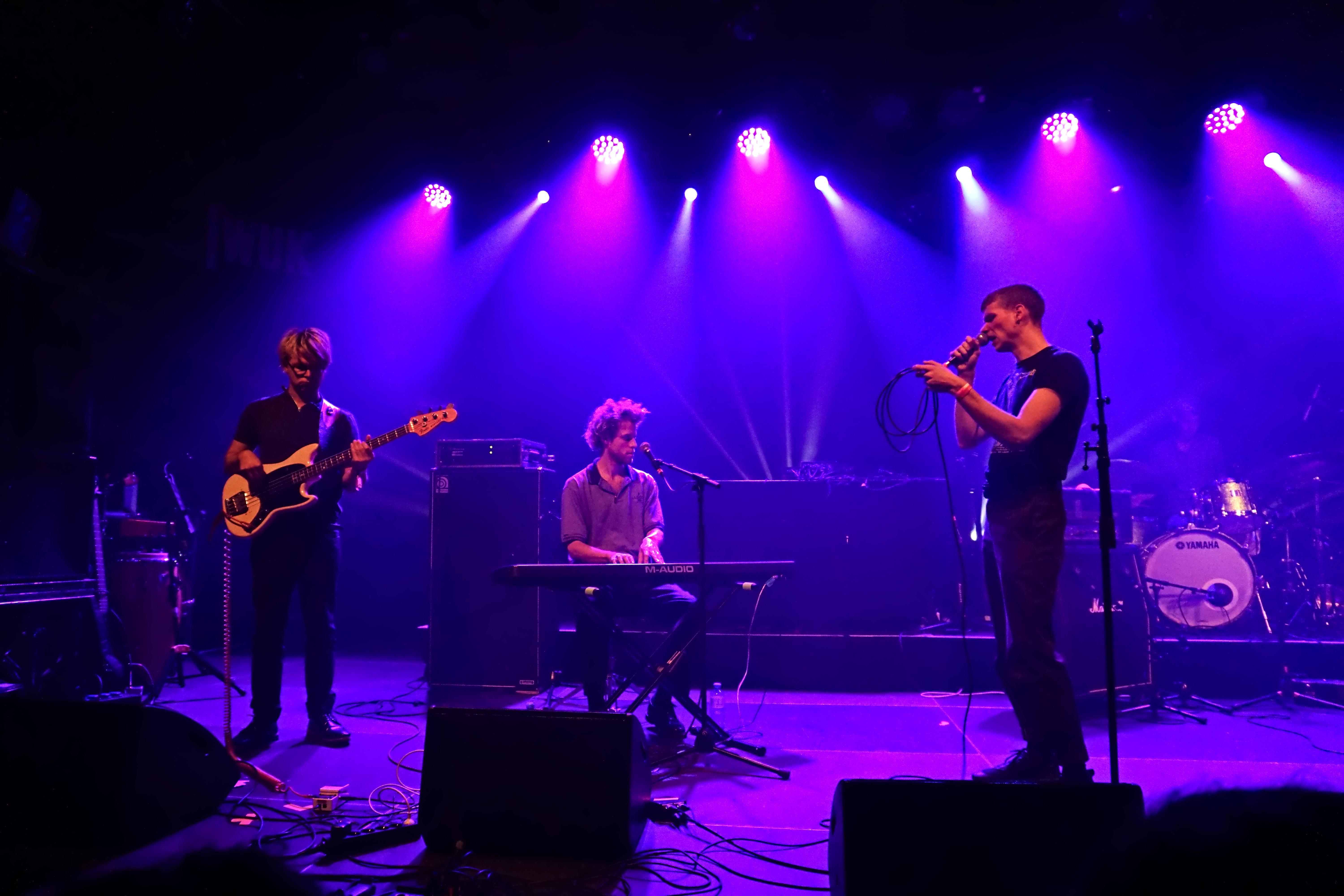
Jungstötter
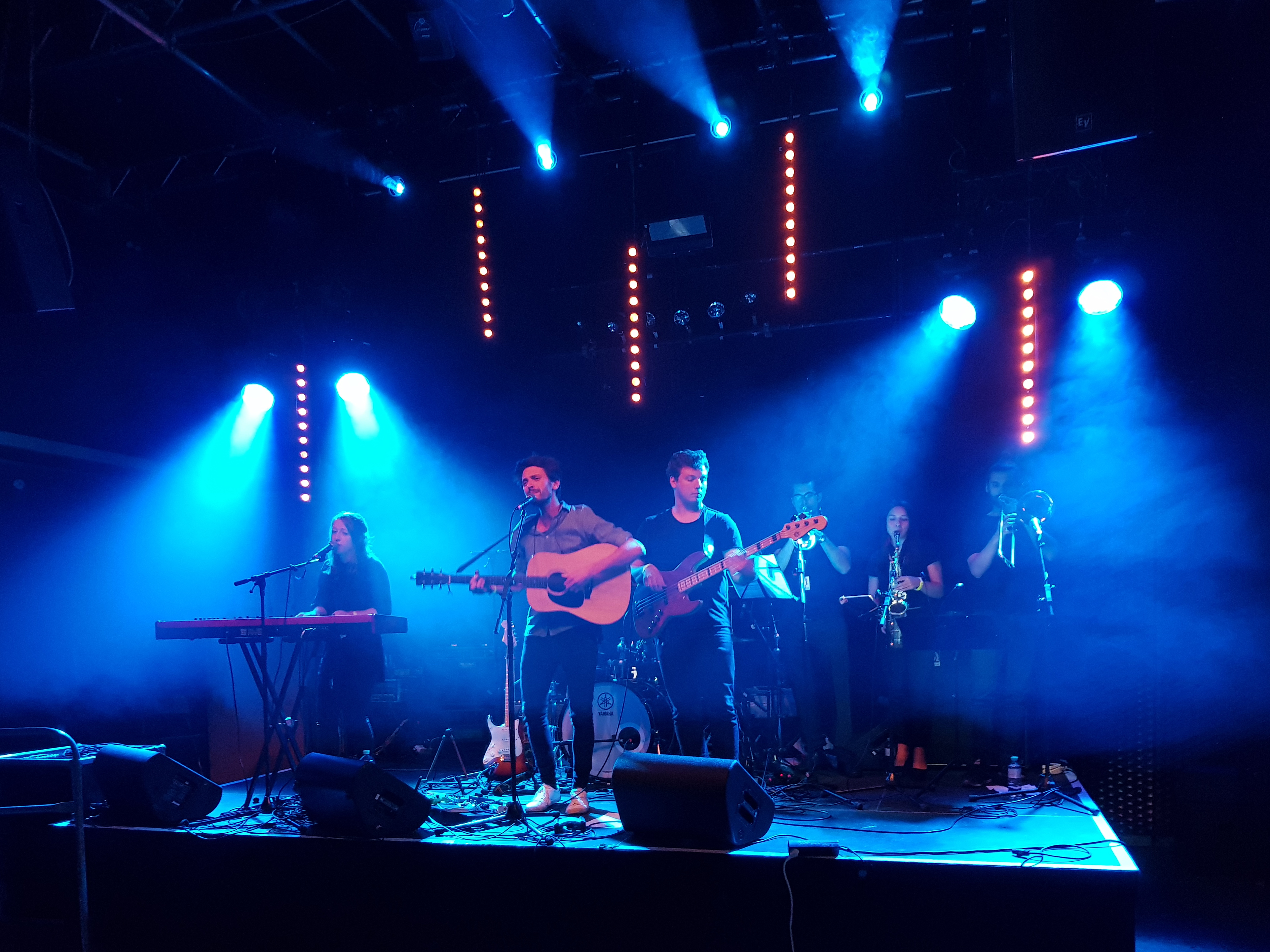
Nélio
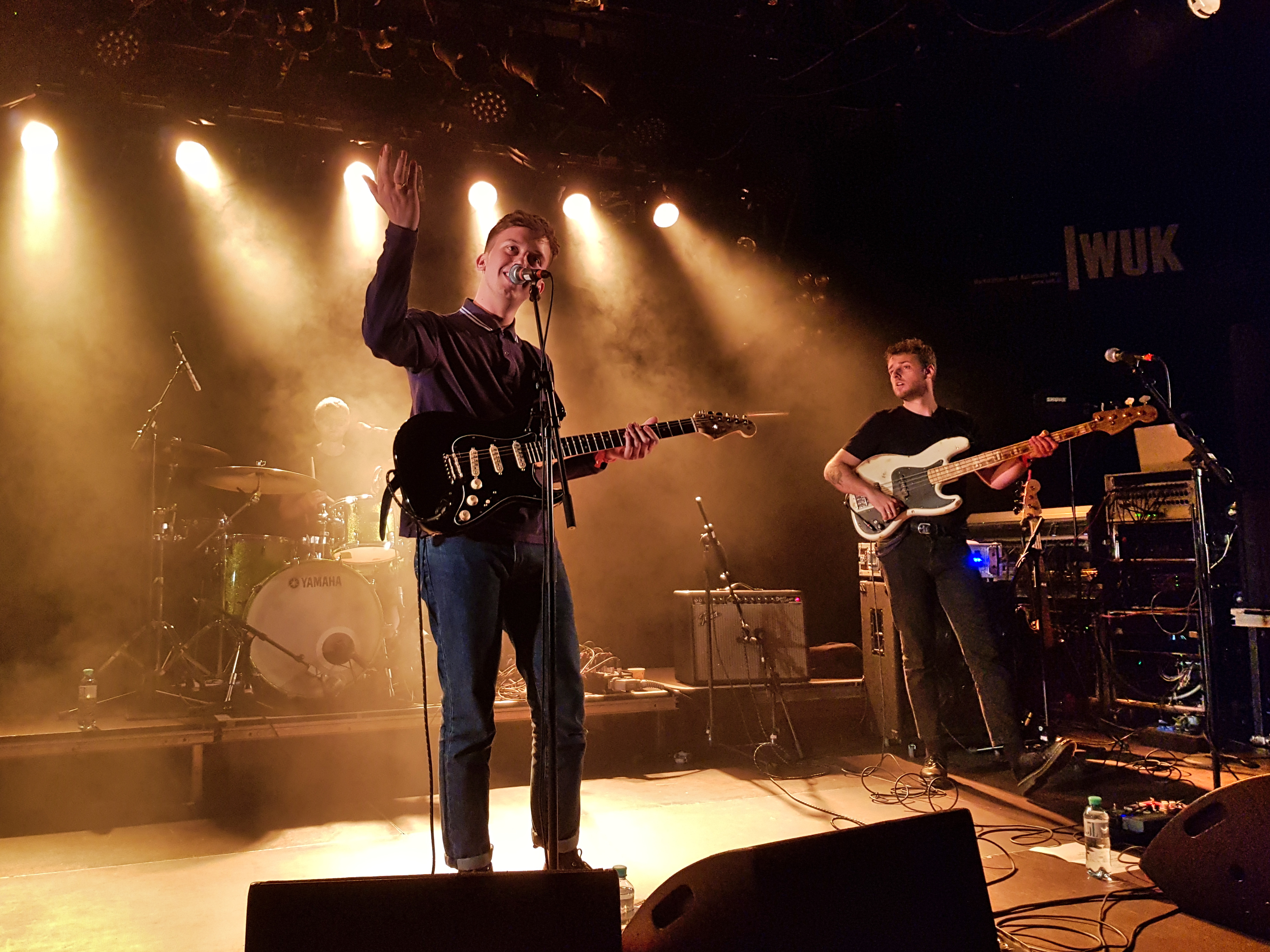
Ten Tonnes
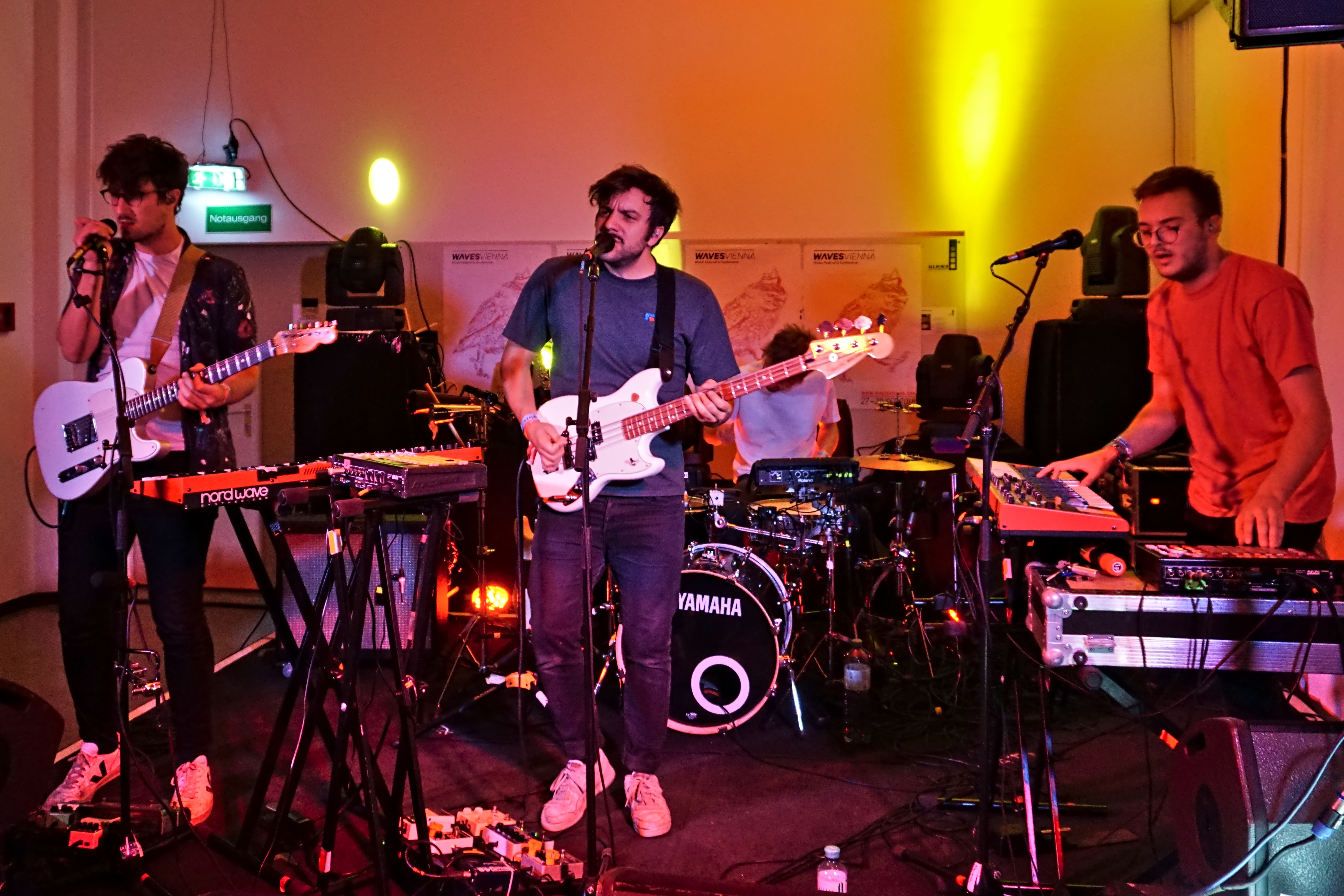
Pale Grey

## Waves Vienna 2019
Das Waves-Festival 2019 fand vom 26. bis zum 28. September statt.
Acts
Adée (SE), Aiko (CZ), AlIi Neumann (DE), Alon Lotringer (IL), Alyona Alyona (UA), Anger (AT), Atzur (AT), Bartleby Delicate (LU), Bernhard Eder (AT), Carlos Cipa (DE), Cassia (UK), Chastity Belt (US), Das Moped (DE) Dan Mangan (CA), Darjeeling (DE), Decadent Fun Club (PL), Drahthaus (AT), Do Nothing (UK), Dope Calypso (HU), Elis Noa (AT), Fox & Bones (US), Friedberg (AT), Good Wilson (AT), Go! Go! Gorillo (AT), Gurt [O] (UA), Hayley Reardon (US), Ikan Hyu (CH), I Love You Honey Bunny (CZ), Ina West (PL), International Music (DE), Iris Gold (DK), Ivan & The Parazol (HU), Jeremy Pascal (AT), J.Lamotta (DE), John Moods (DE), Juicy (BE), Kaleo Sansaa (DE), Keke (AT), Kerosin95 (AT), Kristoff (AT), Lara Lotzer (LI), Lara Snow (IL), Linn Koch-Emmery (SE), Lisa Pac (AT), Little Element (AT), Long Tall Jefferson (CH), Manx (SE), Mark Peters (UK), Marissa Nadler (US), Marie (AT), Martin Kohlstedt (DE), Matija (DE); Mayberian Sanskülotts (HU), Melby (SE), Miblu (AT), Middlemist Red (HU), Miss Sister (SE), MNNQNS (FR), Mola (DE), Napoleon Gold (LU), Noair (SI), Neomi (SI), New Dawn Fading (LI), On Bells (AT), One Sentence. Supervisor (CH), Paula Valstein (IL), Penelope Isles (UK), Petrol Girls (AT), Pippa (AT), Platon Karataev (HU), Rebecca Lou (DK), Shortparis (RU), Sketches On Duality (AT), Sabina (IL), Sasha Boole (UA), Sladek (AT), Soia (AT), Strandhase (AT), Telquist (DE), The Happy Sun (AT), The Hunting Dogs (HR), The Magnettes (SE), The Qualitons (HU), (The) Lesser Men (HR), The Screenshots (DE), The Stroppies (AU), Those Goddamn Hippies (AT), TinTin (DE), Titus Probst (AT), To Be We (DE), Two Year Vacation (SE), Vera Jonas Experiment (HU), Viah (CZ), Vögel die Erde essen (DE), World Brain (FR), Worth (US), Zalagasper (SI)

## Waves Vienna 2020
Das Waves-Festival 2020 fand vom 10. bis zum 12. September statt. Aufgrund der COVID-19-Pandemie wird es als Streaming-Event abgehalten, die Liveshows wurden durch Onlinekonzerte ersetzt. Diese wurden eigens dafür produziert und im Rahmen des Festivals erstausgestrahlt. Die Konferenz fand sowohl als Streaming-Event als auch Live am SAE Institute Wien unter Einhaltung der gültigen Covid-Auflagen statt.
Acts
[LEAK] (DE), 7AM (SI), 9Bach (UK), Amelie Siba (CZ), Ätna (DE), Alicia Edelweiß (AT), Annie Taylor (CH), Apey (HU), Balans (SI), Bokka (PL), Crimer (CH), Crush (AT), Dakh Daughters (UA), Das Bisschen Totschlag (DE), Deep Glaze (HU), Deva (HU), Douniah (DE), Eugenia Post Meridiem (IT), Farce (AT), Flut (AT), Fo Sho (UA), Gigi Masin (IT), Griff (UK), Happyness (UK), HMS Morris (UK), Jakob Kobal (SI), JC Stewart (IE), Jessiquoi (CH), Julia Church (ZA), June Cocó (DE), Karpov Not Kasparov (RO), Karel (NL), Krapka;Koma (UA), KiTZ (DE), Lazy Day (UK), Lizki (DE), Lou Asril (AT), Lulu Schmidt (AT), Maisie Peters (UK), Market (CZ), Mayvie (LI), Misia Furtak (PL), Mynth (AT), Nava (IT), Noisy Pots (CZ), Núria Graham (ES), Nürnberg (BY), Oska (AT), Panic Shack (UK), Pavvla (ES), Porridge Radio (UK), Rosemary Loves A Blackberry (RU), S1mba (UK), Sam Florian (SE), Scotch & Water (DE), Shishi (LT), SPQR (UK), Shelter Boy (DE), Sumie (SE), Stefanie Schrank (DE), Swutscher (DE), The Bad Tones (LV), The Bland (SE), The Castle (UA), The Zephyr Bones (ES), Thumper (IE), Tik Tu (UA), Titus Waldner (DE), TseSho (UA), Umme Block (DE), Weed & Dolphins (BY), Whales (PT), Xul Zolar (DE), Zimbru (RO)

## Waves Vienna 2021
Das Waves Festival 2021 fand von 9. bis 11. September statt.
Acts
[LEAK] (DE), +SHE+ (RO), 52 Hertz Whale (SK), Änn (AT), Ava Vegas (DE), Aygyul (AT), Aze (AT), Baiba (AT), Barton Hartshorn (FR), Burkini Beach (DE), Casper Clausen (DK), Cloud Cloud (AT), Cosmos in Buzunar (MD), Dacid Go8lin (AT), Dino Brandão (CH), Discovery Zone (DE), Don't Go (AT), Donna Blue (NL), Downers & Milk (AT), Earl Mobley (AT), Elena Rud (DE), Eli Preiss (AT), Etceteral (SI), Faux Real (FR), Filiah (AT), Florence Arman (AT), Francis of Delirium (LU), freekind. (SI), Gaisma (DE), Giudi (CZ), GØRL (AT), Gran Bankrott (AT), Greyshadow (AT), Hearts Hearts (AT), Ivan Grobenski (HR), jazzbois (HU), Johnny Mafia (FR), June Cocó (DE), Jungle Jade (AT), Keshavara (DE), Kety Fusco (CH), Kids in Cages (LI), Krekhaus (BG), Kya Kyani (DE), Laikka (AT), Lelee (SI), Liener (AT), LIONLION (DE), Lisa Pac (AT), Löwelöwe (AT), Mariybu (DE), Mira Mann (DE), Modecenter (AT), Mordái (HU), Mulay (DE), Murman Tsuladze (GE), Oska (AT), Oxford Drama (PL), Oxyjane (AT), Pippa (AT), Rahel (AT), Ro Bergman (AT), Ruhmer (AT), Salò (AT), Saya Noé (HU), Schorl3 (DE), sinks (CZ), Sir Simon (DE), Sirens of Lesbos (CH), Sluff (AT), Sparkling (DE), SUN (FR), Takeshi's Cashew (AT), The Rodeo (FR), The Unsleeping (UA), Vaovao (DE), Vereter (AT), Wolfgang Pérez (DE), Zbaraski (UA), Zimmer90 (DE), Zinn (AT)

## Waves Vienna 2022
Das Waves Festival 2022 fand vom 8. bis zum 10. September statt.
Acts
3:rma (SI), a/lpaca (IT), AEIOU (LI), Aili (BE), Alexandra Alden (MT), Alice Low (UK), Amelie Tobien (AT), Anna Erhard (CH), Another Vision (AT), Arai (AT), Batbait (CH), BEACHPEOPLE (DE), Benjamin Amaru (CH), Berglind (AT), Bibiza (AT), Bipolar Feminin (AT), Billie Stylish (AT), Böbe (HU), Boy With Apple (SE), Bryan’s Magic Tears (FR), Celia May (DE), Christin Nichols (DE), Christl (AT), Disappeared Completely (UA), Donkey Kid (DE), Doppelfinger (AT), Dylan Cartlidge (UK), Edward Hunt (DE), Elena Steri (DE), Elsa (AT), Ennio (DE), Farce (AT), Finley Quaye (UK), Florence Besch (DE), Fran Vasilić (HR), Francis On My Mind (RO), Girli (UK), Joko (FR), Kahlenberg x Anna Mabo (AT), Karolina Beranova (CZ), Kids Return (FR), Kitana (AT), Kurs Valüt (UA), Laundromat Chicks (AT), Lawn Chair (DE), Levin Goes Lightly (DE), Lil Julez (AT), Lisa Pac (AT), Liz Metta (AT), Love A.M. (AT), Low Island (UK), Michael Moravek (DE), Mike Edel (CA), Minimal Schlager (DE), Monako (DE), Moncrieff (IE), Motherhood (CA), Musspell (HU), Naima Bock (UK), Nalan (DE), Nelavie (AT), Nina Hochrainer (AT), Nosi (AT), nothhingspecial (DE), Nuha Ruby Ra (UK), Old Mrs. Bates (AT), Olgas Boris (AT), Oskar Haag (AT), Palffi (AT), Paula Carolina (DE), Philine Sonny (DE), Plattenbau (DE), Priya Ragu (CH), Pyra (TH), Ragapop (UA), Romc (AT), Sahareya (SI), Salò (AT), Sassy 009 (NO), Shitney Beers (DE), Skaar (NO), Spiral Mind (SI), Superorganism (UK), The Hanged Man (SE), The Haunted Youth (BE), The Psychotic Monks (FR), Toyota Vangelis (CZ), Ultraflex (IS), Umme Block (DE), UTO (FR), Vanille (CA), W1ZE (AT), Wallners (AT), Wilhelmine (DE), YATWA (AT), Yves Jarvis (CA), Zack Zack Zack (AT)

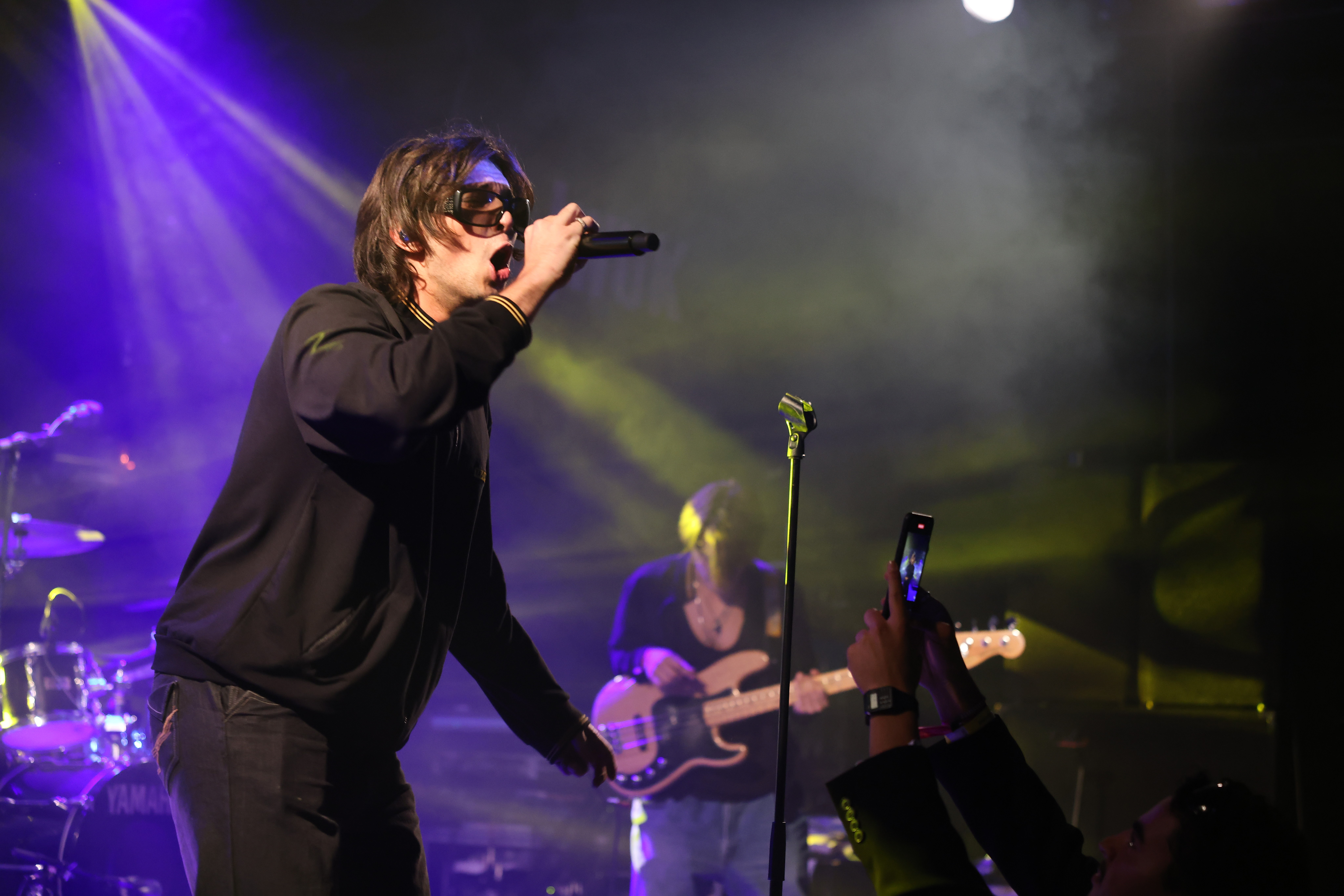
Bibiza (2022)
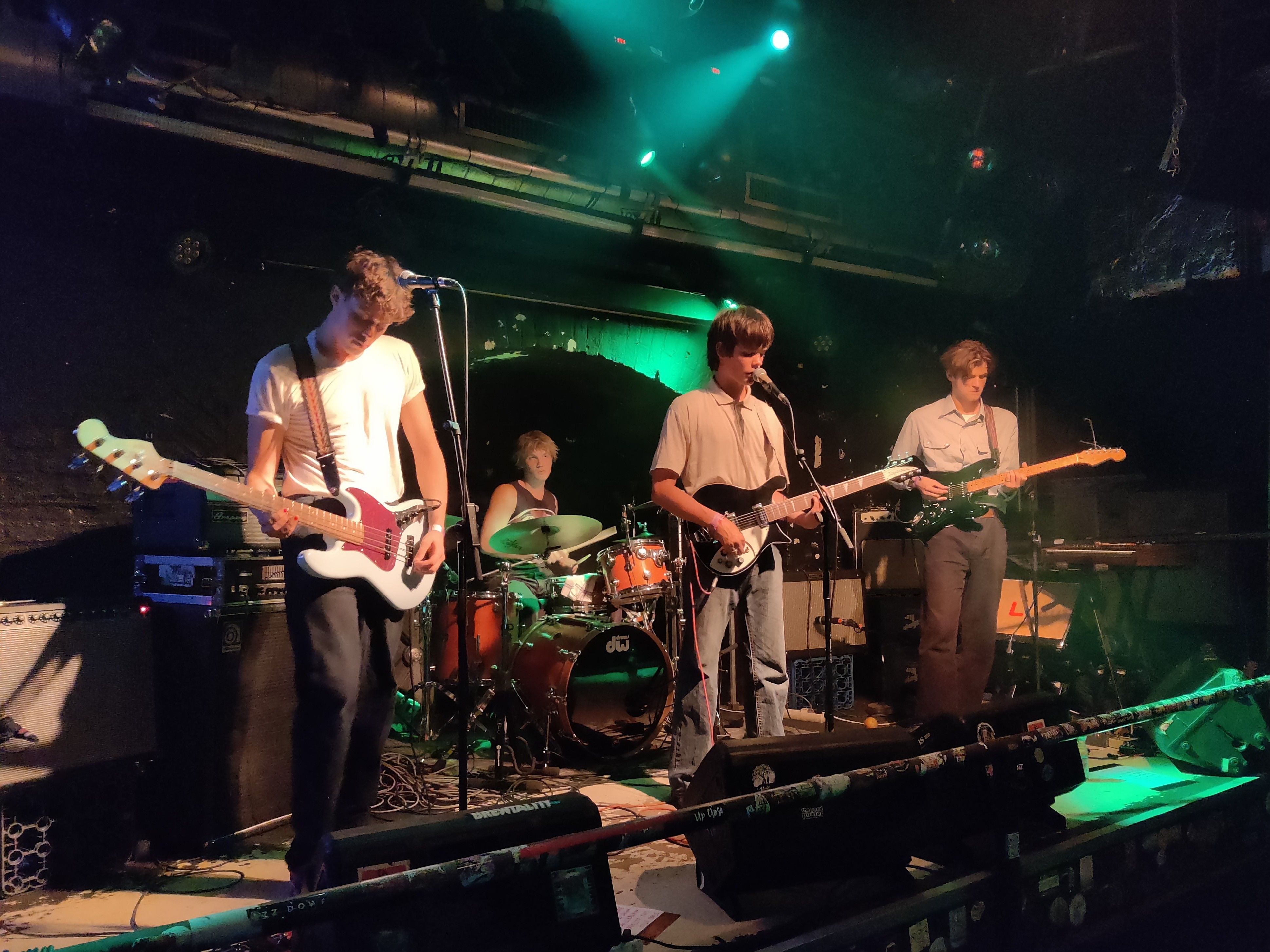
Donkey Kid (2022)
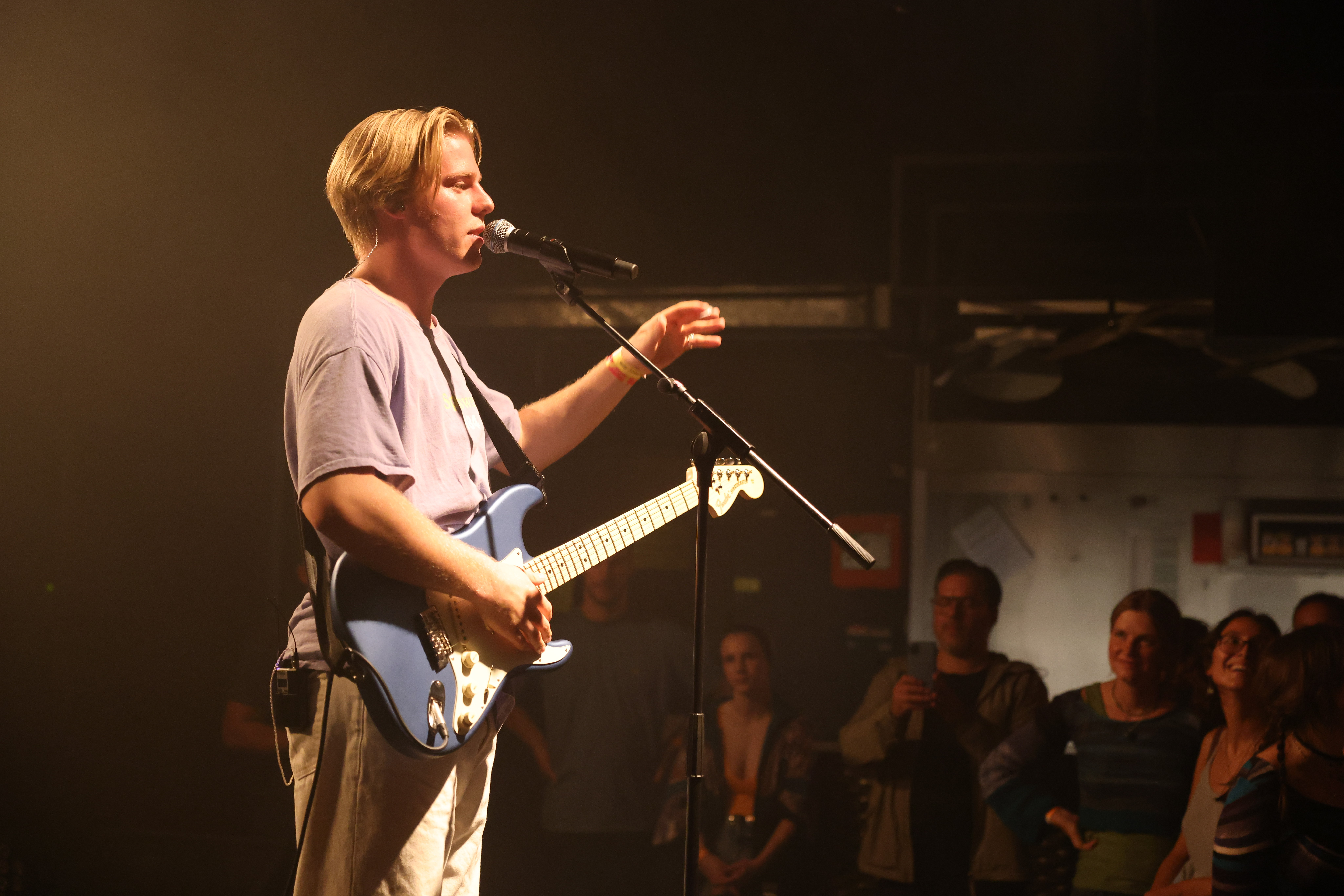
ENNIO (2022)
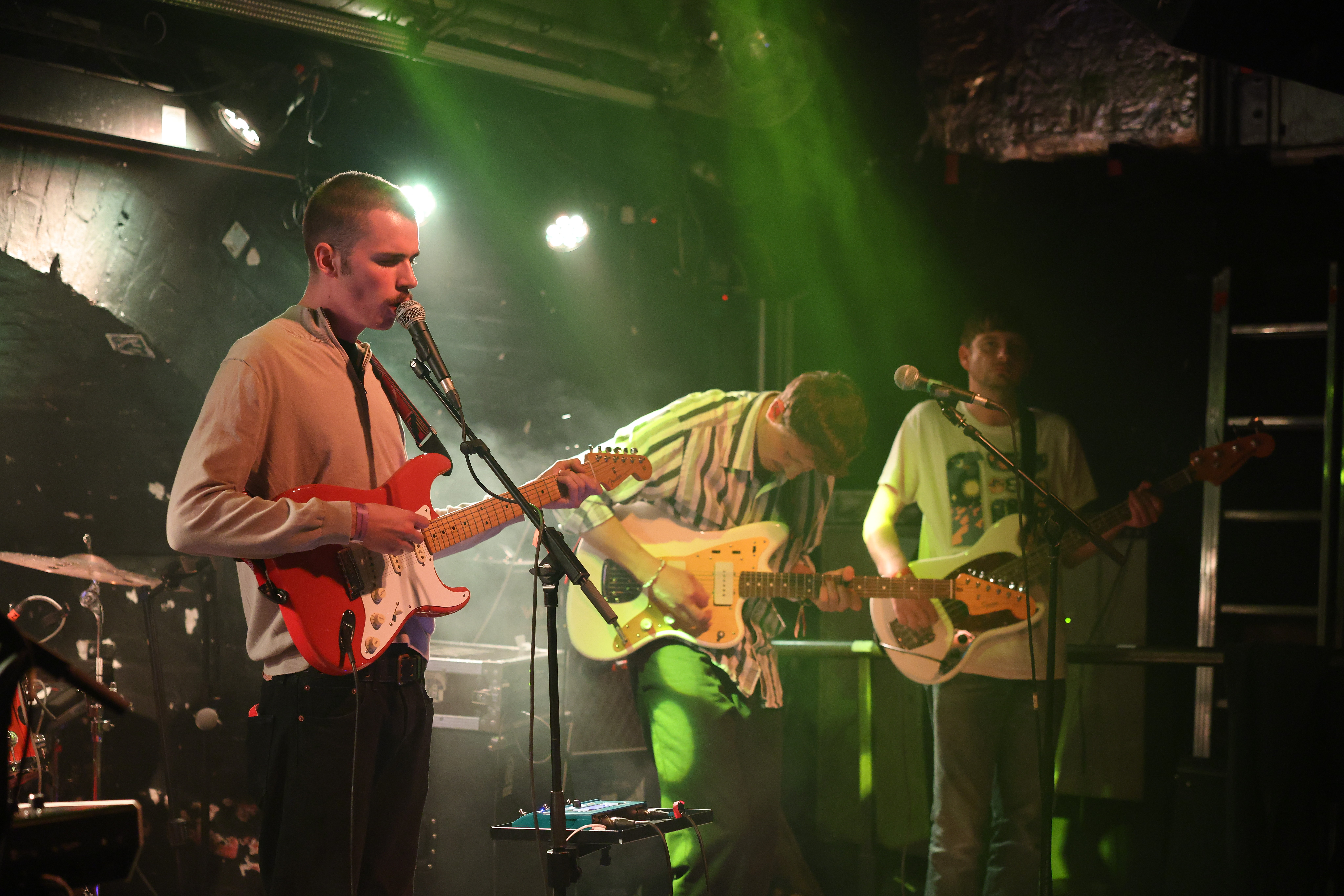
Love A.M. (2022)
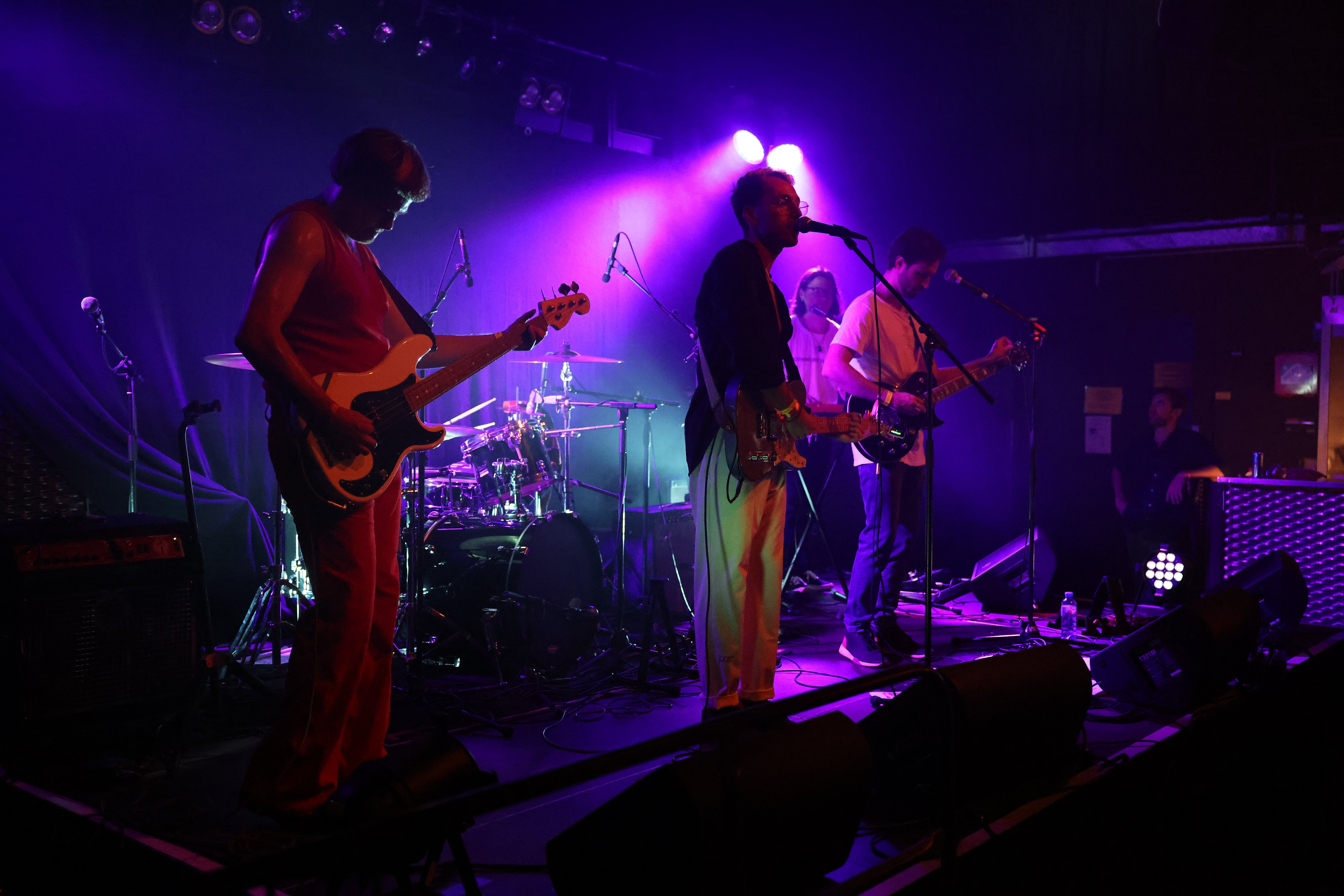
Palffi (2022)
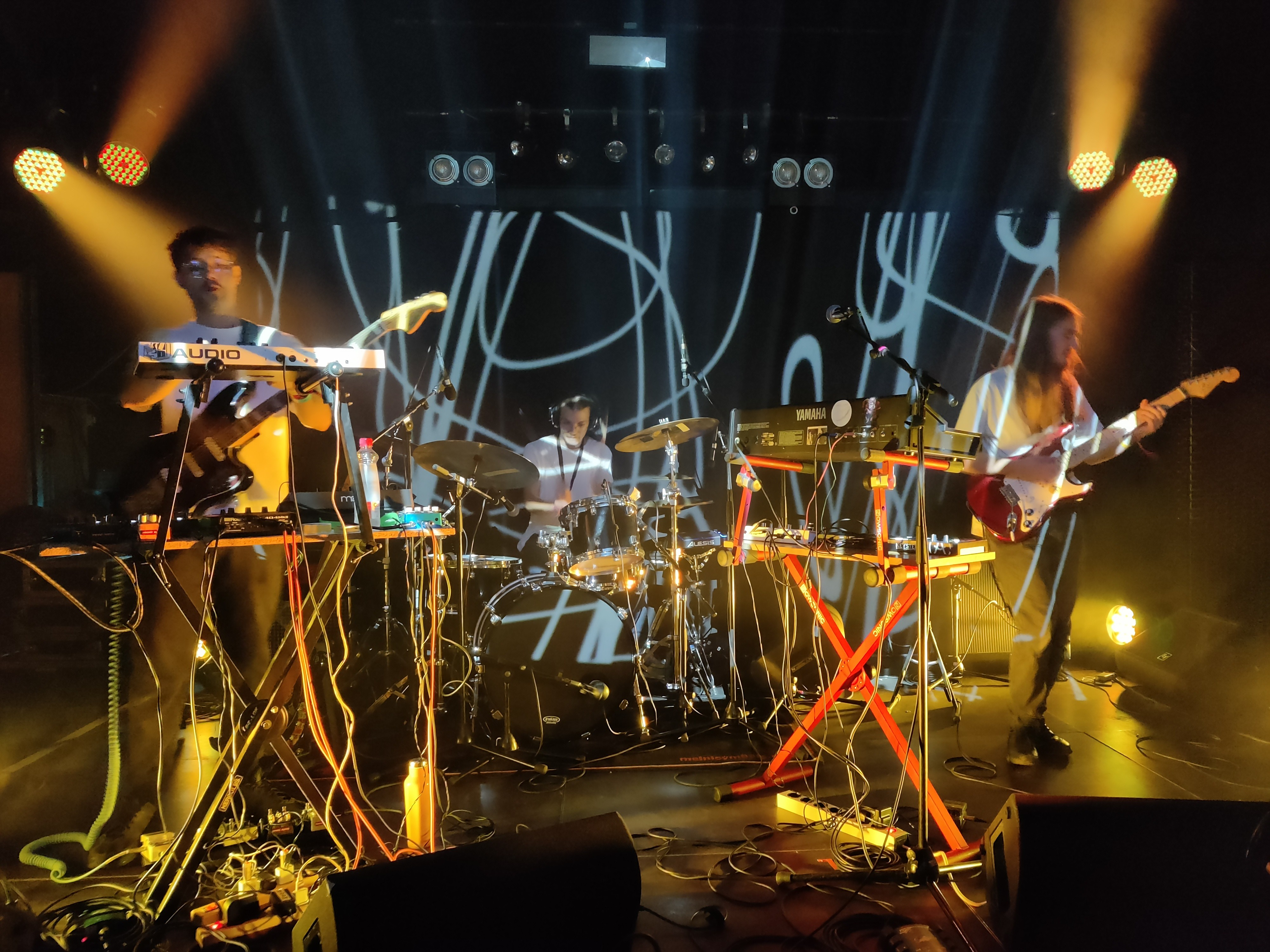
Spiral Mind (2022)
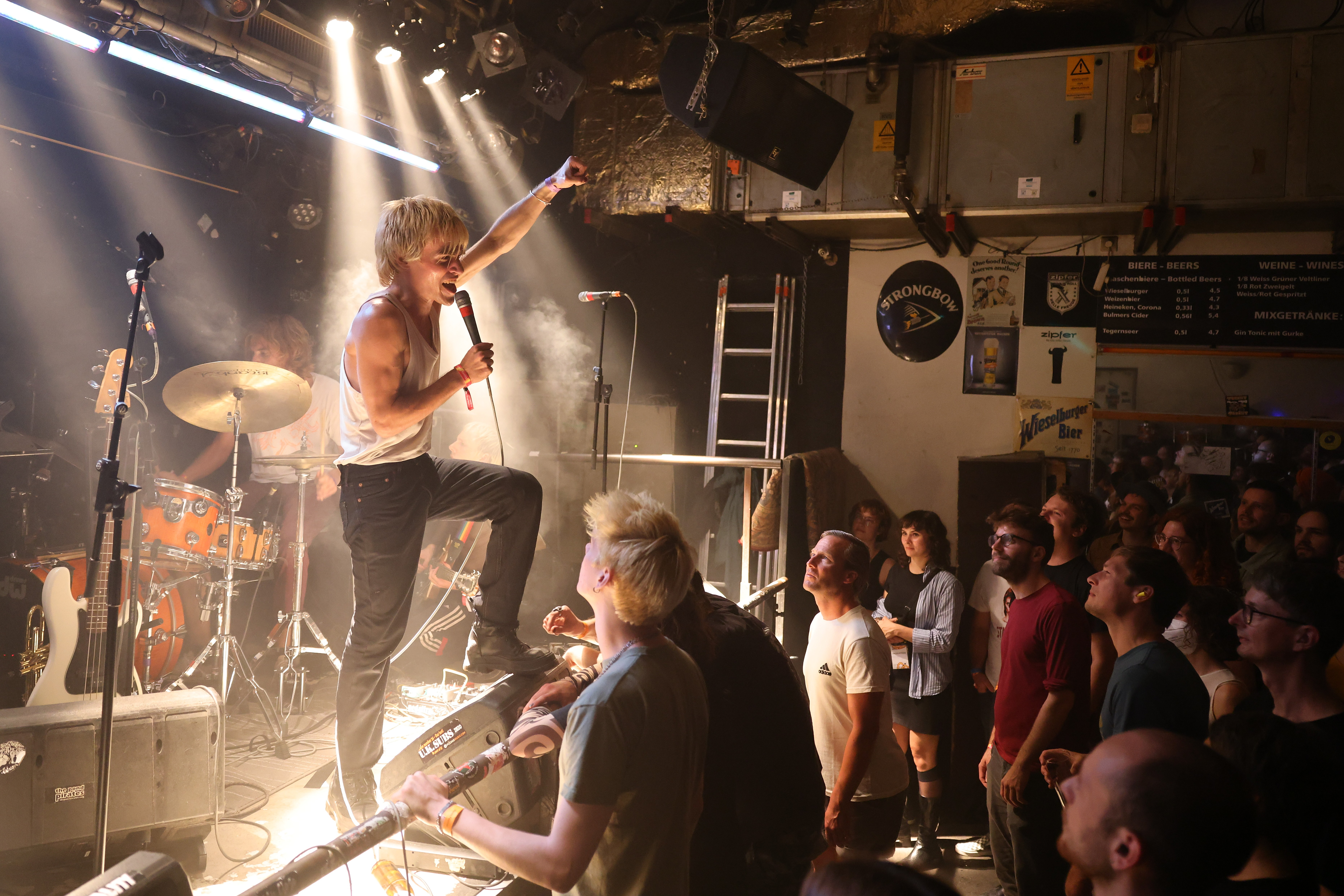
The Psychotic Monks (2022)

## Waves Vienna 2024
Das Waves Festival 2022 findet vom 5. bis zum 7. September statt.
A Mess (DK), Aemilia (DE), AF90 (AT), Automotion (UK), Ay Wing (CH), Bad Hammer (DE), Barkóczi Noémi (HU), Baula (SE), Bluai (BE), Bo Milli (NO), Ceci (DE), Chinchilla (UK), Chovo (AT), Comfort (UK), Cosmopaark (FR), David Arcos (CO), David Pasquet Trio (FR), Dewel (ES), Dis is Marketa (SK), Dora Tomori (SL), Dunya (DE), Duxius (PL), Eat-Girls (FR), Edna Million (AT), Efeu (AT), Elle Valenci (FR), Enesi M. (AT), Erika Rein (SK), Ernst (AT), Franks White Canvas (DE), Freak Slug (UK), Gardens (AT), Gatafiera (AT), Girlband! (UK), Harry Dean Lewis (AT), Hjalte Ross (DK), Housewife (CA), I hate myself because (UA), Immortal Onion x Michal Jan (PL), Insan Insan (PT), Ischia (AT), Jannis Anastasakis (GR), Jazzygold (FO), Jiny Metro (CZ), Kiki (SL), Kleinabaoho (AT), Kobrakasino (AT), Komisiia (UA), Leber (AT), Lonely Inc. (AT), Low Life Rich Kids (AT), Luca Malina (AT), Lucy Dreams (AT), Lukas Oscar (AT), Mabiit (ES), Masaž (SI), Mikala Nørgaard (AT), Mina Richman (DE), Misia Furtak (PL), Modular (DE), Modus Pitch (DE), Mont Baud (IT), Montesco (ES), Nnoa (AT), Noira (HU), Noops (LI), oh alien (AT), Panik Deluxe (AT), Pavel Shalmann & Boki Radenkovic (AT), Phaedra (CO), Portrait of Tao (AT), Potato Beach (AT), Power Plush (DE), Puzzls (HU), Quicche (DE), Rasha Nahas (DE), Ravage Club (FR), Sarah Bugar (DE), Sasha Adrian (DK), Schnieke (DE), Screens (IL), Skofi (AT), Sodl (AT), Spilif (AT), Suluka (AT), Svila (AT), Swim School (UK), The Komets (DE), Tusks (UK), Unflirt (UK), Villő (HU), We hate you please die (FR), Yasha 96 (CZ), Yeva (DE), Zoe Graham (UK)

## Belege
1. ↑  XA - Export Award. In: WAVES FESTIVAL. Abgerufen am 11. September 2022 (englisch).
2. ↑  Das Grande Finale dieser Festival-Wundertüte. In: fm4.orf.at. ORF, 11. September 2022, abgerufen am 11. September 2022.
3. ↑  Canadian Blast (Memento vom 25. Mai 2012 im Internet Archive)
4. ↑  Die Presse: „Waves Vienna“: Klagelieder und Raserei, 29. September 2011
5. ↑  Waves Vienna: Waves guest countries 2013: Slovenia and Belgium (Memento vom 3. Februar 2013 im Internet Archive), abgerufen am 31. Jänner 2013
6. ↑  Waves Bratislava
7. 1 2 3 4  einzelne Bands und Musiker mussten ihre Konzerte kurzfristig absagen, waren aber bereits im gedruckten Programm angeführt
8. ↑  wavescentraleurope.com: Informationen zum Ende der Kooperation mit den slowakischen Partnern, 10. Mai 2016
9. ↑  BEST OF... - WAVES VIENNA 2017! - Austrian Music Export. In: Austrian Music Export. 5. Oktober 2017 (englisch, musicexport.at [abgerufen am 8. Oktober 2018]).
10. ↑  Waves Vienna: Press Release – WAVES VIENNA MUSIC CONFERENCE 2018. Abgerufen am 12. Juli 2018 (englisch).
11. ↑  WAVES VIENNA MUSIC CONFERENCE – Topics & Speakers. 12. September 2018, abgerufen am 26. Januar 2021 (amerikanisches Englisch).
12. ↑  DIVES win the Austrian music export award XA. 3. Oktober 2018 (englisch, wavesvienna.com [abgerufen am 8. Oktober 2018]).
13. ↑  Waves Festival als Streaming-Event. In: ORF.at. 10. September 2020, abgerufen am 11. September 2020.
14. ↑  Das Waves Festival bringt die Zukunft der Musik nach Österreich. In: fm4.ORF.at. 6. September 2022, abgerufen am 8. September 2022.
15. ↑  Waves Vienna - Date for 2024 & Ticket Sale. Abgerufen am 12. August 2024 (englisch).
16. ↑  Waves Vienna - Line-Up. Abgerufen am 12. August 2024 (englisch).